# Liste des chapitres de Dragon Quest : La Quête de Daï
 (octobre 2020).
Si vous disposez d'ouvrages ou d'articles de référence ou si vous connaissez des sites web de qualité traitant du thème abordé ici, merci de compléter l'article en donnant les références utiles à sa vérifiabilité et en les liant à la section « Notes et références ».
Ceci est une liste des volumes et chapitres du manga Dragon Quest : La Quête de Daï.
Dragon Quest : La Quête de Daï est une série de manga scénarisée par Riku Sanjō et dessinée par Kōji Inada. La série débute avec le one-shot Derupa! Iruiru! (デルパ!イルイル!) paru dans les 25e et 26e numéro du Weekly Shōnen Jump en juin 1989,. Un second one-shot nommé Dai Bakuhatsu!! (ダイ爆発!!!) publié dans les 35e, 36e et 37e numéros en août 1989,,. La publication de Dragon Quest : La Quête de Daï débute dans le 45e numéro du Weekly Shōnen Jump du 23 octobre 1989, et se termine dans le 52e numéro du Weekly Shōnen Jump le 9 décembre 1996. Le manga est compilé en 37 volumes tankōbon publié entre le 9 mars 1990 au 4 juin 1997,. La série est rééditée une première fois en 22 volumes tankōbon du 18 juin 2003 au 18 mars 2004,. Une édition en 25 volumes comprenant les pages en couleur du magazine original et de nouvelles couvertures dessinées par Inada a été publiée entre le 2 octobre 2020 et le 2 juillet 2021. Cette édition est publiée en version française par Delcourt/Tonkam depuis mars 2022.
Une préquelle nommée Dragon Quest - The Adventure of Daï: The Hero Avan and the Dark Lord of Hellfire (ドラゴンクエスト ダイの大冒険 勇者アバンと獄炎の魔王, Dragon Quest - Dai no Daibouken: Yūsha Avan to Gokuen no Maou), dessinée par Yūsaku Shibata et scénarisée par Riku Sanjō, a commencé sa publication dans le numéro de novembre 2020 du V Jump de Shūeisha paru le 19 septembre 2020,. La série est centrée sur Avan avant sa rencontre avec Dai et ses compagnons.
Un spin-off dessiné par Yoshikazu Amami, nommé Dragon Quest - The Adventure of Dai: Cross Blade, est publié depuis le 1er octobre 2020 dans le magazine Saikyō Jump de l'éditeur Shūeisha.

## Édition 2007
La date et le numéro ISBN qui suivent le titre des volumes correspondent à la première version publiée en français par J'ai lu.

### Tomes 1 à 10
| no | Japonais         | Japonais          | Français (Tonkam) | Français (Tonkam) |
| no | Date de sortie   | ISBN              | Date de sortie    | ISBN              |
| --- | ---------------- | ----------------- | ----------------- | ----------------- |
| 1 | 9 mars 1990      | 978-4-08-871071-6 | 9 février 2007    | 2-84580-833-X     |
| Titre : Le Précepteur des héros, avril 1996, (ISBN 2290042293)Liste des chapitres : - Chapitre 1 : デルバ!イルイル!(前編) (Derupa! Iruiru! (Zenpen)) - Chapitre 2 : デルバ!イルイル!(後編) (Derupa! Iruiru! (Kōhen)) - Chapitre 3 : ダイ爆発!!!(前編) (Dai Bakuhatsu!!! (Zenpen)) - Chapitre 4 : ダイ爆発!!!(中編) (Dai Bakuhatsu!!! (Chūhen)) - Chapitre 5 : ダイ爆発!!!(後編) (Dai Bakuhatsu!!! (Kōhen)) - Chapitre 6 : 勇者の家庭教師!! (Yūsha no Kateikyōshi!!) - Chapitre 7 : ダイ特訓!!! (Dai Tokkun!!) - Chapitre 8 : メガネをかけた竜! (Megane o Kaketa Ryū!) - Chapitre 9 : 魔王の出現...!? (Maō no Shutsugen...!?) |                  |                   |                   |                   |
| Il y a quinze ans, un grand héros a vaincu Hadlar, le Roi du Mal, qui terrorisait le monde. Les monstres de celui-ci, libérés de ses maléfices, sont partis vivre sur la petite île de Dermline. Daï, petit garçon humain, y a été recueilli et élevé par Brass, qu'il considère comme son grand-père. Il rêve de devenir un héros, tandis que Brass veut faire de lui un magicien, bien qu'il ne soit pas doué du tout en magie. Il a pour ami Gomé, Golden Metal Slime, unique en son genre. Un jour arrivent sur l'île de faux héros, Dérolin, Zurbon, Hero-Hero et Masopho, qui viennent capturer ce légendaire « Golden Metal Slime ». Daï, séduit par leur apparence, se laisse prendre à leur imposture, et ils réussissent à capturer Gomé. Daï se lance alors à leur poursuite, allant jusqu'au royaume de Romos. Après un combat acharné, il parvient à libérer son amie et vaincre les faux héros. Le roi de Romos, reconnaissant le courage de Daï, lui offre une couronne en orichalque, symbole des héros. Quelques semaines plus tard la princesse Léona, du royaume de Papnica, vient sur l'île pour y être baptisée. Il s'y trouve en effet une grotte légendaire, mais plus personne n'y vient à cause des monstres. Le roi de Romos a cependant indiqué à la famille royale de Papnica que les monstres obéissent à Daï, et ne seront donc pas dangereux. Mais des sujets de la princesse tentent de la tuer. Daï, qui ne veut pas laisser mourir Léona, réveille en lui une force mystérieuse : un symbole apparaît sur son front, et il devient capable d'utiliser la magie, y compris l'incantation Raïdeïn que seul un héros peut utiliser. Il parvient ainsi à contrer les funestes desseins, et le baptême se termine bien. Un peu plus tard, les monstres de l'île deviennent soudain violents, agressifs, à l'exception de Gome. Brass y voit le signe de la résurrection de Hadlar. Il veut faire quitter l'île à Daï car il craint de le tuer de ses propres mains, lorsque surviennent Avan et Pop. Avan utilise une incantation qui contre les forces du Mal pour protéger l'île, et annonce qu'il a été envoyé par la famille de Léona pour faire de Daï un héros et lui permettre de vaincre Hadora, effectivement ressuscité. Pop est un de ses disciples, en formation de magicien. Daï accepte de suivre l'entraînement spécial de maître Aban, d'une durée d'une semaine. Mais cet entraînement est interrompu par l'arrivée de Hadlar en personne. |                  |                   |                   |                   |
| 2 | 10 avril 1990    | 978-4-08-871072-3 | 4 avril 2007      | 2-84580-834-8     |
| Titre : La duel fatidique !! Hadlar vs Avan, 2 mai 1996, (ISBN 2290042307)Liste des chapitres : - Chapitre 10 : ハドラーの正体...!! (Hadorā no Shōtai...!!) - Chapitre 11 : 対決!!ハドラー対アバン (Taiketsu!! Hadorā Tai Aban) - Chapitre 12 : アバンのしるし (Aban no Shirushi) - Chapitre 13 : ダイ激怒!!! (Dai Gekido!!!) - Chapitre 14 : 爆発!! 最強技 (Bakuhatsu!! Sutorasshu) - Chapitre 15 : 大冒険への旅立ち!! (Daibōken e no Tabidachi!!) - Chapitre 16 : 魔の森のマァム (Ma no Mori no Māmu) - Chapitre 17 : 獣王!!クロコダイン (Jū Ō!! Kurokodain) - Chapitre 18 : 獣王のおたけび!! (Jū Ō no Otakebi!!) |                  |                   |                   |                   |
| Hadlar et Avan se retrouvent face à face, et semblent bien se connaître. Brass reconnaît alors en Avan le héros légendaire qui a vaincu le Roi du Mal quinze ans plus tôt. S'ensuit un terrible combat entre les deux adversaires. Hadlar cependant est bien plus fort qu'auparavant. Il explique que c'est grâce à la force de l'Empereur du Mal, Vearn, qui l'a ressuscité. Daï veut aider son maître, mais il en est empêché par Pop. À la fin du combat, Avan utilise ses dernières forces pour lancer une incantation de protection sur Daï, Pop, Gomé et Brass, puis utilise Méganté, incantation du sacrifice, pour tuer Hadlar, et confie à ses disciples la tâche de tuer Vearn. Mais il échoue, Hadlar est toujours en vie, bien que grièvement blessé. Il veut alors terminer sa tâche, et tuer les disciples d'Avan. Mais Daï refuse de rendre vain le sacrifice de son maître, et utilise sa force de Chevalier Dragon pour se libérer de la protection et contrer l'incantation d'Hadlar. Celui-ci reconnaît immédiatement le signe sur le front de Daï, et se rend compte qu'il est potentiellement un adversaire beaucoup plus redoutable que son maître. Il lutte contre Daï, mais est vaincu et se retire, blessé. Daï et Pop partent alors de Dermline, pour se rendre à Romos, lutter contre les Forces du Mal. Pendant ce temps Hadlar retourne au Kigan-Jo pour rendre compte à son maître Vearn de la mort d'Avan, mais omet de lui parler de Daï. Il ordonne alors à toutes ses troupes de tuer, à tout prix, Daï, avant qu'il ne devienne une trop grande menace. Daï, Pop et Gomé tournent en rond dans une forêt, et sauvent une petite fille avant d'être sauvés à leur tour par Maam. Elle leur propose de venir à son village, faire une fête pour les remercier d'avoir sauvé la petite, mais Pop, vexé qu'elle se soit moquée de lui, préfère continuer à marcher, entraînant Daï. Maam et la petite retournent au village avec un sac oublié par Daï et Pop, dans lequel se trouve Gomé. Dans la forêt Daï et Pop se trouvent face à Crocodine, et Pop s'enfuit tandis que Daï fait face. |                  |                   |                   |                   |
| 3 | 8 août 1990      | 978-4-08-871073-0 | 20 juin 2007      | 978-2-84580-835-5 |
| Titre :Rassemblez-vous, Disciples d'Avan !!, juin 1996, (ISBN 2290042323)Liste des chapitres : - Chapitre 19 : 集え!!アバンの使徒 (Tsudoe!! Aban no Shito) - Chapitre 20 : 驚異の魔弾銃 (Kyōi no Madangan) - Chapitre 21 : アバン・我らが師 (Aban - Warera ga Shi) - Chapitre 22 : 第3の仲間!! (Daisan no Nakama!!) - Chapitre 23 : 危機迫るロモス (Kiki Semaru Romosu) - Chapitre 24 : 百獣総進撃!! (Hyakujū Sōshingeki!!) - Chapitre 25 : ダイの弱点...!? (Dai no Jakuten...!?) - Chapitre 26 : 卑劣なり! 妖魔司教 (Hiretsu nari! Yōma Shikyō) - Chapitre 27 : ひとかけらの勇気! (Hito Kakera no Yūki!) |                  |                   |                   |                   |
| Maam sauve une nouvelle fois Pop. C'est à ce moment que celui-ci s'aperçoit qu'elle est elle aussi une disciple d'Avan. Tous deux vont ensuite aider Daï dans son combat contre Crocodine. À l'issue de celui-ci, Crocodine perd son œil gauche et se retire, promettant de se venger à la prochaine rencontre. Toute l'équipe retourne au village de Maam, où ils font la connaissance de Leila, la mère de Maam et membre de l'équipe d'Aban qui a vaincu Hadlar quinze ans plus tôt. Mais Daï et Pop ne peuvent se résoudre à avouer la mort du maître. Les trois disciples se retrouvent pour évoquer des souvenirs de leur entraînement, puis Maam part préparer le dîner pendant que Pop s'occupe de recharger les balles du pistolet magique de Maam. Daï décide alors d'aller voir le doyen du village pour qu'il l'entraîne aux incantations. Il lui apprend la mort du maître, en lui recommandant de cacher ceci à Maam et Leila. Mais Maam surprend la conversation. Pendant ce temps Crocodine retourne à son quartier général, et, se sentant humilié, il se laisse manipuler par Zaboéra, qui lui remet un tube magique. Le lendemain, Daï, Pop et Gomé partent du village de Maam, en direction du château de Romos. Maam, poussée par sa mère, part les rejoindre. Ils atteignent Romos trop tard pour aller au château, et se rendent dans une auberge, où ils rencontrent la bande des faux héros Dérolin, Zurbon, Hero-Hero et Masopho. Daï leur en veut un peu, mais ils font finalement la paix. Au petit matin Crocodine attaque le château, pour attirer Daï. Celui-ci s'élance le premier. Maam veut le suivre, mais remarque que Pop renâcle. Il avoue alors qu'il ne veut pas mourir bêtement contre l'Armée du Mal, et que jamais il n'avait voulu se battre, et que de toute façon Daï est suffisamment puissant, avec son signe mystérieux. Maam le gifle, lui disant qu'il n'a rien retenu de l'enseignement d'Avan, et part seule au château. Le combat entre Daï et Crocodine, au château, est équilibré lorsque Maam, accompagnée de Gomé, y arrive. Mais Crocodine sort alors le tube donné par Zaboéra, et libère le monstre qui était dedans. Il s'agit de Brass, le grand-père de Daï. Ce dernier refuse alors de lutter, et se retrouve en grande difficulté, pendant que Maam est capturée par un Oeil de Démon de Zaboéra. Pendant ce temps Pop, rongé de honte, a une sorte de pressentiment, mais a trop peur pour aller combattre. Intervient alors Masopho, qui l'incite à aller aider ses amis, pendant qu'il lui reste une once de courage, s'il ne veut pas devenir un lâche. Pop court alors au château, et, bien que tremblant de la tête aux pieds, défie Crocodine pour venger ses amis. |                  |                   |                   |                   |
| 4 | 11 novembre 1990 | 978-4-08-871074-7 | 22 août 2007      | 978-2-84580-836-2 |
| Titre : L'Assemblée des six légats...?!, 4 juillet 1996, (ISBN 2277242349)Liste des chapitres : - Chapitre 28 : ポップ!生命をかけろ!! (Poppu! Inochi o Kakero!!) - Chapitre 29 : 奇跡呼ぶ友情 (Kiseki Yobu Yūjō) - Chapitre 30 : ダイ怒りの紋章!! (Dai Ikari no Monshō!!) - Chapitre 31 : 小さな勇者たち (Chiisana Yūshatachi) - Chapitre 32 : パプニカをめざせ! (Papunika o Mezase!) - Chapitre 33 : 6大団長集結...!? (Roku Daidanchō Shūketsu...!?) - Chapitre 34 : 謎の剛剣士 (Nazo no Gōkenshi) - Chapitre 35 : 魔剣戦士ヒュンケル!! (Maken Senshi Hyunkeru!!) - Chapitre 36 : 父の敵...アバン!? (Chichi no Kataki... Aban!?) - Chapitre 37 : 黒き最強剣!! (Kuroki Saikyō Ken!!) |                  |                   |                   |                   |
| Pop se bat contre Crocodine, mais a des difficultés. Il peut finalement invoquer une incantation de feu, que Crocodine pare avec sa hache du vide, en le félicitant cependant d'avoir réussi à invoquer cette incantation puissante dans son état. Puis Crocodine, de sa queue, frappe Pop qui s'effondre. Prêt à renoncer, Pop entend Daï lui dire de s'enfuir, et réalise que DaÏ, tout comme maître Avan, n'a jamais abandonné, et que lui ne peut donc pas si facilement renoncer. Il se relève alors, à la grande stupéfaction de Crocodine, prêt à lutter jusqu'à la mort. Utilisant sa canne magique, qu'il brise sur l'armure de Crocodine, il invoque alors Mahokatorr, l'incantation destructrice du mal, sur Brass. L'incantation réussit, et Brass retrouve ses esprits, stupéfait d'apprendre qu'il s'est battu contre Daï. Pop explique alors à Crocodine que, même si lui ne peut plus se tenir debout, Daï va pouvoir lutter librement, et le vaincre facilement. Crocodine est ému par ce sacrifice courageux, mais, poussé par Zaboéra qui assiste à la scène, rejette ce sentiment et se prépare à tuer Pop. C'est alors que Gomé, tournant au-dessus de Daï blessé, se met à briller intensément, et les blessures de Daï guérissent. Il se relève, furieux contre Crocodine, son Emblème du Dragon brillant plus que jamais. Luttant contre Crocodine à mains nues d'abord, il le bat en utilisant la technique de maître Avan, Avan Strash. Crocodine, grièvement blessé, exprime ses regrets d'avoir utilisé un procédé déloyal, et se jette du haut de la tour, mettant fin à l'attaque de son armée contre le royaume de Romos. En parallèle, Hadlar réunit les légats d'armée restants pour faire le point. Il regrette cependant que le légat des morts-vivats ne soit pas présent, ayant été dépêché par Vearn en personne pour s'occuper de l'équipe de Daï. Fly et ses amis partent alors pour Papnica, qui a été dévasté par la légion des morts-vivants. Léona est introuvable, mais ils rencontrent Hyunckel, qui se présente comme le premier disciple d'Avan. Il s'avère qu'il est en réalité le chef de l'armée des morts-vivants, et que, élevé par un soldat de Hadlar, il voue une haine viscérale à Avan pour la mort de son père, disparu durant la guerre quinze ans plus tôt. Le combat s'engage entre lui et Daï, qui n'est cependant pas de taille à lutter. Maamet Pop se joignent à lui, mais Hyunckel se permet d'utiliser un atout, une armure indestructible contrant toutes les incantations. L'équipe de Daï se retrouve en difficulté, mais Daï s'aperçoit que l'armure a un point faible, au niveau du heaume, qui laisse voir le visage. Il invoque alors une incantation de feu précisément à cet endroit pour essayer de battre Hyunckel. |                  |                   |                   |                   |
| 5 | 8 février 1991   | 978-4-08-871075-4 | 24 octobre 2007   | 978-2-84580-837-9 |
| Titre : L'Épée foudroyante de la justice !!, 1er août 1996, (ISBN 2277242446)Liste des chapitres : - Chapitre 38 : 絶体絶命...!! (Zettai Zetsumei...!!) - Chapitre 39 : 獣王の涙 (Jū Ō no Namida) - Chapitre 40 : これが地底魔城だ! (Kore ga Chitei Majō da!) - Chapitre 41 : 稲妻にかけろ! (Inazuma ni Kakero!) - Chapitre 42 : 潜入!死の迷宮 (Sen'nyū! Shi no Danjon) - Chapitre 43 : 決着の瞬間...!! (Ketchaku no Toki...!!) - Chapitre 44 : ダイ、魔剣に死す...!!? (Dai, Maken ni Shisu...!!?) - Chapitre 45 : 父の魂!! (Chichi no Tamashii!!) - Chapitre 46 : 正義の稲妻剣!!! (Seigi no Inazuma Ken!!!) - Chapitre 47 : さらば孤独の戦士 (Saraba Kodoku no Senshi) |                  |                   |                   |                   |
| L'incantation de Daï atteint bien Hyunckel, mais celui-ci n'est pas vaincu pour autant, et pare l'attaque suivante de Daï. La situation devient désespérée, et Hyunckel s'apprête à achever Daï, lorsque Crocodine s'interpose. Blessé, il s'oppose à Hyunckel, et permet à Daï et Pop de s'enfuir, en abandonnant cependant Maam. Crocodine explique alors à Hyunckel qu'il ne comprend pas pourquoi ce dernier hait les humains, et Hyunckel le tue. Mourant, Crocodine dit que son dernier souhait sera de pouvoir se réincarner en humain. Pendant ce temps Daï et Pop rencontrent Baduck, garde du corps de la princesse Léona, qu'il a cependant perdue de vue. Les soignant, il leur dit de se reposer et part. Daï se demande alors quelles sont leurs chances de survie, n'étant plus que deux, mais Pop lui dit qu'ils doivent unir leurs forces pour vaincre Hyunckel et délivrer Maam. Le lendemain, Pop explique à Daï sa stratégie: lui va utiliser une incantation faisant venir des nuages, et Daï va utiliser Raïdeïn pour attaquer Hyunckel, son armure ne contrant pas l'électricité. Ils passent ensuite leur journée à s'entraîner. Le jour suivant, ils se rendent au quartier général de Hyunckel, demandant à Baduck de les attendre, et y rentrent. Mais ils se dirigent vers un piège tendu par Hyunckel, qui veut les attirer dans un lieu précis. Pendant ce temps Maam est prisonnière mais, entendant des soldats discuter du piège tendu, résout de s'échapper, et reçoit l'aide de Gomé, qui était cachée dans sa tunique. Récupérant son arme, elle s'évade par un conduit d'aération. Daï et Pop se retrouvent finalement face à Hyunckel, dans une arène à ciel ouvert. Le combat s'engage, Pop restant à l'écart pour invoquer son incantation. Leur stratégie réussit, et Hyunckel subit Raïdeïn de plein fouet... mais survit ! Il immobilise Daï, et lui porte un coup fatal avec Bloody Scraid. Sur ce, Maam les rejoint, et remet à Hyunckel un objet qu'elle a trouvé dans une cache secrète. Il s'agit du testament de Baltos, père de Hyunckel, qui explique à son fils qu'en réalité c'est Hadlar qui l'a tué, et non Avan. Mais Hyunckel refuse de le croire, disant qu'il est trop tard. Daï, qu'il croyait mort, se relève et reprend le combat en réussissant à combiner magie et technique d'épée, mais est inconscient, mû seulement par son esprit combatif. Hyunckel est finalement vaincu par Daï qui combine Raïdeïn et la technique d'Avan. Mais au moment où Daï va l'achever, Maam s'interpose, disant que les disciples d'Avan ne doivent pas se battre entre eux. Elle rend alors à Hyunckel son insigne, qu'elle avait conservé en attendant ce moment. Mais la joie des retrouvailles est de courte durée, car Flazzard apparaît, et réveille le volcan se trouvant sous le quartier général. La lave monte, et Hyunckel se sacrifie pour sauver ses amis, disparaissant dans la lave en remerciant Maam de lui avoir appris la vérité et regrettant de ne pouvoir continuer le combat. Les légats des Légions se retrouvent à nouveau, et Flazzard demande que l'attaque de Papnica lui soit confiée. |                  |                   |                   |                   |
| 6 | 10 avril 1991    | 978-4-08-871076-1 | 12 décembre 2007  | 978-2-84580-838-6 |
| Titre : L'impitoyable Flazzard !!, 6 septembre 1996, (ISBN 2290042595)Liste des chapitres : - Chapitre 48 : 合図の信号弾 (Aizu no Shingōdan) - Chapitre 49 : その時、レオナは......!? (Sono toki, Reona wa......!?) - Chapitre 50 : 残酷!フレイザード (Zankoku! Fureizādo) - Chapitre 51 : 勇者対氷炎将軍!! (Yūsha Tai Hyōen Shōgun!!) - Chapitre 52 : 恐怖の結界呪法!! (Kyōfu no Kekkai Juhō!!) - Chapitre 53 : 凍れる美女・レオナ! (Kōreru Bijo - Reona!) - Chapitre 54 : 噂の大魔道士 (Uwasa no Dai Madōshi) - Chapitre 55 : マトリフの特訓 (Matorifu no Tokkun) - Chapitre 56 : バルジ島へ上陸せよ (Baruji-tō e Jōriku se yo) |                  |                   |                   |                   |
| Daï, Pop, Maam, Gomé et Baduck, à la recherche de Léona, rencontrent Aimi, une des trois sages de Papnica. Elle les informe que Léona est sur la tour de l'île de Valge, isolée par un tourbillon. Toute l'équipe s'y rend dans la montgolfière de Papnica. Pendant ce temps Léona règle une dispute entre ses soldats, mais Flazzard fait son apparition, déclarant qu'il va tuer tout le monde. Les deux sages Apollo et Marin essayent de s'interposer, mais ne font pas le poids. Au moment où Flazzard va tuer Léona, Daï intervient. S'ensuit un combat, au cours duquel Flazzard fait appel à un sort interdit bloquant les incantations de l'ennemi et réduisant sa force à l'aide de deux tours, de glace et de feu. Voyant la situation dégénérer, Maam propose de partir, mais Daï refuse. Flazzard, entendant ceci, lance un sort de glaciation sur Léona, afin de s'assurer que personne ne partira. Daï, furieux, recommence à se battre, mais Maam l'assomme, et tous s'enfuient par la montgolfière, en laissant Leona. Mais les soldats de Flazzard attaquent la montgolfière, et ils ne doivent leur survie qu'à l'intervention de Matoriv, grand mage qui habitait dans le secteur. Ce dernier prend en charge Pop pour l'entraîner, pendant que Baduck fabrique des explosifs pour détruire les deux tours. Maam aide Daï à s'entraîner. Pendant ce temps Hadlar annonce à ses généraux une offensive générale contre les héros, mais demande à Baran d'aller mettre à genoux le pays de Caru, contre lequel Myst-Vearn a du mal. Baran s'exécute bon gré mal gré. Flazzard prévient alors toute l'équipe que Leona, dans la glace, ne survivra pas plus de quelques heures. Daï, Pop, Baduck, Maam et Gomé partent alors pour l'île de Valge, où les attendent les légions des Ombres et des Sorciers. |                  |                   |                   |                   |
| 7 | 10 juillet 1991  | 978-4-08-871077-8 | 6 février 2008    | 978-2-84580-839-3 |
| Titre : Le Sauveur immortel !!!, 3 octobre 1996, (ISBN 2290042838)Liste des chapitres : - Chapitre 57 : 魔王軍総攻撃!!! (Maōgun Sōkōgeki!!!) - Chapitre 58 : 超高熱の死闘!! (Chōkōnetsu no Shitō!!) - Chapitre 59 : 不死身の救世主!!! (Fujimi no Kyūseishu!!!) - Chapitre 60 : 戦士復活!! (Senshi Fukkatsu!!) - Chapitre 61 : 激突!!ヒュンケル対ハドラー (Gekitotsu!! Hyunkeru Tai Hadorā) - Chapitre 62 : 火を吹く最終闘気!! (Hi o Fuku Saishū Tōki!!) - Chapitre 63 : 生と死の十字架 (Sei to Shi no Kurusu) - Chapitre 64 : 突入!!レオナを救え (Totsunyū!! Reona o Sukue) - Chapitre 65 : フレイザードの執念 (Fureizādo no Shūnen) - Chapitre 66 : 嵐の弾岩!!! (Arashi no Dangan!!!) |                  |                   |                   |                   |
| Fly, Gome et Badaku se rendent à la tour de feu, et tombent dans le piège des armées des Sorciers et des Ombres. Une lutte acharnée s'engage. Mais alors que la situation est désespérée Krokodin, revenu encore une fois d'entre les morts, intervient. Pendant ce temps Poppu et Fuam se retrouvent face à Hadora en personne. Ce dernier les balaye d'une simple incantation, mais, alors qu'il va les achever, Poppu refuse de perdre espoir et contre l'incantation de Hadora avec sa propre magie, puis le met en difficulté en utilisant les explosifs destinés à la tour. Mais Hadora survit, et utilise son incantation la plus puissante, Begiragon. Puis il attrape Fuam et, stimulé par la demande de Poppu d'épargner celle-ci, la lance sur la tour de glace... qui s'effondre. Hyunkel, qui a survécu à l'explosion du volcan et a été soigné par Krokodin, vient en effet d'intervenir. Poppu et Fuam partent rejoindre Fly et Badaku, pendant que Hyunkel se bat avec Hadora pour régler ses comptes. À l'issue du combat, Hyunkel vainc Hadora. Freeze contemple depuis la tour de Baji ce spectacle, estimant que Fly n'en aura que plus de prix. Cependant lorsque Hyunkel sort de la torpeur consécutive au combat, il ne voit pas le corps de Hadora. Krokodin finit de défaire l'armée des sorciers et des ombres, mais ne peut empêcher Saboera de s'enfuir. Myst a également disparu. Fly et ses amis arrivent au pied de la tour de Bagi, devant laquelle des pièges sont posés. Intervient l'armée de feu et de glace, qu'ils défont en unissant leurs incantations de glace et de feu. Freeze fait son apparition et capture Fuam, qu'il lance sur un épieu pour l'achever... Mais elle est sauvée in extremis par Krokodin et Hyunkel, revenus de leur combat. Freeze constate qu'il est cerné, et décide alors d'abandonner.... Il retire ses pièges et utilise son attaque ultime, l'explosion de feu et de glace, qui met en difficulté toute l'équipe. Son corps entier explose, les pierres de feu et de glace le constituant s'éparpillent dans toutes les directions, mais il les contrôle parfaitement. Freeze lui-même subit les effets de sa technique, et sait parfaitement qu'il n'y survivra pas forcément. Il explique à Fuam que son seul but est la gloire, une gloire que personne ne pourra égaler en mille ans, pour lui qui a été créé de toutes pièces par Hadora une année plus tôt. Devant l'attaque violente de Freeze, Fly se demande s'il pourra le vaincre, et demande pardon à Léona, disant que personne ne peut toucher l'invisible... avant de se souvenir de l'enseignement de Aban. Il se relève alors et défie Freeze, lui disant que lui aussi va utiliser sa technique ultime. |                  |                   |                   |                   |
| 8 | 9 octobre 1991   | 978-4-08-871078-5 | 2 avril 2008      | 978-2-84580-840-9 |
| Titre : Maintenant... l'incantation suprême !!!, 1er novembre 1996, (ISBN 2290043516)Liste des chapitres : - Chapitre 67 : アバン流最後の奥義 (Aban Ryū Saigo no Ōgi) - Chapitre 68 : 出たっ!! 空裂斬 (Deta—!! Kūretsuzan) - Chapitre 69 : 魔炎気の巨人!!! (Maenki no Kyojin!!) - Chapitre 70 : いま...すべてを斬る...!!! (Ima... Subete o Kiru...!!!) - Chapitre 71 : さよなら魔弾銃 (Sayonara Madangan) - Chapitre 72 : 勝利!そして... (Shōri! Soshite...) - Chapitre 73 : マァムの決意 (Māmu no Ketsui) - Chapitre 74 : 揺れる鬼岩城...!! (Yureru Kiganjō) - Chapitre 75 : また会う日まで (Mata Au Hi Made) |                  |                   |                   |                   |
| Fly rengaine son épée, et fait face à Freeze, qui pense que Fly bluffe. Ce dernier utilise alors la technique d'Aban, Couper le ciel, et transperce Freeze... Hadora se réveille dans sa salle du trône, se souvenant peu de ce qui s'est passé mais certain d'être mort contre Hyunkel. Il remarque également que la tache noire sur son visage semble s'être étendue. Myst apparaît alors et lui explique, lui qui ne parle jamais, que Ban, le Dieu du Mal, lui a offert un corps immortel, et que lui Hadora n'a même pas le choix de sa mort, il devra ressusciter éternellement pour servir à jamais Ban. Ce que Hadora accepte volontiers. Myst repart alors sur le champ de bataille. Freeze, bien que transpercé, ne semble pas ressentir d'effet particulier, et se moque de la technique d'Aban, qui devait être bien faible pour avoir une technique si minable. Mais Fly sait qu'il a échoué, que si la technique avait fonctionné Freeze serait mort. Il se demande pourquoi il n'a pas réussi. Mais au moment où Freeze va l'achever, sa main explose, et Fly comprend qu'il n'a pas totalement échoué, il a réussi à toucher, ne serait-ce qu'un peu, le noyau vital de Freeze. Il décide alors d'effectuer sa technique autant de fois qu'il le faudra. Devant tant de détermination Freeze ne peut que réutiliser sa technique d'explosion de feu et de glace, sachant parfaitement qu'il n'y survivra pas. Fly a beau utiliser à nouveau Couper le ciel, il n'arrive plus à toucher le noyau vital. Hyunkel intervient alors, et lui lance du sang dans les yeux pour l'aveugler. Il lui explique que Couper le ciel n'est pas une simple technique coupant l'air, mais qu'il faut utiliser l'esprit combatif de la Justice pour détruire le mal. C'est pourquoi lui Hyunkel, sous l'influence de l'esprit combatif du Mal, ne pouvait l'utiliser. Fly ferme alors les yeux, et essaye de ressentir les énergies vitales autour de lui. Freeze relance son attaque, mais Fly arrive à ressentir la position de son noyau et utilise Couper le ciel. Freeze se reconstitue et se moque de Fly qui a encore échoué... avant de voir que son noyau vital est devant Fly et a été détruit. Ses deux parties de glace et de feu ne peuvent alors plus coexister, et il est obligé de séparer son corps en deux. Poppu utilise alors Begirama pour détruire la partie de glace. Freeze prie alors ses adversaires de l'épargner, Hyunkel refuse et s'élance pour l'achever, mais Myst s'interpose. Après argumentation Freeze accepte de passer sous les ordres de Myst, en échange de l'armure la plus puissante de l'armée des Ombres, qui contre toutes les incantations. Il se transforme alors en soldat géant de flammes, et met en difficulté Krokodin et Hyunkel. Il se retourne alors vers Fly, blessé et soutenu par Fuam. Ce dernier la pousse à côté, lui disant qu'il est sûr de gagner. Ce qui met Freeze en colère. Le combat s'engage, et Fly, les yeux toujours fermés, évite habilement toutes les attaques de Freeze. Hyunkel comprend alors que Fly, ayant maîtrisé Couper le ciel, maîtrise dorénavant Aban slash, dont il a compris la puissance de destruction. C'est pourquoi il est sûr de vaincre. À ce moment Fly écorne l'armure de Freeze. Ce dernier ne comprend pas, et affirme qu'il est forcément supérieur, qu'il a la meilleure armure, et que s'il perdait il serait nul. Il s'élance sur Fly. Celui-ci revoit les différentes techniques de maître Aban, Couper la terre, Couper la mer et Couper le ciel, et demande à son maître de regarder... Avant d'effectuer un véritable Aban slash qui désintègre Freeze. Hyunkel constate alors que Fly est même supérieur à son maître. Freeze est presque détruit, et demande à Myst une autre chance... Ce dernier l'écrase simplement et se retire. Hyunkel se dit alors que le plus dangereux des Armées du Mal est bel et bien Myst. Toute l'équipe s'élance alors vers la tour de Bagi pour sauver Léona. Mais la glace qui l'entoure n'a pas encore fondu, elle n'a que commencé. La situation est critique, car elle va bientôt mourir. Poppu a beau essayer, ses incantations ne sont pas assez puissantes. Fuam a alors l'idée d'utiliser son pistolet magique, en chargeant plusieurs incantations dans la même balle. Elle ne l'a jamais fait, et Badaku lui dit qu'elle va détruire son pistolet, mais elle insiste, disant que le pistolet a été conçu pour sauver des vies. Poppu accepte, mais s'effondre, épuisé par tous les combats, avant de pouvoir charger la balle. Fly, titubant, se relève alors et utilise pour la première fois sa force mystérieuse, liée à son signe sur le front, pour autre chose que le combat, chargeant la balle d'une deuxième incantation. Fuam tire sur le bloc de glace contenant Léona, qui fond, sauvant celle-ci. Mais le pistolet est détruit. Pendant ce temps Baran a mis Karu à terre, devant les yeux incrédules de Saboera. Baran commente la défaite des armées face à Fly, se demandant quelle est sa véritable force. Saboera mentionne alors le signe sur le front de Fly, ce qui provoque une forte réaction en Baran, qui demande si par hasard ce signe ne ressemblerait pas à une tête de dragon et, après la réponse affirmative, clame haut et fort qu'il a compris les véritables intentions de Hadora. À Papunika la vie reprend doucement son cours normal, les habitants revenant à l'annonce de la défaite des Armées du Mal. Léona organise une grande fête pour fêter la victoire. Un froid passe lorsque Hyunkel, à la question de Léona, répond qu'il était le chef de l'armée des Immortels, qui a détruit le pays. Il demande alors à être jugé ici et maintenant par Léona, ayant rempli son devoir en sauvant ses amis disciples d'Aban. Léona le condamne alors à lutter toute sa vie pour la Justice, sans jamais renoncer. Au cours de la fête, Krokodin et Hyunkel partent discrètement, pour aller à la forteresse du démon, quartier général des Armées du Mal, en espionnage. Hyunkel dit au revoir à Fuam, qui le regarde s'éloigner d'un air triste. À la forteresse du démon justement, le mystérieux Kilvan, surnommé le dieu de la mort, fait son apparition. Myst le connaît manifestement. Il se moque de la défaite de Hadora face à Fly, et son assistant Piroro renchérit en énumérant les défaites. Hadora affirme qu'il va continuer le combat. Survient Baran, qui clame que c'est lui qui va s'occuper de Fly. Hadora refuse, mais Baran lui dit alors qu'il a compris pourquoi Hadora voulait à tout prix empêcher une rencontre entre Baran et Fly: c'est parce que Fly est un Chevalier du Dragon. Hadora refuse cependant que Baran aille combattre, et Baran veut y aller, la dispute s'envenime, mais Kilvan intervient. Il explique que ce problème sera réglé plus tard, et qu'il doit informer tout le monde de sa mission: déplacer la Forteresse du Démon, puisque les deux chefs d'armée rebelles Kyunkel et Krokodin connaissent son emplacement. Il prend alors la Clé de Ban, et l'utilise pour activer la forteresse, qui commence à se déplacer. À Papunika, Fuam constate que Léona est plus forte qu'elle sur tous les plans, et fait part de son intention d'aller s'entraîner, seule, à une technique personnelle: l'art du combat. Malgré les réticences de ses amis, elle ne cède pas et part. Mais Léona, à qui Fly a expliqué que Poppu en pince pour Fuam, le persuade de la transporter à l'aide de l'incantation de téléportation et d'en profiter pour avouer son amour, cette séparation étant peut-être la dernière, si l'un des deux venait à mourir au combat. Poppu rattrape Fuam, et la transporte dans les montagnes de Romusu. Il ne peut cependant lui avouer son amour, estimant qu'il doit encore progresser avant d'être digne d'elle. Pendant ce temps Hyunkel et Krokodin arrivent à la Forteresse du Démon... pour s'apercevoir qu'elle n'est plus là !! Seules des traces de pas gigantesques sont visibles, s'éloignant vers une direction inconnue. Hyunkel demande alors à Krokodin de rejoindre le reste de l'équipe, car il a un mauvais pressentiment. |                  |                   |                   |                   |
| 9 | 10 février 1992  | 978-4-08-871079-2 | 18 juin 2008      | 978-2-84580-841-6 |
| Titre : Le Chevalier du dragon, 20 novembre 1996, (ISBN 2290043532)Liste des chapitres : - Chapitre 76 : デパートへ行こう! (Depāto e Ikō!) - Chapitre 77 : 超竜軍団猛攻!!! (Chōryū Gundan Mōkō!!!) - Chapitre 78 : ベンガーナ市街戦 (Bengāna Shigaisen) - Chapitre 79 : 巨大竜を倒せ!! (Hidora o Taose!!) - Chapitre 80 : 吠えるダイ...!!! (Hoeru Dai...!!!) - Chapitre 81 : 竜の騎士 (Doragon no Kishi) - Chapitre 82 : 衝撃のバラン!!! (Shōgeki no Baran!!!) - Chapitre 83 : 竜騎将の正体 (Ryūki Shō no Shōtai) - Chapitre 84 : 笑う大魔王 (Warau Daimaō) |                  |                   |                   |                   |
| Fly, Poppu, Léona et Gome se rendent à Bengana pour y chercher des armes. Leur route croise celle des voyantes Meruru et Nabara, du pays de Teran. Mais l'Armée du Mal attaque avec des dragons et une hydre. Après un combat acharné, Fly et ses amis sont victorieux. Cependant Fly utilise sa force mystérieuse, et, surpuissant, fait peur aux habitants. Meruru et sa grand-mère ont néanmoins reconnu dans le signe de Fly le symbole du Le Chevalier du Dragon. Dans leur pays se trouve un temple sous-marin, le Temple du Dragon, dont personne ne peut s'approcher. Toute l'équipe s'y rend, mais Fly veut aller seul dans le temple. Il s'interroge en effet sur ses origines humaines ou non, et ressent la peur, voire le mépris, dont il a été victime. C'est pourquoi, dit-il, il ne veut pas que Léona et Poppu sachent qui il est vraiment, pour ne pas être méprisé par eux également. Après son départ Poppu dit que leur amitié n'a aucun rapport, et que même si Fly est un monstre ça ne changerait rien. Fly pénètre dans le Temple, et arrive devant une boule de cristal, qui lui explique qu'il est probablement un Chevalier du Dragon, ayant pu pénétrer dans le temple, et qu'un Chevalier est un métis Homme - Monstre - Dragon. Mais son explication est interrompue par l'irruption de Baran. Il demande à Fly s'il a écouté les explications de la boule de cristal, et lui ordonne de se joindre à lui et Ban pour détruire les humains. Devant la stupéfaction de Fly, il complète l'explication : un Chevalier du Dragon doit empêcher une espèce de dominer le monde au détriment des autres. C'est pourquoi il doit lutter contre les humains. Fly rétorque que l'attaquant est Ban, et Baran répond que Ban veut libérer la Terre des humains qui la polluent. À Karu, Hyunkel qui a suivi la trace de la Forteresse du Démon rencontre un chevalier blessé, victime de Baran. Ce dernier lui demande de l'aider à enterrer son frère, le plus fort des chevaliers, tué par Baran en personne. Hyunkel trouve le corps sous des décombres et, le retournant, constate qu'il a sur sa poitrine une marque pareille à celle qui apparaît sur le front de Fly. Il se rend compte alors que toute l'équipe est en danger, et part rejoindre ses amis. À Teran, Fly affirme préférer mourir que de s'allier aux Armées du Mal qui ont tué maître Aban, et invoque Aban Slash sur Baran... qui l'encaisse sans broncher, et réplique en disant qu'il est maintenant forcé d'utiliser la manière forte. Un signe identique à celui de Fly apparaît alors sur son front, et il détruit partiellement le temple. La boule de cristal ne peut que constater que Baran est un Chevalier du Dragon, ce qui est normalement impossible car il ne peut y avoir qu'un seul Chevalier par génération. Sur la terre ferme Poppu, Léona et les autres voient une colonne de feu jaillir du lac, et Fly tomber à terre. Se précipitant pour l'aider, ils voient Baran et son signe. Devant la stupéfaction générale, Baran explique qu'il est le seul véritable Chevalier, mais qu'à sa génération un incident s'est produit: Fly. Il réitère sa demande à Fly, qui refuse à nouveau. Poppu attaque alors Baran pour que Léona puisse soigner Fly, mais son incantation ne produit aucun effet, et Baran balaye tout le monde. Il annonce alors son intention d'emmener Fly. Devant les protestations de Léona et Poppu, qui prétendent qu'il n'a aucun droit sur Fly même si tous deux sont Chevaliers du Dragon, Baran rétorque qu'il a des droits, car Fly est son propre fils, dont il est séparé depuis 10 ans. La preuve est le signe sur leur front, car seul lui et Dino, le vrai nom de Fly, le portent. À la Forteresse du Démon, en audience devant Ban, Hadora perd ses moyens en entendant le Dieu du Mal déclarer que si Baran réussit à rallier Fly, il lui offrira la position de Chef des Armées, celle de Hadora en personne. Ce dernier ne peut donc plus que souhaiter la victoire de Fly, même s'il n'a qu'une infime chance. À Teran, Fly, titubant, se relève, et, citant Matorif, dit qu'il lui reste une dernière arme contre Baran, son courage qui lui permet d'affronter n'importe quoi ou n'importe qui... |                  |                   |                   |                   |
| 10 | 10 avril 1992    | 978-4-08-871080-8 | 27 août 2008      | 978-2-84580-842-3 |
| Titre : La Bataille entre le père et le fils, 22 janvier 1997, (ISBN 2290043559)Liste des chapitres : - Chapitre 85 : 父と子の戦い!!! (Chichi to Ko no Tatakai!!!) - Chapitre 86 : 戦慄!竜闘気!! (Senritsu! Doragonikku Ōra!!) - Chapitre 87 : この生命かけて...!! (Kono Inochi Kakete...!!) - Chapitre 88 : 恐怖の閃光 (Kyōfu no Senkō) - Chapitre 89 : ダイ・レベル1...!!? (Dai, Reberu Wan...!!?) - Chapitre 90 : 最強軍団集合!! (Saikyō Gundan Shūgō) - Chapitre 91 : 竜騎衆大接近!!! (Ryūki Shū Daisekkin!!!) - Chapitre 92 : 決裂...!!? (Ketsuretsu...!!?) - Chapitre 93 : ポップ、決死の挑戦!! (Poppu, Kesshi no Chōsen!!) - Chapitre 94 : 狂乱!! ガルダンディー (Kyōran!! Garudandī) |                  |                   |                   |                   |
| Face à Baran, Fly choisit d'utiliser sa technique la plus puissante, Aban Slash combiné avec l'incantation Raiden, avec en plus la force de son signe du Dragon. Mais Baran intercepte l'attaque. Le félicitant de savoir, malgré son jeune âge, maîtriser la force de son signe, il lui montre la puissance d'un Chevalier du Dragon avec son Giga Brake, technique d'épée et combinaison de l'incantation de la foudre Raiden. Fly, grièvement blessé, est projeté dans le lac de Teran. Poppu décide alors de combattre Baran à tout prix, même s'il n'a aucune chance, et demande à Léona d'aller guérir Fly. Mais krokodin surgit, et dit à Poppu que c'est lui qui va se battre. Ce à quoi Baran rétorque qu'il n'a aucune chance, ce que Krokodin admet mais refuse de renoncer. Baran montre alors sa puissance, et blesse Krokodin à l'œil. Alors qu'il va achever Poppu et Krokodin avec Giga Brake, cette fois-ci à sa vraie puissance car il n'est pas face à son fils, Fly surgit de l'eau. Il jette son épée pour intercepter le Raiden de Baran, puis Krokodin et lui combinent leur attaque contre Baran. Meruru profite du répit pour aller soigner l'œil de Krokodin, mais Fly lui dit de partir avant que Baran ne revienne. Ce dernier, la fumée des attaques dissipée, n'a pas bougé, et apparaît indemne... Mais il saigne du front. À sa propre stupéfaction, Baran se rend compte de la puissance de Fly, qui a su se faire aider de ses amis. Il annonce alors qu'il ne commettra plus l'erreur de les sous-estimer, et qu'il va engager toutes ses forces dans la bataille. Il concentre alors toute son énergie dans son signe du Dragon, et fait résonner celui de Fly. Utilisant cette résonance, il efface totalement la mémoire de Fly, puis se retire, épuisé, disant qu'il reviendra chercher son fils. Fly a effectivement perdu tout souvenir de maître Aban, Poppu, Léona et tous les autres, jusqu'à son grand-père Burasu. À Teran, Léona demande un entretien au roi, qui accepte d'aider l'équipe. Fly est enfermé dans une geôle du sous-sol pour que Baran ne le trouve pas. Pendant ce temps Baran appelle les trois chevaliers-dragons, ses trois fidèles serviteurs, Garudandei, Borahon et Rafaruto, leur expose brièvement la situation, puis tous les quatre partent à dos de dragon. Mais Meruru ressent cette énergie monstrueuse s'approcher, et Nabara, avec sa boule de cristal, parvient à visualiser Baran et ses serviteurs. Krokodin résume alors la situation en disant qu'ils auraient bien besoin de l'aide de Hyunkel. Poppu, voyant Fly enfermé et l'état d'esprit de ses amis, prend alors une forte résolution. Volontairement il insulte Fly, disant que Baran ne lui fera pas de mal, qu'il n'est même pas totalement humain. Léona, provoquée, gifle Poppu en lui disant qu'il ne fait plus partie du groupe. Poppu la remercie et part, prétextant ne pas vouloir mourir inutilement. En route il est rattrapé par Meruru qui lui dit qu'elle le déteste. Poppu part alors intercepter, seul, le groupe de Baran. Il s'est volontairement exclu du groupe pour pouvoir se battre à sa guise et se sacrifier si besoin. Utilisant Rura, il se téléporte sur le chemin des quatre cavaliers, et attaque par surprise avec son incantation la plus puissante. Il réussit à tuer trois des dragons dragons, mais Baran part devant ses serviteurs. Mis en difficulté, Poppu réussit néanmoins à tuer le dragon familier de Garudandei... qui devient alors fou de rage. Mais alors que Poppu va être achevé, Hyunkel surgit et blesse Garudandei. Poppu déplore alors qu'il a été sauvé par celui par lequel il ne voulait justement pas être sauvé... |                  |                   |                   |                   |

### Tomes 11 à 20
| no | Japonais         | Japonais          | Français (Tonkam) | Français (Tonkam) |
| no | Date de sortie   | ISBN              | Date de sortie    | ISBN              |
| --- | ---------------- | ----------------- | ----------------- | ----------------- |
| 11 | 3 juillet 1992   | 978-4-08-871181-2 | 22 octobre 2008   | 978-2-84580-843-0 |
| Titre : Le Secret de la naissance de Fly...!!, 6 mars 1997, (ISBN 229004380X)Liste des chapitres : - Chapitre 95 : 猛反撃!! アバンの使徒 (Mōhangeki!! Aban no Shito) - Chapitre 96 : 竜騎衆最後の男 (Ryūki Shū Saigo no Otoko) - Chapitre 97 : 鎧化対鎧化!! (Amudo Tsui Amudo!!) - Chapitre 98 : 思い出のナイフ (Omoide no Naifu) - Chapitre 99 : ダイ、出生の秘密...!! (Dai, Shussei no Himitsu...!!) - Chapitre 100 : 起死回生 (Kishikaisei) - Chapitre 101 : 強敵に捧ぐ...!! (Tomo ni Sasagu...!!) - Chapitre 102 : 我が身を盾に!! (Wagami o Tate ni!!) - Chapitre 103 : 心を捨てた男!! (Kokoro o Suteta Otoko!!) - Chapitre 104 : 竜魔人目覚める!!! (Ryū Majin Mezameru!!!) |                  |                   |                   |                   |
| En deux mots Poppu résume la vérité sur le lien entre Fly et Baran à Hyunkel. Puis, bien qu'en difficulté face à Garudandei, il refuse l'aide de Hyunkel, et arrive à terrasser son adversaire... puis s'endort, épuisé, disant à Hyunkel qu'il ne se fait pas de souci. Voyant comme Poppu s'est donné à fond, Hyunkel ne peut que faire de même. Il se débarrasse rapidement de Borahon, puis commence à lutter contre Rafaruto. Ce dernier cependant possède une arme similaire à celle de Hyunkel, la lance à l'armure maléfique, également forgée par l'armurier légendaire Ron Berku. Le combat entre les deux combattants s'avère rude, et Hyunkel est mis en difficulté, presque vaincu. Il essaye cependant de se relever, pour Fly et les Hommes. Ce sur quoi Rafaruto réplique que les Hommes n'ont plus aucun droit, et il explique à Hyunkel pourquoi Baran déteste tant les humains : la femme qu'il aimait du fond du cœur a été tuée par eux. Quinze ans plus tôt, lors de la guerre entre le Roi du Mal Hadora et le héros Aban, le Chevalier du Dragon Baran, qui a pour rôle de défendre la paix, n'est pas intervenu. Il luttait en effet contre un ennemi beaucoup plus redoutable, Veruza, le dernier dragon intelligent. Au prix d'une lutte terrible Baran parvient à gagner, mais fut gravement blessé. Il se rend alors à une source miraculeuse, qui a le pouvoir de guérir un Chevalier du Dragon. Il y rencontre alors une humaine, Soara, qui l'aide. Ils tombent profondément amoureux l'un de l'autre. Soara est la princesse du royaume d'Arukido. Son père le roi, dont la peur est attisée par ses conseillers prétendant que Baran est un ancien membre des armées du Mal, prend alors la décision d'expulser Baran. Mais Soara retient ce dernier, lui annonçant qu'elle est enceinte. Ils partent tous deux se cacher dans la forêt, où naît Dino. Mais le roi les poursuit. Alors Baran décide de se rendre, ne voulant pas tuer d'humains, et est emprisonné, tandis que Dino est exilé au loin. Condamné à mort, Baran se résigne... mais Soara s'interpose au dernier moment, et elle meurt à sa place. Fou de rage, Baran détruit entièrement le continent, qui disparaît. Mais il ne peut retrouver Dino, dont le bateau a coulé. Ban lui dit alors qu'il doit combattre les humains, qui ont tué sa femme. Après avoir écouté cette histoire, Hyunkel annonce à Rafaruto qu'il ne peut pas rester sans rien faire, pour Fly et Baran... et se relève. Rafaruto essaye de l'achever, mais Hyunkel semble avoir décuplé ses forces. Le combat se prolonge, et finalement Hyunkel, utilisant son esprit combatif, terrasse Rafaruto. Titubant, Hyunkel parvient néanmoins à éviter l'attaque surprise de Borahon. Mais ce dernier a pris Poppu en otage. Hyunkel se résigne alors à mourir en échange de la vie de Poppu, disant que maître Aban ne lui pardonnerait jamais d'avoir laissé mourir un de ses disciples. Au dernier moment, Borahon est tué par Rafaruto, qui utilise ses dernières forces pour le transpercer de sa lance. Il explique à Hyunkel et Poppu que prendre un otage est contraire aux principes des guerriers-dragons. Il explique aussi pourquoi il haît les humains: né de père monstre et de mère humaine, ses parents ont été persécutés. Voyant Hyunkel et Poppu pleurer à cette histoire, il leur dit qu'eux seuls peuvent peut-être comprendre la tristesse de Baran. Rafaruto meurt en confiant sa lance à Hyunkel, lui demandant de veiller à sa place sur Baran et Dino. À Teran, Léona et Krokodin font face à Baran. Ce dernier les accuse d'avoir utilisé Poppu comme barrage. Krokodin et Léona comprennent alors pourquoi Poppu a fait semblant de s'enfuir. Krokodin se met à rire, et demande pardon à Poppu, puis attaque Baran en disant à la princesse qu'il a une idée. Le combat s'engage, mais Krokodin s'avère plus résistant que prévu face à Baran. Ce dernier décide alors d'utiliser sa technique la plus puissante, Giga Brake. Mais Krokodin survit, et la princesse le soigne. Baran comprend alors: Krokodin, ne cherche pas à gagner, mais simplement à affaiblir Baran, pour que ses amis, qui dit-il vont certainement revenir, aient plus de chances. Il dit alors que, la prochaine fois que la princesse voudra intervenir, il sera sans pitié et utilisera Raiden pour la foudroyer. Puis il se prépare à achever Krokodin. Léona s'élance, et Baran lance contre elle son sort... qui est intercepté au dernier moment par la lance de Rafaruto. Hyunkel, portant l'armure maléfique, et Poppu arrivent sur la scène. Baran les accuse d'avoir dépouillé ses guerriers dragons, mais Hyunkel réplique que Rafaruto lui a donné. Il dit aussi à Baran que ce dernier devrait savoir que tous les humains ne sont pas méprisables, puisque la femme qu'il a aimée était humaine ! Mais il a connu les deux aspects, le plus beau et le plus méprisable, de l'Homme, et ne peut s'échapper de cette contradiction qu'en les combattant. Hyunkel rajoute que Soara ne souhaiterait certainement pas qu'il se comporte de cette façon. Baran semble réfléchir... Mais Léona remarque une force qui se concentre en lui. Baran annonce alors qu'il renonce à son cœur humain. Prenant la pièce d'armure sur son œil gauche, il la brandit vers le ciel, la foudre tombe dessus... et il commence à se transformer: il grandit, des ailes lui poussent, son Signe du Dragon brille intensément. Dans sa prison, Fly ressent cette force, et dit qu'on l'appelle, qu'il ne peut pas ne pas venir, et écarte les barreaux de sa prison, repoussant violemment Meruru, Nabara et Gome qui veulent l'en empêcher. À l'extérieur, Baran, devenu une créature imposante, explique qu'il s'agit de la forme de combat ultime d'un Chevalier du Dragon: l'Homme-Monstre-Dragon. Hyunkel demande à Poppu d'aller retrouver Fly et de s'enfuir, ce dernier d'abord réticent s'exécute... mais Baran le blesse à l'épaule par derrière. Krokodin et Hyunkel protestent devant cette lâcheté. Ce à quoi Baran rétorque que, sous cette forme, il ne fait plus aucune distinction entre les faibles et ses ennemis. Hyunkel et ses amis, dit-il, ont rouvert les plaies de son cœur, et vont le payer. À une vitesse incroyable il attaque Hyunkel, pare une attaque de Krokodin en détruisant sa hache, lance une incantation vers Léona. Puis il s'envole, et dit que ceci n'est qu'un aperçu de ses pouvoirs, et qu'il va maintenant les anéantir avec Doru Aura, l'incantation suprême des Chevaliers du Dragon. Ses mains forment une bouche de dragon. Léona lui crie d'arrêter ces massacres, mais Baran réplique que, sous cette forme, il n'entend plus rien et ne s'arrêtera pas même mort. Mais, au dernier moment, Baran stoppe son incantation. Suivant son regard, Léona s'aperçoit que Fly vient de sortir du château, et regarde curieusement Baran. |                  |                   |                   |                   |
| 12 | 4 septembre 1992 | 978-4-08-871182-9 | 17 décembre 2008  | 978-2-84580-844-7 |
| Titre : La Plus Grande Bataille que la Terre ait connue !!, 4 avril 1997, (ISBN 2290044083)Liste des chapitres : - Chapitre 105 : おれたちのダイ...!!! (Oretachi no Dai...!!!) - Chapitre 106 : ポップの最期 (Poppu no Saigo) - Chapitre 107 : 吠えろ!!怒れ!!! (Hoero!! Ikare!!) - Chapitre 108 : 勇者ダイ復活!!! (Yūsha Dai Fukkatsu!!!) - Chapitre 109 : 地上最大の攻防!! (Chijō Saidai no Kōbō!!) - Chapitre 110 : 超呪文・生か死か...!!? (Chōjumon, Sei ka Shi ka...!!?) - Chapitre 111 : 竜の一刀!! (Doragon no Ittō!!) - Chapitre 112 : 死を超えた一撃!!! (Shi o Koeta Ichigeki!!!) - Chapitre 113 : 父との決別 (Chichi to no Ketsubetsu) |                  |                   |                   |                   |
| Voyant Fly, Baran stoppe son incantation, et redescend sur Terre. Malgré les suppliques de Poppu, Fly s'avance et demande à Baran qui il est. Ce dernier répond qu'il est son père, et est peiné lorsque Fly fait remarquer qu'ils ne se ressemblent pas du tout. Baran dit à Fly qu'une preuve irréfutable existe, et lui dit d'enlever le bandana qu'il porte. Fly s'exécute, et voit son signe du Dragon, parfaitement identique à celui de Baran. Il reconnaît alors Baran comme son père. Mais, alors que Baran s'avance, Poppu, blessé à l'épaule, s'interpose devant Fly. Baran, énervé, demande à Poppu ce qu'il compte faire. Ce dernier réplique qu'il ne sait pas, mais qu'il trouvera bien quelque chose. Baran dit que, face à son fils, il lui reste une once d'humanité, et que s'il se retire maintenant, Poppu ne sera pas blessé. Krokodin, Hyunkel et Léona, toujours à terre, lui crient de s'enfuir. Fly demande aussi à Poppu pourquoi il l'empêche de retrouver son père, qu'il est content de voir. Poppu, en larmes, l'entoure de ses bras, et dit que le Fly qu'il connaît est un garçon courageux, ami des Hommes, qu'il lui a donné le courage de se battre et de ne plus être un lâche. Il conclut en disant qu'il préfère mourir que voir Fly trahir les humains. Baran lui répond qu'il va donc mourir, et s'avance. Poppu, acculé, demande intérieurement à maître Aban ce qu'il ferait dans une situation similaire. Une idée lui vient à l'esprit, mais il hésite. Il voit Fly tenir son bandana dans la main, et lui dit qu'il le porte depuis des années, et que Fly devra en prendre soin. Il le pousse alors sur le côté, et se précipite vers Baran, en dégrafant sa cape. Baran l'attaque, mais Poppu esquive, passe derrière son adversaire, et lui plante les doigts sur le côté du visage. Baran, Krokodin, Hyunkel et Léona comprennent alors que Poppu a décidé d'utiliser Megante, l'incantation du sacrifice. Meruru, assommée dans le sous-sol du château, voit une vision de mort pour Poppu, et reprend en sursaut conscience. Elle comprend qu'il s'agit d'une prémonition, et se précipite vers la sortie. Malgré les cris de ses amis, Poppu reste ferme dans sa décision. Il explique qu'il a toujours admiré maître Aban, mais que sur ce point précis il était en désaccord. Mais maintenant il comprend, il comprend qu'il va mourir pour Fly, pour l'avenir de l'humanité, et qu'il en sera satisfait. Fly, voyant Poppu sur Baran, se rappelle vaguement de la scène du sacrifice de son maître face à Hadora, et se dit qu'il doit faire quelque chose. Poppu, après avoir demandé à ses amis de dire à Fuam ses sentiments, se tourne vers Fly, et lui dit que s'il ne réagit pas à le voir mourir, il lui en voudra jusque dans l'au-delà... puis lance son incantation et se fait exploser sur Baran. Meruru arrive juste à ce moment et voit l'explosion causée par Poppu. Fly, devant cette scène, crie le nom de Poppu, et retrouve tous ses souvenirs. Il lui demande pardon, parce qu'il a été faible. Le nuage de fumée se dissipe doucement, laissant la place à un grand cratère à côté duquel se trouve l'épée de Baran. Mais tout d'un coup Fly lève la tête, Baran est au-dessus de la scène, le corps de Poppu dans une main. À Hyunkel et Krokodin incrédules qu'il ait survécu, il explique que même lui peut être touché par Megante, mais qu'au dernier moment Poppu, inexpérimenté, a relâché la pression de ses doigts, et qu'il a pu en profiter. Il jette alors le corps à terre. Avec un grand cri, Gome se précipite sur Baran et tourne autour de lui, avant qu'il ne l'assomme d'un coup et qu'elle ne tombe par terre, à côté de Poppu. Baran utilise alors son signe du Dragon pour brûler Poppu et Gome.. mais Fly s'interpose au dernier moment, et dit à son père d'arrêter de faire du mal à ses amis. Baran comprend alors que son fils a retrouvé sa toute mémoire, ce qu'il trouve regrettable. Fly explique qu'il a lui aussi rencontré des humains lâches, égoïstes, qu'il a été parfois blessé... mais que certains cherchent sincèrement à faire le bien, comme Poppu. Baran utilise alors à nouveau la puissance de son signe du Dragon pour essayer d'effacer la mémoire de Fly, définitivement cette fois-ci annonce-t-il. Fly tente de résister, Baran lui dit qu'il a le choix entre céder ou devenir fou, et qu'il ferait mieux d'obéir à son père. Fly, pourtant, s'obstine, se disant qu'il refuse d'oublier Poppu, et que lui, Fly le héros, doit résister. Il se relève avec effort, court sur Baran en criant qu'il ne peut pas être son père, et lui assène un direct monstrueux du droit. Baran est stupéfait que Fly ait réussi à percer Dragonic Aura... et réalise soudain que le Signe du Dragon de Fly est maintenant sur sa main droite ! Hyunkel, Krokodin et Léona sont également stupéfaits. Baran se dit que, de toute l'histoire millénaire des Chevaliers du Dragon, pas une fois le signe n'est apparu ailleurs que sur le front. Il se demande alors si ce n'est pas le sang humain de Fly, le sang de sa femme Soara, qui lui dit qu'il a tort. Hyunkel également comprend cela, et dit que le cœur humain de Fly, pensant a ses amis, a repoussé la force du Signe, et que dorénavant Fly pourra utilise à 100 % sa force. Fly annonce à Baran qu'il a voulu lui enlever ses amis et sa mémoire, et qu'il ne lui pardonnera jamais. Il lui fait face, et la bataille s'engage. En un instant une partie de la forêt est rasée, et les deux combattants s'élancent dans les airs. Fly semble dominer, mais alors qu'il va porter un coup décisif, Baran développe toute sa puissance. Sa colère est telle qu'il est maintenant capable de tuer tout le monde, même son propre fils. Baran invoque alors Doru Aura sur Fly... qui parvient de justesse à l'éviter grâce à Rura. Il tombe lourdement au sol, mais repart de plus belle dans les airs. Krokidin et Meruru ne comprennent pas pourquoi il va au suicide, et Hyunkel explique que c'est à cause d'eux, Doru Aura est en effet tellement puissant qu'il anéantirait tout le pays. Pour cette raison Fly est dans les airs. Face à Baran, Fly fait face, et annonce qu'il va contrer Doru Aura, et que s'il y parvient Baran n'aura plus aucun moyen, étant incapable de lancer trois fois cette incantation malgré sa puissance. Baran est stupéfait, et lance son incantation... que Fly pare en utilisant sa puissance du dragon. Saisissant son glaive de Papunika, Fly s'élance sur Baran, mais son sabre se désintègre au contact de son adversaire. Baran explique alors qu'aucune arme au monde n'est capable de résister à la puissance d'un Chevalier du Dragon, sauf son Sabre du Dragon qu'il récupère. Il s'élance à nouveau sur Fly. Pendant ce temps Léona va soigner Poppu, dont le cœur est arrêté. Elle lance alors une invocation de résurrection des morts, mais qui ne réussit qu'une fois sur cinq, même pour quelqu'un de très expérimenté. Fly est dominé par Baran, mais au dernier moment Hyunkel, propulsé par Krokodin, s'interpose. Il a le temps de lancer son épée à Fly avant d'être foudroyé par Raiden de Baran. Fly, utilisant cette épée, contre l'attaque suivante de Baran. Qui se recule, et annonce qu'il va détruire cette épée, qui est qualité moindre, avec son Giga Brake. Mais Fly rétorque que Baran n'a plus assez de force pour invoquer Gigaden, et qu'ils sont à égalité, lui avec les souvenirs que Poppu lui a rendu, l'épée de Hyunkel, la technique de son maître et sa force. Les deux combattants s'élancent, attendant le moment propice pour lancer leur ultime attaque. Au sol, Léona s'aperçoit que son incantation va échouer. Gome, contre Poppu, se met tout à coup à briller. Quelque part, Poppu marche, se demandant s'il est dans l'autre monde. Gome le rejoint, et lui dit qu'il ne doit pas renoncer, que Fly se bat encore. Poppu, étonné que Gome puisse parler, mais après tout persuadé d'être mort, répond que sa force de vie s'arrête là. Dans les airs, Baran piège Fly, et s'élance pour lui porter le coup fatal. Gome accuse Poppu de lâcheté, d'être déjà résigné sans avoir vengé son maître et d'abandonner Fly qui se bat seul. Poppu, en colère, s'écrie que, même s'il meurt, jamais il n'abandonnera Fly. Baran est stoppé net dans son élan par une incantation... lancée par Poppu ! Stupéfait, il se demande comment un mort peut encore lancer une incantation. Fly, profitant de ce temps mort, s'élance sur Baran. Le choc est terrible, l'épée de Baran se brise, Fly retombe violemment sur Terre. Il se relève en titubant, et remercie ses amis, disant qu'il n'aurait jamais pu vaincre sans leur aide. Il constate que son épée est totalement détruite, s'en excuse auprès de Hyunkel qui lui dit qu'une vie vaut bien une épée. Fly se tourne alors vers Poppu pour le remercier, et voit Léona qui pleure. Elle s'excuse de ne pas avoir été assez forte pour ramener Poppu à la vie, disant qu'il a utilisé ses dernières forces pour lancer son incantation. Alors que tous pleurent autour du corps de Poppu, Baran, redevenu humain, sort en titubant de la forêt dans laquelle il est tombé. Fly lui refait face, mais Baran lui dit que ni l'un ni l'autre n'ont de forces pour se battre, et passe à côté de lui pour aller devant Poppu. Contemplant le corps, il se rend compte de l'ironie de la situation : lui Chevalier du Dragon, créature Homme - Monstre - Dragon, a rejeté le cœur humain, et c'est ce cœur qui l'a vaincu. Prenant une décision, il serre le poing, et donne quelques gouttes de son sang à Poppu. Puis il se retourne, et annonce à son fils qu'il n'a plus rien à lui dire, et qu'il doit faire ce qu'il croit être juste. Il continue en disant qu'il reviendra lutter lorsque son Sabre sera réparé, car deux Chevaliers ne peuvent coexister dans le monde. Il ajoute qu'il n'a rien à faire des armées du Mal. Soudain, Léona entend un bruit de cœur, et se tourne vers Poppu, qui est ressuscité. Baran annonce que c'est le premier et dernier cadeau qu'il leur fera. Hyunkel comprend alors que Baran a retrouvé son cœur humain, et qu'il souhaite être vaincu par son fils. |                  |                   |                   |                   |
| 13 | 4 novembre 1992  | 978-4-08-871183-6 | 25 février 2009   | 978-2-84580-845-4 |
| Titre : Où est l'épée la plus puissante !!?, 1er mai 1997, (ISBN 2290044326)Liste des chapitres : - Chapitre 114 : 最後通告 (Saigo Tsūkoku) - Chapitre 115 : 帰ってきたマァム...!!? (Kaetta Kita Māmu...!!?) - Chapitre 116 : 激突!!!極大呪文 (Gekitotsu!!! Kyokudai Jumon) - Chapitre 117 : それぞれの使命 (Sorezore no Shimei) - Chapitre 118 : 最強剣はどこだ...!!? (Saikyō Ken wa Doko da...!!?) - Chapitre 119 : ロモス武術大会 (Romosu Bujutsu Taikai) - Chapitre 120 : 再会!! 武闘家マァム (Saikai!! Butōka Māmu) - Chapitre 121 : 覇者の剣 (Hasha no Tsurugi) - Chapitre spécial : 【番外編】勇者アバン ((Bangaihen) Yūsha Aban) |                  |                   |                   |                   |
| Hadora, face à Ban, se voit offrir une dernière chance de vaincre Fly et ses amis. À Teran, toute l'équipe se repose, et Poppu se porte volontaire pour le tour de garde, malgré les objections de ses amis. Mais il est dupé par Hadora et Saboera, ce dernier prenant l'apparence de Fuam pour l'empoisonner, pendant que le reste de l'équipe dort à cause du somnifère maléfique qui a été répandu. Surgit Matorif, qui sauve Poppu et contre les incantations de Hadora. Mais Hadora reçoit l'aide de Saboera, et Matorif est sur le point de perdre. Fly, qui a entendu en rêve la voix de Poppu, contre au dernier moment, et repousse toutes les incantations sur Hadora et Saboera. Matorif est venu pour donner à Fly un livre, les écrits d'Aban. Dans ce livre le héros a consigné toutes ses techniques et sa morale, pour les générations futures. Saboera se voit forcé de se mettre au service de Hadora, grièvement blessé. Ce dernier a besoin d'une force terrestre invincible pour vaincre les héros, et veut donc utiliser les techniques secrètes que Saboera recherche. Après que Léona a lu un passage des écrits, elle décide de rentrer à Papunika, ayant une tâche qu'elle seule peut accomplir. Fly, Poppu et Gome se rendent à Romusu pour trouver une épée capable de contrer le Sabre de Baran, pendant que Hyunkel part s'entraîner à la lance, en mémoire de Rafaruto. À Romusu, Poppu et Fly arrivent trop tard pour s'inscrire au tournoi... Mais ils y retrouvent Fuam, qui y participe après son entraînement aux arts martiaux. Elle est accompagnée d'un autre disciple de maître Brokin, Chiu, un gros rat qui sait parler. Mise au courant de la situation, elle accepte de faire en sorte de gagner le tournoi pour remettre à Fly l'épée du vainqueur. Chiu est éliminé rapidement, à cause de sa petite taille. Fuam accède aux huitièmes de finale. Mais Zamuza, l'organisateur du tournoi, a une idée derrière la tête... Supplément : le héros Aban Ce supplément raconte comment, quinze ans plus tôt, Aban, alors au service de la princesse Flora et sous les ordres de Roka, a affronté pour la première fois Hadora. |                  |                   |                   |                   |
| 14 | 26 décembre 1992 | 978-4-08-871184-3 | 4 août 2009       | 978-2-84580-846-1 |
| Titre : Le Super-Démon : une redoutable créature, 5 juin 1997, (ISBN 2290044601)Liste des chapitres : - Chapitre 123 : 決勝戦の異変!! (Kesshōsen no Ihen!!) - Chapitre 124 : ザボエラの息子 (Zaboera no Musuko) - Chapitre 125 : 恐怖の超魔生物 (Kyōfu no Chōma Seibutsu) - Chapitre 126 : のみこまれたダイ...!!! (Nomikomareta Dai...!!!) - Chapitre 127 : なるか!!? 勇者救出 (Naru ka!!? Dai Kyūshutsu) - Chapitre 128 : うなれ必殺拳!!! (Unare Hissatsu Ken!!!) - Chapitre 129 : 閃光の大逆襲!!! (Senkō no Daigyakushū!!!) - Chapitre 130 : 秘蔵のアイテム (Hizō no Aitemu) - Chapitre 131 : 一瞬にすべてを...!!! (Isshun ni Subete o...!!!) - Chapitre 132 : ザムザ落日に消ゆ... (Zamuza Rakujitsu ni Kiyu...) |                  |                   |                   |                   |
| Au début des quarts de finale du tournoi, Zamuza capture les huit participants dans une prison biologique, et dévoile qu'il est le fils de Saboera. Son père et lui font des expériences de génétique sur les super-démons, afin de créer des créatures ayant la force physique des monstres et la magie des armées des Sorciers. Et pour cela ils ont besoin de cobayes... Fly intervient, et le combat s'engage. Dans la prison, Fuam et les autres tentent de sortir, mais la prison repousse leurs tentatives. Fuam, contrairement aux autres, ne se résigne pas. Fly domine aisément Zamuza, mais n'arrive cependant pas à le blesser grièvement. Ce dernier explique pourquoi : son corps est un prototype de super-démon, d'une grande résistance. Son seul point faible est qu'il ne peut invoquer d'incantations. Sur ce, Zamuza se transforme. Fly essaye de lutter, mais ayant concentré toute son énergie au début du combat il arrive au bout de ses limites, le pouvoir de son signe du Dragon est bientôt dissipé. Épuisé, il s'effondre, et Zamuza s'avance pour le manger. Poppu s'interpose, mais est balayé, et Zamuza avale, de sa deuxième gueule, Fly. Mais Chiu soudain annonce qu'il va sauver le héros Fly, et s'élance sur Zamuza qui le repousse d'une pichenette. Mais Chiu revient encore et encore à la charge, gagnant l'estime de Poppu. Dans la prison, Fuam entend ce qui se passe et tente désespérément de briser cet organisme étrange. Mais Ghost, mystérieux participant au tournoi, lui dit qu'elle n'arrivera à rien par la force physique, et qu'elle doit utiliser toutes les techniques qu'elle a apprises à l'entraînement. Poppu, observant Zamuza, propose un moyen à Chiu pour sauver Fly. Alors que Zamuza s'élance, Poppu utilise la technique de Freeze, Finger Flame Bombs. Zamuza, entouré de flammes, étouffe et doit ouvrir sa deuxième gueule. Chiu s'élance alors et, faisant fi de sa dignité, invente une nouvelle technique pour frapper violemment Zamuza. Fly émerge alors partiellement de la gueule du monstre, mais Chiu, déconcentré car impressionné par sa technique, se fait clouer au sol par Zamuza. À cet instant, la prison explose. Fuam vient d'utiliser une technique de son maître Brokin, le coup de poing éclair, combinaison d'un coup de poing et d'une incantation. Elle renverse la situation, et, de ses techniques d'arts martiaux, met Zamuza en difficulté et parvient à faire sortir Fly du ventre du monstre. Mais Zamuza trouve la parade, en lançant un mucus sur les poings de Fuam qui l'empêche de lancer ses incantations. Fly, revenu à lui, demande à Chiu de l'emmener vers l'épée du vainqueur, disant qu'il doit conserver toutes ses forces pour les concentrer juste au moment décisif, et non les gaspiller. Fuam, voyant ce que fait Fly, gagne du temps. Poppu, conseillé par Ghost, lance Mera vers Fuam, pour que celle-ci puisse faire fondre le mucus. En un instant elle se libère et blesse Zamuza. Fly profite de cet instant d'inattention pour lancer Aban Slash et vaincre Zamuza. Mortellement blessé, celui-ci transmet les derniers résultats de ses recherches à son père, tandis que son corps devient lentement une cendre noire. Fly, entendant ce qu'il dit, se rend compte que Zamuza, quelque part, recherchait l'amour de son père, à tout prix. Sentiment qu'il comprend. |                  |                   |                   |                   |
| 15 | 2 avril 1993     | 978-4-08-871185-0 | 3 juin 2009       | 978-2-8458-0847-8 |
| Titre : Le Grand Débarquement du rocher du Démon !!, 3 juillet 1997, (ISBN 2290044873)Liste des chapitres : - Chapitre 133 : 新たなる出発!!! (Arata naru Tabidachi!!!) - Chapitre 134 : 影の参謀動く...!! (Kage no Sanbō Ugoku...!!) - Chapitre 135 : 世界会議開催!! (Samitto Kaisai!!) - Chapitre 136 : 故郷ランカークス (Furusato Rankākusu) - Chapitre 137 : 伝説の名工 (Densetsu no Meikō) - Chapitre 138 : 鬼岩城大上陸!! (Kiganjō Dai Jōriku!!) - Chapitre 139 : 巨大魔城をとめろ!!! (Kyodai Majō o Tomero!!!) - Chapitre 140 : 絶望の巨人 (Zetsubō no Kyojin) - Chapitre 141 : 魔影軍団の猛威!! (Maei Gundan no Mōi!!) |                  |                   |                   |                   |
| Après avoir vaincu Zamuza, Fly et ses amis sont reçus par le roi de Romusu. Ghost, le mystérieux participant du tournoi, s'avère être Brokin, le maître de Fuam et Chiu. Le maître félicite son élève d'avoir développé une technique puissante, en renonçant à son orgueil. Pendant ce temps, Myst se rend au laboratoire de Saboera, pour s'entretenir avec Hadora. Ce dernier, après sa défaite face à Fly, a été grièvement blessé. Il annonce à Myst que les recherches ont abouti, et qu'il va pouvoir se transformer en super-démon. Mais il a besoin de temps, et demande humblement à Myst d'aller écraser les humains qui se rassemblent en secret quelque part. Myst est stupéfait d'apprendre que Hadora, pour se transformer, renonce à son appartenance à la race du Mal, et son immortalité du même coup. Après réflexion, il accepte, disant que Ban sera content de voir Hadora ayant balayé ses doutes. Après discussion avec le roi, toute l'équipe, dont Chiu, retourne à Papunika, où Léona organise une rencontre au sommet entre rois de tous les pays pour définir une stratégie contre les armées du Mal. Sur les conseils du roi de Teran, Meruru utilise une technique de voyance pour aider à la recherche d'une épée pour Fly. Elle trouve le nom de Rankakusu, un petit village à l'est de Teran. Il s'avère que c'est le village natal de Poppu, dont le père est armurier. Jank, le père, n'a pas d'arme convenant à Fly. Cependant il connaît Ron Berku, armurier légendaire du monde du Mal, dont Poppu a entendu parler par Hyunkel. L'équipe va rencontrer cet armurier, qui refuse tout d'abord de forger, mais accepte en apprenant, stupéfait, que son épée maléfique a brisé le légendaire sabre du Dragon. Mais pendant que Ron Berku forge, Myst, aux commandes de la forteresse du Démon, attaque Papunika. Toute l'équipe sauf Fly y retourne alors, pour contrer les armées du Mal. Fly, lui, doit assister à la naissance de son épée, sinon elle ne sera qu'une arme banale. |                  |                   |                   |                   |
| 16 | 4 juin 1993      | 978-4-08-871186-7 | 26 août 2009      | 978-2-8458-0848-5 |
| Titre : L'Épée de Fly, 6 août 1997, (ISBN 2290045152)Liste des chapitres : - Chapitre 142 : 決死の防衛線 (Kesshi no Bōeisen) - Chapitre 143 : 見よ!! アバン流槍殺法 (Miyo!! Aban Ryū Sōsappō) - Chapitre 144 : 闇の師弟対決!!! (Yami no Shitei Taiketsu!!!) - Chapitre 145 : 生と邪のはざまで...!! (Sei to Ja no Hazama de...!!) - Chapitre 146 : 魔影参謀の秘密!! (Maei Sanbō no Himitsu!!) - Chapitre 147 : ダイの剣 (Dai no Tsurugi) - Chapitre 148 : 勇者見参!!! (Yūsha Kenzan!!!) - Chapitre 149 : 一刀両断!!! (Ittō Ryōdan!!!) - Chapitre 150 : 暗黒の怒り (Ankoku no Ikari) - Chapitre 151 : 追撃ミストバーン (Tsuigeki Misutobān) |                  |                   |                   |                   |
| Poppu, Fuam, Krokodin, Chiu, Badaku et Gome contrent la première vague de soldats des armées du Mal. Cependant Myst leur annonce que cette armée est immortelle, elle peut ressusciter sans fin. Alors que l'équipe se demande que faire, Hyunkel intervient, et se débarrasse de la nouvelle vague de monstres. Myst en personne sort alors de la forteresse pour combattre. Il met Hyunkel en difficulté, puis, lorsque les amis de ce dernier veulent intervenir, il les immobilise avec son esprit des Ténèbres. Hyunkel, stimulé par les explications de Myst, essaye de faire revivre en lui son esprit des Ténèbres pour contrer celui de Myst, mais est stoppé au dernier moment par Fuam, qui refuse qu'il retrouve son regard toujours triste. Alors que Myst va achever Fuam, Hyunkel utilise pour la première fois une technique du Ciel d'Aban, que seuls les défenseurs de la justice peuvent utiliser. Il fait alors le serment à Fuam de ne plus jamais utiliser l'esprit de Ténèbres, quitte à en mourir. À la suite de cette attaque, la zone ténébreuse autour du visage de Myst se dissipe, révélant un visage humain. Myst, comprenant que son visage est à découvert, perd totalement son sang-froid, et sa force déculple. Il concentre son attaque uniquement sur Hyunkel, pour l'achever. Shadow, un de ses subordonnés, a trouvé où les rois sont regroupés, et reçoit l'ordre de se mettre aux commandes de la forteresse du Démon pour écraser la chapelle. Pendant ce temps, Ron Berku termine l'épée de Fly. Il dit à Fly que cette épée, qui ne peut que l'appeler l'épée de Fly, n'est venue au monde que pour lui, et qu'elle choisira le moment pour sortir de son fourreau. Fly remercie chaleureusement Ron Berku, Jank et Stenu, puis part avec Rura pour Papunika. Alors que Myst va achever Hyunkel, Fly intervient et, de son glaive, détruit l'espace maléfique de Myst. Alors qu'il va expliquer à ses amis pourquoi il n'utilise pas son épée, Myst réattaque, mais Hyunkel contre et dit à Fly d'aller détruire la forteresse du Démon, qui va s'attaquer à la chapelle dans laquelle les rois du monde sont regroupés. Fly annonce alors qu'il va montrer la puissance de l'épée forgée par Ron Berku. Au moment où la forteresse va détruire la chapelle, Fly s'interpose. Il demande à son épée de l'aider, et, sous les yeux de Léona, Meruru et les rois, le fourreau de son épée se met à briller, et libère l'épée. Dégainant, Fly coupe le bras de la forteresse, d'un simple geste. Shadow, voyant cela, ordonne de faire tirer toutes les pièces. Fly concentre son Dragonic Aura, pare l'attaque, et se précipite dans la forteresse. Se retrouvant sous la salle du trône, il coupe totalement la forteresse en deux, détruisant du même coup Shadow. À cette vision, Myst perd à nouveau son sang-froid. Parant une attaque de Poppu, il annonce qu'il va tous les faire disparaître, et écarte les pans de son manteau, fermé par un médaillon. Il montre alors pour la première fois sa force, qui est supérieure à celle de la forteresse. Mais au moment où la chaîne du médaillon va céder, Kilvan intervient et dit à Myst qu'il va se faire gronder par Ban. Myst, en effet, ne doit sous aucun prétexte montrer son visage sans autorisation de Ban. Kilvan ajoute que la forteresse, pour Ban, n'était qu'un jeu, et que Myst, s'il fait amende honorable, sera pardonné. Myst, calmé, acquiesce, et reconnaît la justesse des propos de Kilvan. Kilvan salue alors toute l'équipe, et part avec Myst. Mais ses commentaires ont agacé Poppu, qui se lance à leur poursuite malgré les cris de ses amis. Fly les rejoint à ce moment, à pieds, et Hyunkel lui demande d'aller chercher Poppu qui a perdu son calme. Fly hésite, puis invoque Rura. Fuam fait remarquer à Hyunkel que Fly n'a plus beaucoup de forces après avoir abattu la forteresse. Hyunkel dit qu'il n'y pas le choix sinon Poppu est perdu, puis s'effondre, grièvement blessé. À la poursuite de Myst et Kilvan, Poppu, sans se douter qu'ils ont remarqué qu'il les suivait, arrive sur la célèbre Terre de la Mort. |                  |                   |                   |                   |
| 17 | 4 août 1993      | 978-4-08-871187-4 | 21 octobre 2009   | 978-2-8458-0849-2 |
| Titre : La Résurrection du démon !!!, 10 septembre 1997, (ISBN 2290045373)Liste des chapitres : - Chapitre 152 : 死の大地 (Shi no Daichi) - Chapitre 153 : よみがえった魔神!!! (Yomigaetta Majin!!!) - Chapitre 154 : 悪夢の超魔パワー (Akumu no Chōma Pawā) - Chapitre 155 : 魔性の右腕...!!! (Mashō no Migiude...!!!) - Chapitre 156 : 最強剣激突!!! (Saikyō Ken Gekitotsu!!!) - Chapitre 157 : 勇気ある撤退 (Yūki aru Tettai) - Chapitre 158 : 氷河に消えた勇者（ダイ） (Hyōga ni Kieta Dai) - Chapitre 159 : 最終決戦の予感 (Saishū Kessen no Yokan) - Chapitre 160 : 我が名はバーン (Waga Na wa Bān) - Chapitre 161 : 極北をさがせ!! (Kyokuhoku o Sagase!!) |                  |                   |                   |                   |
| À la poursuite de Myst et Kilvan, Poppu se rend compte qu'il est arrivé à la Terre de la Mort. Alors qu'il commence à se dire qu'il a agi trop vite, Kilvan et Myst apparaissent devant lui. Kilvan explique qu'ils ont fait exprès d'être suivis, pour pouvoir se débarrasser de Poppu qui, faible devenu fort, a tout pour devenir le pilier de l'équipe. Utilisant sa faux pour produire des ultrasons et paralyser son adversaire, Kilvan s'apprête à achever Poppu, mais est bloqué au dernier moment par Fly, qui a suivi tout le monde avec Rura. Kilvan essaye à nouveau sa technique d'ultrasons, mais Fly a fendu la faux, qui est inefficace. Les deux groupes se retrouvent alors coincés, chacun désirant à la fois fuir et combattre, mais ne pouvant décider pour l'un ou l'autre. Juste quand Fly et Poppu viennent de se s'élancer, dans un éclair foudroyant Hadora fait son apparition. Fly et Hadora se lancent dans un duel, Fly est vaincu, malgré son épée, et tombe dans la mer gelée. Poppu, malgré les provocations de Kilvan, s'enfuit, mais ne doit son salut qu'à Krokodin. De retour à Papunika, il raconte ce qui s'est passé, et des recherches sont lancées pour retrouver Fly. Krokodin, Poppu et Chiu partent pour la banquise près de la Terre de la Mort. Hadora se présente devant Ban, conscient qu'il a failli dans sa mission de tuer Fly et de la punition qu'il va recevoir. Mais Ban le récompense au contraire, en lui montrant son visage, que seuls Myst et Kilvan connaissaient. Hadora est d'abord stupéfait de l'apparence de Ban, qui n'est qu'un vieillard, mais se reprend vite. Saboera, qui espionne l'entretien, désespère de n'être mentionné nulle part. Il décide donc qu'il doit réussir un coup d'éclat pour retrouver grâce aux yeux de Ban. Fly, pendant ce temps, se réveille dans un iceberg, et il comprend que c'est son épée, bien que fêlée, qui l'a protégé. Il s'excuse auprès d'elle d'avoir été faible, et la remerciede l'avoir malgré cela protégé. Ban propose à Hadora d'avoir plus de pièces, et lui offre cinq pièces d'échec en orihakuron, lui suggérant d'utiliser l'incantation interdite utilisée pour créer Freeze afin de les animer. Fly, qui entend Poppu crier de loin, utilise ses dernières forces pour lancer un rayon d'énergie pour que ses amis le voient. Mais l'armée des Sorciers aperçoit également cette lumière... |                  |                   |                   |                   |
| 18 | 4 octobre 1993   | 978-4-08-871188-1 | 16 décembre 2009  | 978-2-8458-0850-8 |
| Titre : La Garde d'acier, 1er octobre 1997, (ISBN 2290045578)Liste des chapitres : - Chapitre 162 : 急襲!!妖魔士団 (Kyūshū!! Yōma Shidan) - Chapitre 163 : 鋼の親衛隊 (Hagane no Shin'eitai) - Chapitre 164 : 行動開始!! (Kōdō Kaishi!!) - Chapitre 165 : 極大呪文の秘密!! (Kyokudai Jumon no Himitsu!!) - Chapitre 166 : つかめ!!最強の力 (Tsukame!! Saikyō no Chikara) - Chapitre 167 : 決戦の地へ...!!! (Kessen no Chi e...!!) - Chapitre 168 : 竜騎将再び...!! (Ryūki Shō Futatabi...!!) - Chapitre 169 : カール王国激震!! (Kāru Ōkoku Gekishin!!) - Chapitre 170 : 北の勇者 (Kita no Yūsha) - Chapitre spécial : ダイ冒険激闘MAP PARTII (Dai Bōken Gekitō Mappu Pāto Ni) - Chapitre spécial : 伝説の超金属!! オリハルコンの秘密!!! (Densetsu no Chōkinzoku!! Oriharukon no Himitsu!!!) |                  |                   |                   |                   |
| Pendant que Krokodin s'occupe de l'armée des Sorciers, Poppu et Chiu sauvent Fly, prisonnier d'un iceberg. Mais Saboera utilise sa carte maîtresse: ses monstres lancent chacun une incantation sur lui, et il les combine. Il vise l'iceberg où se trouvent Fly, Poppu et Chiu, qui ne peuvent fuir car Chiu n'est pas avec Poppu qui pourrait utiliser Rura. Au dernier moment, une pièce d'échecs tombe du ciel, et intercepte l'incantation. Il s'agit d'Hym, qui sur les ordres de Hadora, vient chercher Saboera qui a conduit son armée sans autorisation. Devant la stupéfaction de Krokodin, qui ne comprend pas que leur ennemi les ait sauvés, Hym rétorque que Hadora combat noblement, et qu'il est hors de question d'attaquer des gens blessés. Emmenant Saboera, il part en disant à ses adversaires de devenir forts pour ne pas décevoir Hadora. Fly, Krokodin, Poppu et Chiu rentrent de leur côté à Papunika. Hadora présente à Ban sa nouvelle garde : Alvinas, la reine; Sigma, le chevalier; Fenbren, le fou ; et Blok, la tour. À Papunika, les rois du monde ont décidé d'attaquer la Terre de la Mort dans cinq jours. Apprenant cela, tous les disciples d'Aban s'éclipsent pour s'entraîner. Fly et Hyunkel se rendent auprès de Ron Berku pour y réparer leurs armes. Ce dernier dit à Fly que son épée ne peut être plus puissante, et que s'il a été vaincu c'est que lui Fly n'était pas assez fort. Il décide donc d'entraîner personnellement Hyunkel et Fly. Poppu retourne voir Matorif, et le prie de lui donner les moyens de vaincre ses adversaires. Hym a en effet encaissé sans bronché une attaque surpuissante de Saboera, et Poppu craint que ses incantations n'aient aucun effet. Il ajoute que mourir plus jeune ne lui fait pas peur. Matorif, bien que souffrant, se lève alors, et lui enseigne le secret de son incantation ultime: Medoroa, combinaison d'une incantation de feu et d'une incantation de glace. Devant son professeur qui invoque sur lui l'incantation, Poppu n'a plus pense-t-il que la fuite comme solution, mais il réalise que son maître crache du sang. Il comprend alors que Matorif est prêt à lui apprendre l'incantation à tout prix, même en y sacrifiant sa santé, et que lui Poppu ne peut pas fuir, sinon il ne pourrait plus jamais l'appeler professeur. Fuam s'entraîne aux techniques de combat, améliorant sa vitesse sous une chute d'eau. Krokodin s'entraîne dans le tourbillon de Baruji, avec l'aide de Chiu. Pendant ce temps, Ban confie à Kilvan une mission: éliminer Baran, car nul ne sait comment il va se comporter. Kilvan va donc trouver Baran, qui est dans une grotte reculée. Il lui explique alors le plan ultime de Ban, que même Hadora ignore: Ban veut faire ressortir le Monde du Mal, monde souterrain dévasté où seule règne la force, à la surface de la Terre, en la rasant. Mais Baran terrasse Kilvan d'un coup de son Sabre du Dragon, et part en disant qu'il a lui aussi sa petite idée sur la question. Après son départ, Piroro utilise une poussière magique pour ressusciter Kilvan. Le grand jour est enfin arrivé. Tous les combattants les plus forts se rassemblent à Papunika pour partir pour Karu, puis la Terre de la Mort. Fly et tous ses amis s'y rendent en montgolfière. Arrivés sur place, ils n'ont pas le temps de lancer le signal que Akim, chef du régiment de Bengana, les rejoint, pour les conduire au quartier général. Chiu et Gome s'éclipsent, Chiu utilisant le pipeau du Roi des Fauves, un sifflet magique que Krokodin lui a donné, pour appeler un monstre dont il pourra se faire un allié s'il le vainc. Leur intention est de rassembler des informations pour aider leurs amis. La troupe a à peine le temps d'arriver au quartier général que Fobster arrive, blessé, avec Rura, et explique que des monstres en métal ont attaqué le port, détruisant tout sur leur passage. Fly et Poppu décident de se rendre là-bas en volant. Mais Nova intervient, disant qu'il suffira que lui, le héros du nord, y aille tout seul. Rabaissant Fly et ses amis, il part avec Rura, et retrouve face à Hym et les autres pièces de Hadora. |                  |                   |                   |                   |
| 19 | 2 décembre 1993  | 978-4-08-871189-8 | 17 février 2010   | 978-2-84580-851-5 |
| Titre : La Confrontation, 5 novembre 1997, (ISBN 2290045713)Liste des chapitres : - Chapitre 171 : 超金属の驚異!! (Oriharukon no Kyōi!!) - Chapitre 172 : 無敵!!親衛騎団 (Muteki!! Shin'ei Kidan) - Chapitre 173 : 両刃の剣 (Moroha no Tsurugi) - Chapitre 174 : 激突!!!集団戦闘 (Gekitotsu!!! Pātī Batoru) - Chapitre 175 : チェスの原則 (Chesu no Gensoku) - Chapitre 176 : 魂の剣!!! (Tamashi no Tsurugi!!!) - Chapitre 177 : 超新技爆発!!! (Chōshingi Bakuhatsu!!!) - Chapitre 178 : 正邪のチームワーク (Seija no Chīmuwāku) - Chapitre 179 : 決戦場への誘い! (Kessenjō e no Izanai!) |                  |                   |                   |                   |
| Nova arrive au port de Kura, et constate l'étendue des dégâts. Malgré les exhortations des gardes de Hadora et des blessés, il ne veut pas se retirer, et attaque Hym. Avec sa technique Aura blade, il parvient à toucher ce dernier, malgré son corps en oriharukon. À ce moment arrivent Fly et Poppu. Nova leur demande de rester à l'écart, et utilise sa technique Nozan Grand Blade pour porter le coup de grâce à Hym. Mais ce dernier y résiste, comparant la douleur à un simple cognement de tête, tandis que l'épée de Nova est totalement désintégrée. Nova, têtu, refuse de s'allier à Fly et Poppu, et s'élance à nouveau sur Hym. Mais Alvinas s'interpose, et utilise sa technique des 1000 dards. À Hym qui lui reproche cela, elle réplique qu'il serait impoli de faire attendre leurs invités de marque. Chacun son tour, les gardes se présentent: Alvinas, la reine; Hym, le pion; Fenbren, le fou; Sigma, le chevalier. Enfin Blok, la tour, en guise de présentation, lance le bateau en construction sur Fly et Poppu. Profitant de la poussière soulevée par l'explosion, Poppu pense lancer Medoroa pour éliminer ses adversaires. Mais au dernier moment Nova lance une incantation de glace, Mahiado, espérant geler ses adversaires puis les détruire. Mais Sigma utilise le miroir de Jabal, pièce d'armure légendaire, pour renvoyer l'attaque sur le groupe. Poppu comprend alors que son incantation aurait également été renvoyée, et que c'est une arme à double tranchant, qui l'aurait tué lui et ses compagnons. Hym lance Nova, à moitié gelé, en l'air pour l'achever. Mais Hyunkel, qui vient d'arriver avec Krokodin et Fuam, lui transperce le front de sa lance et sauve Nova. Krokodin utilise son souffle de feu pour dégeler Fly, Poppu et Nova. Les deux groupes se retrouvent alors face à face, cinq contre cinq. Hym, bien qu'ayant le front transpercé, est toujours vivant, ainsi que Hyunkel le fait remarquer à Fly. Ce dernier, reconnaissant qu'il s'agit d'un monstre créé avec une incantation interdite, dit qu'il suffirait de trouver leur noyau vital pour les tuer. Hym annonce alors que leur noyau vital est situé au même endroit que celui des Hommes, à l'emplacement du cœur. Devant la stupéfaction de Poppu, il dit que savoir ne signifie pas vaincre, car il faut le toucher. Le combat s'engage : Fuam contre Sigma, Fly contre Hym, Hyunkel contre Alvinas, Krokodin contre Blok et Poppu contre Fenbren. Mais l'équipe se retrouve en difficulté. Face à Hym, Fly n'arrive pas à dégainer son épée, et ne comprend pas pourquoi. Hym s'énerve, et décide d'en finir avec son poing d'hyper-chaleur. Voyant cela, Fenbren décide aussi d'en finir avec Poppu, mais au dernier moment Nova lance des lames pour repousser Fenbren. Il prend ensuite la canne de Poppu, et la lance sur Hym, brisant son attaque. Puis, épuisé, il s'effondre. Fly accourt, et réalise que Nova s'est battu jusqu'aux limites de ses forces. Il comprend alors les paroles de Ron Berku : s'il ne peut dégainer son épée, c'est qu'elle sait qu'il peut vaincre seul. Il libère alors son Dragonic aura, et contre l'attaque de Hym, puis le fait tomber vers Hyunkel, qui lance son éclair du ciel virtuel pour essayer de toucher le noyau vital. Cependant Hym survit, grâce à Alvinas qui a lancé une aiguille empoisonnée sur Hyunkel et a ainsi détourné son attaque. Fuam rejoint alors Hyunkel pour le soigner, pendant que Sigma rejoint ses camarades. Constatant qu'il ne peut plus utiliser son bras gauche, Hym demande à Fenbren de lui couper. Fly et ses amis réalisent alors qu'il leur faut changer de cible, puisqu'ils ne peuvent rivaliser avec les points forts des gardes. Poppu demande alors à Fuam de s'occuper de Blok par sa vitesse, à Krokodin d'écraser Sigma par sa force, et à Fly et Hyunkel de s'occuper des trois autres. Poppu veut en effet rassembler les gardes pour utiliser Medoroa. Tous s'élancent alors. Krokodin, par la nouvelle technique qu'il a mise au point, réussit à arracher le bras de Sigma portant le miroir de Jabal. Voyant leur camarade blessé, les autres gardes se rassemblent, et Poppu lance son incantation, que les gardes n'ont pas le temps d'esquiver. Sous les yeux stupéfaits de ses amis, Poppu réussit son incantation, détruisant totalement toute la zone où se trouvaient les gardes. Mais, grâce à Blok, les gardes ont eu le temps de se mettre à l'abri sous terre. Il les a en effet enterrés de son poids, se sacrifiant pour eux. Il est d'ailleurs grièvement blessé. Sigma récupère son miroir, qui n'a pas été détruit, et dit que l'attaque ne marchera pas une deuxième fois, qu'il la renverra lui-même sur Poppu, par amour-propre. Alors que Hym, malgré l'insistance d'Alvinas à se retirer pour soigner Blok, veut reprendre le combat, Hadora apparaît, en hologramme, et demande à ses gardes de se retirer. Il dit à Fly et ses amis que seuls eux cinq, qui sont debout, ont le droit d'aller sur la Terre de la Mort, qu'il ne faut pas souiller du sang de minables petits soldats. Les gardes, en effet, n'avaient aucune intention de combattre. Hadora et ses gardes se retirent, Hym s'attardant pour dire à Hyunkel qu'il le considère comme son ennemi juré, priant pour que Hadora lui ordonne de le combattre. Poppu commence à s'élancer pour les poursuivre, mais Fly le retient, disant qu'il faut d'abord s'occuper des blessés. Alvinas fait son rapport et demande à Hadora de restaurer Hym, Sigma et Blok. Hym trouve ses adversaires stimulants. Fenbren, lui, est resté sur la Terre de la Mort, car Hadora a l'impression qu'un rongeur y a pénétré. Chiu et Gome y sont en effet. Constatant qu'il n'y a pas de porte, Chiu suppose qu'elle se trouve sous l'eau. Fenbren intervient, disant que puisqu'il a compris où se situait l'entrée du repaire des armées du Mal, il est hors de question qu'il reparte vivant. |                  |                   |                   |                   |
| 20 | 4 février 1994   | 978-4-08-871190-4 | 28 avril 2010     | 978-2-84580-852-2 |
| Titre : Le Serment de la lance magique, 3 décembre 1997, (ISBN 2290046477)Liste des chapitres : - Chapitre 180 : 凶刃!!フェンブレン (Kyōjin!! Fenburen) - Chapitre 181 : 小さき者の意地! (Chiisaki Mono no Iji!) - Chapitre 182 : 意外なる救援 (Igai naru Kyūen) - Chapitre 183 : 真魔大戦勃発!!? (Shinma Taisen Boppatsu!!?) - Chapitre 184 : 誓いの魔槍 (Chikai no Masō) - Chapitre 185 : 勝負...!!! (Shōbu...!!!) - Chapitre 186 : 父子竜出陣!!! (Oyako Ryū Shutsujin!!!) - Chapitre 187 : 突撃!! 大魔宮 (Totsugeki!! Bān Paresu) - Chapitre 188 : 海底の復讐者!! (Kaitei no Ribenjā!!) - Chapitre 189 : 開かれし扉!!! (Hirakareshi Tobira!!!) |                  |                   |                   |                   |
| Ne voyant pas l'entrée du palais de Ban sur la Terre de la Mort, Chiu comprend qu'elle est sous l'eau. Fenbren confirme, mais dit que cela ne changera rien car personne ne peut ouvrir cette porte légendaire, fermée depuis des millénaires. Les membres des Armées du Mal, eux, peuvent utiliser rura pour en entrer et sortir. Personne ne peut briser la porte, même un Chevalier du Dragon. Fenbren ajoute que, de toute façon, Chiu, Gome et les autres créatures que Chiu a rassemblées vont mourir ici, tuées par lui. Le combat s'engage, mais Chiu ne fait pas le poids face à Fenbren, et est rapidement blessé. Au port de Karu, Poppu constate l'absence de Chiu, et part avec Hyunkel et Krokodin pour la Terre de la Mort. Chiu, bien qu'ayant une forte constitution, est grièvement blessé par Fenbren, qui le félicite de sa résistance. Sur ce il se prépare à l'embrocher, le transperçant partiellement de son bras tranchant. Chiu, bien que souffrant horriblement, continue à rassurer ses amis, disant qu'il n'a pas mal. Mais Fenbren le torture tellement qu'il ne peut pas cacher sa douleur. Voyant cela, Gome se souvient des paroles de Chiu, chef d'armées qui doit être respecté et protégé en toutes circonstances. Il déploie ses ailes et, poussant un cri perçant, se précipite sur Fenbren, transformé en balle lumineuse. Il heurte violemment Fenbren, qui tombe à la renverse, puis s'effondre sur le sol. Fenbren, surpris par cette attaque, se relève en titubant, et constate avec stupéfaction que son corps en oriharukon, métal le plus résistant de la terre, est abîmé. Il décide alors d'éliminer immédiatement ce slime mystérieux. Mais Chiu et ses alliés font un véritable mur de leurs corps pour protéger Gome. Au moment où Fenbren va tous transpercer d'un coup, un sabre surgit de nulle part et lui crève les yeux. Le mystérieux intervenant déclare alors n'avoir jamais soupçonné qu'un fort torturant un faible pouvait être une scène si terrible. Puis il ordonne à Fenbren de se retirer avant de perdre la vie, et ce dernier obtempère. Chiu, avant de perdre connaissance, voit une silhouette indistincte. Arrivant sur la Terre de la Mort, Poppu, Hyunkel et Krokodin trouvent rapidement Chiu et ses soldats, blessés. Chiu, à moitié évanoui, rend à Poppu sa canne, disant que lui aussi devra faire des efforts, puis perd connaissance. Hyunkel sent tout d'un coup quelque chose, et convainc Poppu de repartir avec les blessés sans lui et Krokodin. Une fois seuls, Hyunkel demande à Baran de cesser de se cacher. Ce dernier félicite Hyunkel d'avoir remarqué sa présence. Alors que Hyunkel et Krokodin lui disent que jamais ils ne le laisseront se battre à nouveau contre Fly alors que la bataille décisive approche, Baran réplique qu'il n'a qu'un seul objectif en tête: Ban, le Dieu du Mal. Mais quand Krokodin lui propose de faire table rase du passé et de s'allier, il met rapidement à terre Krokodin et Hyunkel, disant que jamais il ne pactisera avec les humains, même s'il devait en mourir. Il ajoute qu'il a bien sauvé Chiu, par hasard, et qu'il a la ferme intention de vérifier si la porte du palais peut être détruite ou non. Il dit enfin à Hyunkel que s'il ne veut pas être blessé, il devrait rejoindre Fly au plus vite. Stupéfait, Hyunkel constate que le regard de Baran a changé depuis la dernière fois. Titubant, Hyunkel se relève, en disant qu'il ne laissera pas Baran se sacrifier inutilement pour Fly. Il fait alors face à Baran, et, sous le regard stupéfait de son adversaire, jette son arme. Hyunkel va utiliser la counter-attack du désespoir, technique qu'Aban utilisa dans son combat final contre Hadora. Elle consiste à disperser toute son énergie combative, et recevoir volontairement le coup de l'adversaire, puis profiter de l'instant de vulnérabilité de celui-ci pour porter un coup. Hyunkel indique qu'il n'est pas sûr de pouvoir réaliser cette technique, mais qu'elle est adaptée car il ne désire pas tuer Baran, seulement l'arrêter. À ce dernier qui lui demande pourquoi il va jusque-là, Hyunkel dit qu'il ne peut se résoudre à laisser Baran gaspiller sa vie dans un combat perdu d'avance, ou plus précisément la lance à l'armure maléfique qu'il porte ne le permettra pas. Baran, stupéfait, comprend que l'esprit de Rafaruto continue à vivre à travers l'armure que Hyunkel a hérité. Sur les hauteurs de la Terre de la Mort, Hym et Alvinas contemplent les adversaires. Alvinas, constatant qu'il s'agit de Baran le Chevalier du Dragon, décide de saisir l'occasion de l'éliminer avec Hyunkel, malgré les protestations de Hym qui dit que Hadora ne permettrait pas de s'interposer dans un duel, fût-il d'adversaires. Baran se décide, et saisit son épée, puis s'élance sur Hyunkel. Mais Alvinas intervient, lançant ses 1000 dards. Baran note sa présence, mais ne peut plus s'arrêter. Une terrible explosion se produit, une main saisit Krokodin et le téléporte. Lorsque la fumée se disspie, seule reste Alvinas, son côté droit entièrement détruit. Hyunkel se sacrifie pour sauver Baran, et se retrouve grièvement blessé. Baran ne peut donc que répondre à ce sacrifice, et décide de combattre aux côtés de son fils. Tous deux se rendent à la porte du Palais de Ban, tandis que Poppu, Fuam, Krokodin et Gome font face aux gardes. Mais Fenbren, sans autorisation de Hadora, essaye de s'interposer. Il met en difficulté Baran, mais est achevé par Fly, qui pour la première fois utilise son épée sans même penser au système de fermeture de l'étui. Puis les deux Chevaliers du Dragon unissent leurs forces, pour ouvrir cette porte maléfique. Face à eux se retrouve Hadora, qui a bien l'intention de combattre les deux en même temps. |                  |                   |                   |                   |

### Tomes 21 à 30
| no | Japonais         | Japonais          | Français (Tonkam) | Français (Tonkam) |
| no | Date de sortie   | ISBN              | Date de sortie    | ISBN              |
| --- | ---------------- | ----------------- | ----------------- | ----------------- |
| 21 | 4 avril 1994     | 978-4-08-871191-1 | 16 juin 2010      | 978-2-84580-853-9 |
| Titre : Adieu, mon fils !, 14 janvier 1998, (ISBN 2290046744)Liste des chapitres : - Chapitre 190 : 戦火の告白 (Senka no Kokuhaku) - Chapitre 191 : ハドラー不敵な挑戦! (Hadorā Futeki na Chōsen!) - Chapitre 192 : 決意の先陣!! (Ketsui no Senjin!!) - Chapitre 193 : 爆弾を抱えた魔王!!! (Bakudan o Kakaeta Maō!!!) - Chapitre 194 : 攻撃不能...!? (Kōgeki Funō...!?) - Chapitre 195 : 超激突の明暗 (Chō Gekitotsu no Meian) - Chapitre 196 : 血の罠 (Chi no Wana) - Chapitre 197 : さらば我が子よ...!! (Saraba Waga Ko yo...!!) - Chapitre 198 : 竜魔人逆襲!!! (Ryū Majin Gyakushū!!!) |                  |                   |                   |                   |
| Face à Hadora, Baran commence par refuser de lutter à deux. Fly lui fait alors la démonstration de la puissance du super-démon, et Baran doit se rendre à l'évidence. Mais Baran aperçoit soudain, dans le corps de Hadora, un Noyau du Mal. Cet explosif démoniaque, que jadis Veruza utilisa, s'il explosait, détruirait potentiellement toute la Terre de la Mort. Ce noyau est tellement gorgé d'énergie qu'il peut exploser à tout moment. Et les deux Chevaliers du Dragon ne peuvent utiliser leurs techniques spéciales, sous peine de provoquer l'explosion. Le combat s'enlise. Assistant à la scène au travers d'un œil maléfique aux côtés de Ban, Myst s'inquiète de ce noyau, et Ban le rassure en disant qu'il ne lui en a pas greffé. Sur la Terre de la Mort, Poppu, Fuam, Krokodin et Gome font face aux gardes de Hadora. Mis en difficulté, l'arrivée de Hyunkel, grièvement blessé mais voulant se battre malgré tout, leur met du baume au cœur. Voyant Hadora les domine puisque leurs techniques sont neutralisées, Baran décide de combattre seul, et de limiter l'explosion du noyau du Mal avec son Dragonic Aura. Il demande à Fly d'aller rejoindre ses amis, puis, utilisant Giga Brake, il attaque Hadora. Mais il ne peut lui trancher le cou avec son Sabre du Dragon. Hadora contre-attaque, mais Fly reçoit le coup destiné à so père, et tombe au sol, grièvement blessé. Voyant cela, Baran se précipite pour le soigner. Kilvan survient alors, et explique à Hadora et Baran que le sabre de Baran a été rongé par l'acidité de son corps, et a donc perdu de son efficacité. Il demande à Piroro de soigner Hadora, puis part après avoir insisté sur le fait que Hadora n'a pas le temps d'être fair play, car son corps se décompose. Hadora lance alors une attaque sur Baran, occupé à soigner Fly. Ce dernier se relève et pare l'attaque, puis dit à son père qu'il en a marre de combattre en se souciant de l'autre, et qu'il souhaiterait que tous deux unissent leurs forces, pour la première et la dernière fois, afin de donner naissance à une nouvelle force, plus puissante encore, et battre Hadora une fois pour toutes. Baran, voyant son fils tituber, prend alors une décision. Il accepte la proposition, mais profite de la faiblesse de Fly pour l'endormir à l'aide d'une incantation. Puis il fait face à Hadora, brandit les Crocs du Dragon, et se transforme en Homme-Monstre-Dragon, la forme ultime d'un Chevalier du Dragon. Hadora fait face, mais ne peut rien faire face à la puissance écrasante de Baran. Ban constate que Hadora a perdu. La blessure de Fly a réveillé l'esprit combatif de Baran, qui est prêt à tout pour défendre son fils. Il décide alors de faire exploser le Noyau du Mal pour éliminer tout le monde. Hadora, un bras cassé, s'élance pour son attaque ultime. Baran pare facilement, et transperce Hadora de son poing. Ban libère alors la force maléfique du Noyau du Mal. Mais rien ne se passe, à sa grande stupéfaction. Baran s'adresse alors à Ban, et dit que la raison pour laquelle il a permis à Hadora sa dernière attaque est pour pouvoir le transpercer, récupérer le Noyau du Mal, et contrôler l'explosion par son Dragonic Aura. |                  |                   |                   |                   |
| 22 | 3 juin 1994      | 978-4-08-871192-8 | 31 août 2010      | 978-2-84580-854-6 |
| Titre : L'Apparition du palais de Ban !!!, 4 février 1994, (ISBN 2290046760)Liste des chapitres : - Chapitre 199 : 戦慄の魔法力!!! (Senritsu no Mahōryoku!!!) - Chapitre 200 : 大爆発!!! (Daibakuhatsu!!!) - Chapitre 201 : 大魔宮出現!!! (Bān Paresu Shutsugen!!!) - Chapitre 202 : 天かける不死鳥 (Amakakeru Fushichō) - Chapitre 203 : 父・バランの死 (Chichi, Baran no Shi) - Chapitre 204 : 屍を越えて...!!! (Shikabane o Koete...!!!) - Chapitre 205 : 大魔王からの褒美 (Bān kara no Hōbi) - Chapitre 206 : 次元の違い...!!! (Jigen no Chigai...!!!) - Chapitre 207 : 絶望のバトル!!! (Zetsubō no Batoru!!!) - Chapitre spécial : (大魔宮の秘密 (Bān Paresu no Himitsu) |                  |                   |                   |                   |
| Malgré la tentative de Baran de neutraliser le Noyau du Mal, Myst, qui demande et reçoit de Ban l'autorisation de montrer son visage, se rend sur les lieux du combat pour en augmenter la puissance, alors que seul Ban, créateur de ce Noyau, est supposé pouvoir le faire. L'explosion, gigantesque, rase une grande partie de la Terre de la Mort. Mais Fuam, Poppu, Hyunkel, Krokodin et Gome, sentant la terre trembler, se sont regroupés, et Krokodin les enterre au dernier moment, pour le sauver. Au port de Karu, Léona et Nova ressentent également ce tremblement de terre, et Meruru a une vision d'explosion dans laquelle tous meurent. Soudain apparaît un personnage mystérieux, que Léona connaît manifestement, qui demande à tous de s'enfuir le plus rapidement possible. La fumée de l'explosion dissipée, Poppu et le reste de l'équipe se rendent compte qu'ils sont sur un gigantesque oiseau artificiel, le Palais de Ban. Ils rejoignent Fly, qui se réveille pour s'apercevoir avec horreur que son père, transformé en Homme-Monstre-Dragon, a été mortellement blessé afin de le protéger. Baran, retournant à l'état normal, meurt dans les bras de son fils, en disant qu'il n'est pas le vrai Chevalier du Dragon, car il en avait l'apparence et la force, mais pas le cœur. Anéantie, l'équipe hésite entre se retirer et continuer, mais Fly choisit de continuer, car c'est ce que son père aurait voulu. Mais surviennent Myst, Kilvan et Ban en personne. Ce dernier, pour dit-il récompenser les efforts que les héros ont fait, leur offre une récompense: il va se battre seul contre tous, sans Myst et Kilvan, ce qui ne lui arrive qu'une fois par siècle. Il lance ensuite une minuscule boule de feu sur Baran, qui s'avère être une incantation très puissante et brûle complètement le corps. Fly, fou de rage, se précipite sur Ban... et est terrassé en un coup. Sous le choc, l'équipe ne bouge pas pendant quelques instants, puis tous s'élancent sur Ban. Mais la différence de force est bien trop grande. Fly, grièvement blessé, est inconscient. Après plusieurs assauts sans aucun résultat, Poppu suggère que tout le monde se regroupe pour qu'il utilise Rura, que tous s'enfuient. Mais l'incantation échoue, car Ban a, de sa force maléfique, scellé la zone autour de son palais. |                  |                   |                   |                   |
| 23 | 4 août 1994      | 978-4-08-871193-5 | 27 octobre 2010   | 978-2-84580-855-3 |
| Titre : Prélude à l'Apocalypse !!!, 3 mars 1998, (ISBN 2290046787)Liste des chapitres : - Chapitre 208 : 太陽を我が手に...!! (Taiyō o Waga Te ni...!!) - Chapitre 209 : 不屈の勇者・ダイ!!! (Fukutsu no Yūsha, Dai!!!) - Chapitre 210 : 恐怖の切り札!! (Kyōfu no Kirifuda!!) - Chapitre 211 : 折れたる剣...!!! (Oretaru Tsurugi...!!) - Chapitre 212 : まさか!!? の救援者 (Masaka!!? no Kyūensha) - Chapitre 213 : 思わぬ伏兵!!! (Omowanu Fukuhei!!!) - Chapitre 214 : 世界破滅への序曲!!! (Sekai Hametsu e no Jokyoku!!!) - Chapitre 215 : 生存者は...!!? (Seizonsha wa...!!!) - Chapitre 216 : カールの女王 (Kāru no Joō) |                  |                   |                   |                   |
| Montrant sa supériorité sur tous les plans, Ban expose alors son projet : raser la Terre, pour que les monstres du monde du Mal puissent enfin vivre à sa surface. Il ne vise rien d'autre qu'à devenir un dieu à la place des dieux. Et pour cela seule la force compte, il n'y a pas de justice. Devant cet exposé, Fuam et Poppu perdent tout espoir, et Ban se prépare à donner le coup de grâce. Mais Fly se relève, titubant, et dit que jamais il ne renoncera. Il ajoute que cette conception de la justice est différente de celle qu'on lui a apprise, et que jusqu'au bout il se battra. Devant tant de conviction, Poppu, Fuam, Hyunkel et Krokodin, qui avaient renoncé, se relèvent, malgré leurs blessures. Fly s'élance sur Ban, dégainant son épée. Combinant plusieurs techniques, il arrive à terrasser son adversaire... qui se relève tel le phénix. Ban reconnaît la force de Fly, et décide alors d'utiliser son arme légendaire, la Canne à la lumière maléfique, forgée par Ron Berku. Cette canne aspire son énergie magique, et se transforme en arme redoutable. Au premier assaut, l'épée de Fly, censée être indestructible, se brise. Fly, sous le choc, perd tout espoir. Ban lance alors Calamity Wall, un mur d'énergie qui détruit tout sur son passage. Hyunkel et Krokodin font obstacle de leur corps, et sont projetés dans les airs. Poppu, voyant la mort venir, demande à Fuam de lui donner la main. Mais, au dernier moment, Hadora survient et détruit le sol du palais de Ban, faisant tomber Fuam, Poppu, Gome et Fly dans l'océan. À Ban stupéfait, il déclare que si Fly mourait, sa transformation en super-démon n'aurait plus aucun sens. Alvinas, Hym, Sigma et Blok, sortant des ruines de la Terre de la Mort, rejoignent leur maître, et arrivent à temps pour le voir affronter Ban. Myst en immobilise trois, Kilvan s'occupant d'Alvinas. Ban, bien décidé à tuer Hadora qui a osé s'interposer, se retrouve en difficulté : la Canne à la lumière maléfique, en aspirant sa force magique, l'a affaibli. Hadora, bien décidé à se défendre, s'apprête à achever le Dieu du Mal quand il est immobilisé par Saboera, sorti de sa prison. Ban ramasse alors sa Canne, et la lance sur Hadora. Blok, pièce issue de la tour du jeu d'échecs, utilise alors sa compétence spéciale et roque avec Hadora, prenant le coup qui lui était destiné, et le transportant, avec les trois autres pièces, au loin. Puis il explose. Fuam, Poppu et Gome, dérivant dans l'océan, voient avec effroi Mother Dragon, le légendaire dragon qui n'apparaît qu'à la mort d'un Chevalier du Dragon, emmener Fly. Ban, apercevant cette scène, dit qu'il a gagné la partie, car il faudra au moins 10 ans pour qu'un nouveau Chevalier soit capable de lutter, alors qu'il ne lui faudra que 10 jours pour détruire la Terre. À Karu, Marine, Apolo, Eimi et Badaku voient avec effroi l'épée de Fly et la Lance à l'armure maléfique de Hyunkel revenir à celui qui les a forgées, Ron Berku, et sont persuadés que tous sont morts. Utilisant son Palais volant, Ban commence alors à détruire le monde, à raison d'un bombardement par jour. Poppu, Fuam et Gome finissent, grâce à la ténacité de Fuam, par s'échouer sur une plage de Karu, où ils sont sauvés par Chiu et Nova. Apprenant ce qui se passe, ils sont abattus. Léona n'arrive pas à trouver les mots pour leur redonner courage. Mais survient Flora, la princesse de Karu, qui attend, cachée, le moment propice pour agir. Elle explique que, quinze ans plus tôt, Aban a réussi à redonner courage à tout son peuple, et à elle, princesse morte de peur devant les évènements. C'est pourquoi, dit-elle, elle cherche encore à agir, ne renonçant pas. Fuam et Poppu, se rendant compte de l'amour qu'elle porte à Aban, ne peuvent que répondre à ses paroles, et lui promettent de faire tout leur possible, en tant que disciples du maître. |                  |                   |                   |                   |
| 24 | 4 octobre 1994   | 978-4-08-871194-2 | 1er décembre 2010 | 978-2-84580-856-0 |
| Titre : Le Cinquième Talisman !!!, 1er avril 1998, (ISBN 2290046809)Liste des chapitres : - Chapitre 217 : 最後の希望 (Saigo no Kibō) - Chapitre 218 : 処刑宣告の罠!!! (Shokei Senkoku no Wana!!!) - Chapitre 219 : ダイ戦線離脱...!!? (Dai Sensen Ridatsu...!!?) - Chapitre 220 : 起てよ勇者!!! (Tate yo Yūsha!!!) - Chapitre 221 : 五つめのしるし...!!! (Itsutsume no Shirushi...!!!) - Chapitre 222 : 破邪の洞窟 (Haja no Dōkutsu) - Chapitre 223 : 30時間の挑戦!!! (Sanjujikan no Chōsen!!!) - Chapitre 224 : 希望への前進!!! (Kibō e no Zenshin!!!) - Chapitre 225 : 聖なる継承 (Seinaru Keishō) - Chapitre 226 : ポップの苦悩 (Poppu no Kunō) |                  |                   |                   |                   |
| À Teran, les habitants voient Mother Dragon, signe qu'un Chevalier du Dragon est mort. Fly, reprenant conscience, se retrouve face à elle. Elle lui explique qu'il est mort, et qu'il est le dernier des Chevaliers. La puissance de Ban, en effet, surpasse celle des dieux, et Mother Dragon n'a plus la force d'engendrer un nouveau Chevalier. Mais l'âme de Baran, qui est en celle de Fly, apparaît, et persuade Mother Dragon que Fly est le dernier espoir donné par les dieux de vaincre le Mal. Les habitants de Teran voient alors le corps de Mother Dragon devenir celui de Fly, qui atterrit doucement près d'une statue du Dragon. Le roi ordonne d'aller chercher quelqu'un qui maîtrise Rura pour ramener Fly rapidement auprès de ses amis. Laissant Léona auprès de Fly, endormi, Fuam, Poppu, Meruru et Chiu retournent auprès de Flora. Elle leur annonce que, par miroir magique, les armées du Mal ont annoncé l'exécution, dans deux jours, de Hyunkel et Krokodin, chefs rebelles qui ont pactisé avec l'ennemi. Sortant d'un cauchemar où il est face à Ban, Fly se réveille, surprend une conversation entre ses amis qui disent que tout repose sur lui, et s'enfuit. Ce qui provoque un grand tumulte, tout le monde le cherchant. Seul Poppu devine où est allé Fly, et va le retrouver à Teran, là où il a rencontré Baran, son père, pour la première fois. Fly et Poppu discutent, et Poppu dit à Fly qu'ils doivent se battre non pour leur maître Aban ou rétablir la paix, mais pour eux-mêmes. Il ajoute qu'il a confiance en Fly, car il est Fly, pas parce qu'il est un Chevalier du Dragon, puis il part. Resté seul, Fly comprend que la cause de sa faiblesse est en lui, il a eu peur de ne pas être à la hauteur. Devant tous les guerriers rassemblés, démoralisés par l'absence de Fly, Flora commence par leur demander d'écouter ce qu'a à dire Fly, qui entre dans la pièce à la grande joie de tous. Fly explique qu'il n'a que peu de chances de vaincre, surtout sans son épée. Mais il ne renoncera pas, quoi qu'il arrive. Flora expose alors la stratégie contre les armées du Mal. Les cinq disciples d'Aban vont, réunis, invoquer une légendaire incantation de destruction du Mal, Minakator. À l'étonnement de Poppu, Fuam et Fly, qui avec Hyunkel sont les quatre disciples d'Aban connus, Flora sort un talisman d'Aban. Elle explique qu'il s'agit d'une pierre sacrée, qui protège, ne serait-ce qu'un peu, du Mal. Elle ajoute qu'une personne présente a les capacités pour porter ce talisman, qu'Aban l'aurait choisie: il s'agit de Léona. Malgré l'opposition de Fly, celle-ci accepte de prendre le talisman, et d'aller suivre l'entraînement pour apprendre Minakator. Il est décidé que Fuam, Léona, Flora et Meruru iront dans la grotte maléfique où est cachée cette incantation. Fly part alors s'entraîner pour être capable de protéger Léona. Poppu surprend une conversation entre Flora et Fuam. Cette dernière ne comprenant pas pourquoi elle aussi doit participer à l'incantation, puisqu'elle ne sait lancer que des incantations de guérison. Flora explique que la force d'âme est plus importante, et demande à Fuam de prendre le talisman entre ses mains et de penser à ceux à qui elle tient. S'exécutant, Fuam pense à Hyunkel et Krokodin, et le talisman se met à briller, d'une couleur rouge qui symbolise la compassion. Poppu essaye de faire de même, mais le talisman ne brille pas. Il part en courant, et va voir Fly qui s'entraîne avec Nova. Il voit briller le talisman de Fly, et ne comprend pas pourquoi le sien ne brille pas. Après maintes épreuves, Léona réussit à acquérir la maîtrise de Minakator. Fly, s'entraînant avec Nova, met au point une nouvelle technique mortelle. Poppu, qui a essayé toutes les solutions pour faire briller son talisman, se rend chez Matorif, qui lui redonne courage, lui disant qu'il a l'impression d'être père, et que Poppu est le disciple dont il est le plus fier. Alors que tous, rassemblés, font le point des évènements de la journée, surviennent Ron Berku et Badaku. Le premier explique que l'épée de Fly et la Lance de Hyunkel sont revenues vers lui non parce que leurs propriétaires étaient morts, mais parce qu'elles voulaient devenir plus fortes avant le combat immiment. Il dévoile alors à Fly l'épée de Fly, qui a été réparée et améliorée. |                  |                   |                   |                   |
| 25 | 2 décembre 1994  | 978-4-08-871195-9 | 16 février 2011   | 978-2-84-580857-7 |
| Titre : Par le pouvoir de Minakator, 7 mai 1994, (ISBN 2290046825)Liste des chapitres : - Chapitre 227 : 見参! 最新装備 (Kenzan! Saishin Sōbi) - Chapitre 228 : 決戦前夜の葛藤 (Kessen Zen'ya no Kattō) - Chapitre 229 : 勇者よ眠れ (Yūsha yo Nemure) - Chapitre 230 : 邪悪の杯...!!! (Jaaku no Sakazuki...!!?) - Chapitre 231 : 魔剣戦士復活...!!? (Maken Senshi Fukkatsu...!!?) - Chapitre 232 : 光と闇の戦い!!! (Hikari to Yami no Batoru!!!) - Chapitre 233 : 結集!! 5人の使徒 (Kesshū!! Gonin no Shito) - Chapitre 234 : ロン・ベルクの秘密 (Ron Beruku no Himitsu) - Chapitre 235 : いざ!! 大破邪呪文 (Iza!! Minakatōru) - Chapitre 236 : 五色の光 (Goshiki no Hikari) |                  |                   |                   |                   |
| Ron Berku, aidé de Badaku, a amélioré l'épée de Fly et la lance de Hyunkel, et a aussi fait des armes pour Fuam, Poppu et Krokodin. Poppu, seul dans la forêt, essaye de comprendre quelle est sa force d'âme, et comment faire briller son talisman d'Aban. D'après un livre qu'il a emprunté à Flora, les forces d'âme requises pour invoquer Minakator sont le courage, l'esprit combatif, la compassion et l'esprit de justice, la cinquième étant effacée. Il les associe respectivement à Fly, Hyunkel, Fuam et Léona, la sienne étant indéterminée. Fuam est troublée par Eimi, qui avoue ses sentiments pour Hyunkel. Elle va donner son arme à Poppu, et en profite pour lui demander conseil. Mais il s'énerve, car lui est amoureux de Fuam. Chiu, qui fait la tournée de son armée de monstres, s'aperçoit avec stupéfaction que Brokin, son maître, est là, déguisé en simple soldat. Au conseil de guerre pour préparer l'attaque du lendemain, Nova se heurte à Ron Berku, se sentant rabaissé. Mais Ron Berku, à la stupéfaction générale, se propose comme franc-tireur. Fly, qui ne parvient pas à dormir, croise Meruru, qui lui donne une graine de rêve. Il rêve alors de sa mère, Soara, et de son père, Baran. Le lendemain, toute l'armée est rassemblée autour de la vallée de Roroi, où doit avoir lieu l'exécution. Hyunkel semble accepter la proposition de Myst de repasser sous domination de la force du Mal, mais en profite en fait pour augmenter de façon prodigieuse son esprit combatif. Fly, Léona, Poppu et Fuam interviennent, et toute l'armée autour de la vallée descend attaquer les soldats du Mal. Myst, déstabilisé un instant, se reprend sur les conseils de Ban, et tente d'utiliser sa force pour contrer les adversaires, mais Ron Berku s'interpose. S'engage un combat acharné entre les deux. Pendant que les armées du Mal sont occupées, les cinq disciples d'Aban se mettent en cercle, et commencent l'incantation. Avant que Poppu, dernier, ne puisse se joindre à l'incantation, Saboera fait son apparition, et libère des monstres maléfiques dissimulés dans des boulets maléfiques. |                  |                   |                   |                   |
| 26 | 3 mars 1995      | 978-4-08-871196-6 | 6 avril 2011      | 978-2-84-580858-4 |
| Titre : Sus à l'ennemi, 3 juin 1998, (ISBN 2290046841)Liste des chapitres : - Chapitre 237 : 魔界軍団包囲網!!! (Makai Gundan Hōi Mō!!!) - Chapitre 238 : 大破邪呪文の危機...!!! (Minakatōru no Kiki...!!!) - Chapitre 239 : 殺意の毒牙 (Satsui no Dokuga) - Chapitre 240 : その人の名は...!! (Sono Hito no Na wa...!!) - Chapitre 241 : 涙の敵陣突入!!! (Namida no Tekijin Totsunyū!!!) - Chapitre 242 : バドラー最後の挑戦 (Badorā Saigo no Chōsen) - Chapitre 243 : 女王!! 秘めたる決意 (Kuīn!! Himetaru Ketsui) - Chapitre 244 : マァムよ拳をふるえ!!! (Māmu yo Kobushi o Furue!!!) - Chapitre 245 : 愛の超激突!!! (Ai no Chō Gekitotsu!!!) - Chapitre 246 : 逆転!! 女王の死角 (Gyakuten!! Kuīn no Shikaku) |                  |                   |                   |                   |
| Poppu prend la main de Léona et Fuam... mais son talisman ne brille pas. Tombant à genoux, il explique à ses amis qu'il n'a pas du tout réussi à faire briller son talisman, et demande à Léona le retrait des troupes, qu'il puisse à nouveau s'entraîner. Pendant ce temps, les monstres des armées du Mal entament un gigantesque combat contre la coalition menée par Flora. Léona répond à Poppu qu'il est hors de question de se retirer, et que s'il se retire, s'il renonce, son talisman jamais ne brillera. Malgré les encouragements de Hyunkel et Fly, Poppu renonce, et s'enfuit, pensant obliger ses amis à se retirer également. Mais Saboera, qui a compris ce qui se passait, lance une bille magique sur Poppu. Ron Berku, qui lutte toujours contre Myst, l'aperçoit, mais personne, ni Nova ni Krokodin ni les autres soldats ne peuvent intercepter ce projectile. Au moment où il va toucher Poppu, Meruru s'interpose, lui sauvant ainsi probablement la vie. Eimi accourt, et se rend compte que les incantations de guérison seront inutiles, le poison maléfique de la balle est très puissant. Poppu ne comprend pas pourquoi Meruru lui a sauvé la vie, et il faut que Léona dise que Meruru l'aime. Meruru avoue alors qu'elle manquait de courage pour lui dire, et qu'elle avait peur de briser leur relation. Très affaiblie, elle explique alors à Poppu sa dernière requête avant de mourir: qu'il dise le nom de celle qu'il aime, tout en sachant pertinemment que ce n'est pas elle. Poppu hésite, et finalement réussit à avouer qu'il aime Fuam, qui est stupéfaite. Tout d'un coup, le talisman de Poppu se met à briller. Tous comprennent alors que sa force d'âme est le courage, ce n'est pas celle de Fly. Celui-ci s'aperçoit que Meruru a fermé les yeux et refuse qu'elle meure. Se mettant debout, il dégage soudain une gigantesque énergie magique, de guérison. Eimi comprend alors qu'il est devenu un sage, capable d'utiliser des incantations d'attaque mais aussi de guérison. Confiant Meruru, sauvée mais inconsciente, à Eimi, Poppu se tourne vers ses amis, et reprend sa place dans le cercle magique. Les cinq disciples d'Aban complètent le cercle, et lancent l'incantation de destruction du Mal. Celle-ci touche de plein fouet le Palais de Ban, l'immobilisant, et supprimant ses protections magiques. Poppu utilise alors Rura pour téléporter toute l'équipe à l'entrée du Palais. Mais Hadora est également présent sur les lieux. Ses gardes utilisent Rura pour, chacun, téléporter un des amis de Fly vers un autre point du Palais. Son seul but, explique Hadora, est de se battre contre Fly. Léona, qui n'a pas été transportée grâce à la présence de Gome, dit à Fly de refuser. Mais ce dernier lui explique qu'il ne peut pas refuser, Hadora, qui est mourant et ne guérit plus ses blessures, ayant tout sacrifié pour ce duel. Léona, devant ce Fly à l'air si adulte, ne peut que s'incliner, et se recule. Le combat s'engage. Pendant ce temps, Hyunkel se retrouve opposé à Hym, Poppu à Sigma et Fuam à Alvinas. Cette dernière explique qu'elle va vaincre, seule, tous les disciples d'Aban, et ainsi aller supplier Ban de guérir Hadora, mourant. Fuam refuse tout d'abord de se battre, comprenant très bien les sentiments de son adversaire, mais se souvenant des paroles de son maître change d'avis. Elle utilise alors l'armement fourni par Ron Berku, et, à contrecœur, terrasse Alvinas, persuadée que cette dernière, malgré ses dénégations, était une femme à part entière et aimait Hadora. |                  |                   |                   |                   |
| 27 | 11 mai 1995      | 978-4-08-871197-3 | 8 juin 2011       | 978-2-84580-859-1 |
| Titre : Le Duel du vrai Dragon !!!, 2 juillet 1998, (ISBN 2290046868)Liste des chapitres : - Chapitre 247 : 想いよ走れ...!! (Omoi yo Hashire...!!) - Chapitre 248 : 脅威の騎士・シグマ!! (Kyōi no Naito, Shiguma!!) - Chapitre 249 : 勝利か!!? 消滅か!!? (Shōri ka!!? Shōmetsu ka!!?) - Chapitre 250 : マァムの返事 (Māmu no Henji) - Chapitre 251 : 真竜の闘い!!! (Shinryū no Tatakai!!!) - Chapitre 252 : 出たぞ!! 超必殺技 (Deta zo!! Chō Hissatsu Waza) - Chapitre 253 : 燃えつきる生命...!!! (Moe Tsukiru Inochi...!!!) - Chapitre 254 : 最後の一太刀!!! (Saigo no Hitotachi!!!) - Chapitre 255 : 大死闘決着...!? (Dai Shitō Ketchaku...!?) |                  |                   |                   |                   |
| Opposé à Hym, Hyunkel se débarrasse rapidement de son adversaire avec la nouvelle force qu'il a acquise. Se dirigeant vers l'entrée du Palais de Ban, il rejoint Fuam. Celle-ci, en route également vers l'entrée, s'inquiète pour Poppu, même si elle refuse de le montrer. Hyunkel la force alors à réfléchir, et elle se rend compte que quelque part elle a toujours ressenti quelque chose de particulier pour Poppu. Hyunkel lui dit alors de laisser s'exprimer ce sentiment au lieu de l'étouffer, et d'aller rejoindre Poppu. Elle acquiesce, et repart en courant. Face à Sigma, qui porte le miroir de Shabal capable de renvoyer n'importe quelle incantation, Poppu finit par l'emporter grâce à Medoroa et sa ruse. Fuam arrive juste à la fin du combat. Poppu lui dit alors qu'il l'aime, face à face, pour la première fois. Fuam lui répond qu'elle ne sait pas ce que veut dire « aimer », mais qu'elle aimerait qu'il lui donne une chance: une fois le combat fini, peut-être le verra-t-elle comme un homme, et non comme un petit frère. Poppu, rempli de joie par cette réponse, accepte. Tous deux retournent alors à l'entrée du Palais de Ban, et rejoignent Hyunkel et Léona. Au cœur d'un gigantesque tourbillon d'énergie, Hadora et Fly se font face. Ce tourbillon est si puissant qu'il empêche toute intervention extérieure. Ban, qui assiste à la scène, se souvient du duel du vrai dragon, qui il y a plusieurs siècles opposa Veruza à un autre dragon pour la suprématie. Ce duel doit opposer deux adversaires de même force, et l'énergie gigantesque non seulement empêche toute intervention extérieure mais s'abattra sur le premier combattant à défaillir. Face à Hadora, Fly doit abattre l'atout qu'il avait gardé pour le combat contre Ban: Aban Slash Cross, combinaison de deux Aban Slash. Il réussit à briser l'épée de Hadora, qui s'effondre. Mais il se relève, transformant sa vie en énergie pour continuer à lutter. Fly, qui refuse l'aide de ses amis, utilise alors le fourreau de son épée: il invoque raiden sur son épée, la range. Le fourreau va amplifier l'énergie magique. Hadora comprend alors que la prochaine technique de Fly sera Giga Brake, de Baran. Décidant d'être fair-play, il laisse à Fly le temps nécessaire pour préparer son attaque, concentrant également toutes ses forces. Fly dégaine et attaque avec Giga Brake, et Hadora riposte avec ses flammes maléfiques hyper-explosives. Mais, au dernier moment, Fly combine sa technique avec Aban Slash, donnant naissance à une nouvelle technique superpuissante, Giga Slash. Hadora est vaincu, corps et esprit, et commence à se décomposer en cendres noires. Il remercie Fly de ce combat, disant que sa vie n'a commencé qu'au premier combat contre les disciples d'Aban, et lui serre la main... lorsque Kilvan intervient, et utilise kill trap, un piège parmi d'autres qu'il a disposé dans tout le Palais. Des flammes gigantesques surgissent autour de Fly et Hadora, et les engloutissent. Mais Poppu, le seul à avoir eu le temps de réagir, est également dans cette mer de flammes, utilisant sa magie pour protéger Fly et Hadora. |                  |                   |                   |                   |
| 28 | 4 juillet 1995   | 978-4-08-871198-0 | 24 août 2011      | 978-2-8458-0860-7 |
| Titre : Le grand héros ressuscite !!!, 6 août 1998, (ISBN 2290049263)Liste des chapitres : - Chapitre 256 : 死神!! 殺しの罠 (Shinigami!! Kiru Torappu) - Chapitre 257 : 炎の中の希望!!! (Honō no Naka no Kibō!!!) - Chapitre 258 : なるか!? 奇蹟の脱出 (Naru ka!? Kiseki no Dasshutsu) - Chapitre 259 : ポップ・炎に死す...!!! (Poppu, Honō ni Shisu...!!!) - Chapitre 260 : 復活!!! 大勇者 (Fukkatsu!!! Dai Yūsha) - Chapitre 261 : アバン復活の謎...!!! (Aban Fukkatsu no Nazo...!!!) - Chapitre 262 : 死神との対決!! (Shinigami to no Taiketsu!!) - Chapitre 263 : 反逆児ヒュンケル!!! (Hangyakuji Hyunkeru!!!) - Chapitre 264 : 明かされた空白 (Akasareta Kūhaku) - Chapitre 265 : 輝け!!! 破邪の秘法 (Kagayake!!! Haja no Hihō) |                  |                   |                   |                   |
| Même si Poppu s'est interposé, Kilvan se retire néanmoins. Le piège est en effet tellement puissant que la magie de Poppu peine à le contenir. À l'extérieur, Léona, Fuam et Hyunkel cherchent à briser le piège, mais en vain. Poppu perd espoir, mais Hadora, mourant, l'engueule, disant qu'Aban ne reposera jamais en paix si ses disciples meurent dans de telles conditions. Poppu se rend compte qu'Hadora parle exactement comme son maître le ferait, et reprend espoir. Il trouve alors un moyen: lancer Medoroa à la verticale, là où les flammes se concentrent. Durant un instant, le ciel devrait apparaître, et Fly en profitera pour utiliser Rura pour s'échapper, Poppu le tenant. Fly acquiesce, et tous deux se tournent vers Hadora, qui leur dit de ne pas s'en faire pour lui, condamné de toute façon. Mais Poppu, sous la violence des flammes, ne peut réussir à lancer son incantation. Hadora, alors, se relève, et utilise sa force magique pour contenir les flammes, disant qu'il refuse que son duel soit entaché du piège de Kilvan. Poppu tente le tout pour le tout, et lance son incantation. Les flammes se dissipent, Fly voit le ciel et lance Rura. Au même instant Hadora s'effondre, le corps désagrégé, Poppu instinctivement tend la main vers lui... et se s'accroche pas à Fly. Les flammes se reforment, scellant Poppu et Hadora en leur centre. À l'extérieur, Fly et les autres sont atterrés. À Hadora qui lui demande pourquoi il ne s'est pas accroché à Fly, Poppu rétorque que, voyant Hadora s'effondrer, il n'a pas pu le laisser dans les flammes, disant qu'il leur ressemble, lui qui a tout sacrifié au combat. Hadora, alors, prie intérieurement les Dieux des Hommes, leur demandant de sauver la vie de Poppu. Au moment où le piège se referme totalement, des plumes magiques forment un pentagramme autour, dissipant le piège. Et une voix dit à Poppu que même s'il va dans l'autre monde, son maître n'y sera pas. Il s'agit d'Aban. Il s'approche de Hadora, disant qu'il doit le remercier d'avoir sauvé ses disciples. Hadora commence par transpercer de la lame Kilvan, qui essaye d'interférer, puis dit à Aban que la seule façon de le remercier est de guider ses disciples à la victoire. Il se tourne vers Poppu, et lui dit que le Dieu des Hommes est formidable, ils ont rendu la vie que lui Hadora avait volée, et surtout ils ont choisi de le faire mourir dans ses bras... puis son corps se dissipe totalement. Après un moment de doute, les disciples se rendent compte qu'il s'agit bien du vrai Aban, car il est dans un cercle magique où un monstre ne pourrait pas tenir. Aban explique qu'il n'était pas mort, sauvé par l'amulette de Karu que lui avait offerte Flora. Puis il ordonne à ses disciples de courir vers les portes du Palais de Ban. Il fait alors face à Kilvan, qui s'est relevé, et lui porte un coup qui fend son masque. Il ajoute que dorénavant cela sera œil pour œil, dent pour dent. Kilvan, fou de rage, se retire, et Aban rejoint ses disciples. Hyunkel fait semblant de ne plus vouloir suivre son maître, qui d'ailleurs dit qu'il est un simple frère d'armes, et reste en arrière pour s'occuper des monstres qui surgissent au moment où le reste de l'équipe rentre dans le Palais. Face à une porte similaire à celle que Fly et Baran ont détruite, Aban utilise la technique ultime du labyrinthe de Haja, où Léona a appris Minakator. Cette technique amplifie le pouvoir d'une incantation contre le Mal, et Aban lance l'incantation d'ouverture des portes par-dessus. La porte s'ouvre, et l'équipe pénètre plus en avant dans le palais, Fly disant que son maître vient de prouver que Ban avait tort, que la force n'était pas tout. Hyunkel, face aux monstres, annonce qu'il n'a plus besoin de jouer les guides spirituels face aux autres, et qu'il redevient simple guerrier. Il lance alors Grand Cross, pour la deuxième fois en peu de temps. |                  |                   |                   |                   |
| 29 | 4 septembre 1995 | 978-4-08-871199-7 | 5 octobre 2011    | 978-2-8458-0861-4 |
| Titre : La Naissance d'une arme surpuissante !!!, 3 septembre 1998, (ISBN 2290049468)Liste des chapitres : - Chapitre 266 : ゆれる大魔宮...!!! (Yureru Bān Paresu...!!!) - Chapitre 267 : 正義の快進撃!! (Seigi no Kaishingeki!!) - Chapitre 268 : 究極の結論...!!? (Kyūkyoku no Ketsuron...!!?) - Chapitre 269 : ザボエル最強変身!!! (Zaboeru Saikyō Henshin!!!) - Chapitre 270 : もうひとりの勇者 (Mō Hitori no Yūsha) - Chapitre 271 : 超兵器招来!!! (Chōheiki Shōra!!!) - Chapitre 272 : 未完の究極剣 (Mikan no Kyūkyoku Ken) - Chapitre 273 : 最後の対峙 (Saigo no Taiji) - Chapitre 274 : 地獄からの生還者 (Jigoku kara no Seikansha) - Chapitre 275 : 銀髪鬼ヒム!!! (Ginpatsuki Himu!!!) |                  |                   |                   |                   |
| Au sol, Saboera constate avec horreur que tous les monstres superpuissants ont été vaincus. Il essaye de ruser pour laisser Myst s'occuper des humains. Mais ce dernier n'est pas dupe, et, sur ordre de Ban, retourne au Palais pour en assurer la sécurité. Il ajoute que, si Saboera revient au Palais sans avoir vaincu, il sera exécuté. Saboera utilise alors sa technique de la dernière chance: avec une incantation, il combine les corps des monstres pour faire un zombie superpuissant. Cette idée lui est venue, explique-t-il, en voyant les techniques de Fuam et Brokin. Dans le Palais, Aban, constatant que tous sont fatigués, décide de faire une halte, et installe un pique-nique. Avec une plume magique, il rend sa force magique à Poppu, puis part avec Léona explorer le Palais, pendant que Poppu, Fuam, Fly et Gome se reposent. Aban confie ses plumes magiques à Léona. La situation autour du cercle magique empire, le zombie étant instoppable malgré les efforts de Nova, Krokodin et Ron Berku. Nove décide alors d'utiliser sa vie comme arme, concentrant toute sa force vitale dans son épée. Cette lame, en effet, ne peut être brisée. Il espère rendre courage à ses amis, ce qui est la vraie force d'un héros. Mais Ron Berku l'en empêche, et décide d'utiliser les armes ultimes auxquelles il a consacré sa vie, ne pouvant laisser Nove se sacrifier. Avec ses épées célestes, il tronçonne le zombie en deux. Mais ses bras n'y résistent pas. Nove lui dit alors qu'il lui offre ses bras en acompte de sa vie, et qu'il s'engage à finir les épées, qui étaient inachevées. Saboera, très affabli, tente de s'enfuir. Mais Krokodin le rattrape et, constatant l'irrécupérabilité de son adversaire, l'achève. À l'entrée du Palais, Hyunkel, toujours en lutte contre les monstres, constate avec stupéfaction le retour de Hym qui, comprend-il bientôt, n'est plus une simple poupée, c'est une créature organique, Hadora lui ayant insufflé sa propre vie. Hym, d'ailleurs, utilise l'esprit combatif. Et des cheveux lui poussent, signe de sa promotion alors qu'il n'était qu'un simple pion d'échecs. Après s'être débarrassé des monstres qui ont manqué de respect à son maître, Hym commence à lutter contre Hyunkel. Ce dernier est d'abord mis en difficulté, mais se souvenant des paroles d'Aban décide de lutter jusqu'au bout de sa force. |                  |                   |                   |                   |
| 30 | 2 novembre 1995  | 978-4-08-871200-0 | 14 décembre 2011  | 978-2-8458-0862-1 |
| Titre : L'Adieu au combat, 5 octobre 1998, (ISBN 2290049506)Liste des chapitres : - Chapitre 276 : 兵士の昇格 (Bōn no Puromōshon) - Chapitre 277 : 激突!! 男の拳 (Gekitotsu!! Otoko no Kobushi) - Chapitre 278 : 死闘の果てに! (Shitō no Hate ni!) - Chapitre 279 : 最後の闘志燃ゆ!! (Saigo no Tōshi Moyu!!) - Chapitre 280 : 王手ッ!!! (Chekkumeito—!!!) - Chapitre 281 : 超戦士推参!!! (Chō Senshi Suisan!!!) - Chapitre 282 : さらば! 闘いの日々よ (Saraba! Tatakai no Hibi yo) - Chapitre 283 : 白い宮庭の決闘 (Howaito Gāden no Kettō!!) - Chapitre 284 : アバン抹殺完了 (Aban Massatsu Kanryō) - Chapitre 285 : 正義の後継者 (Seigi no Kōkeisha!!) |                  |                   |                   |                   |
| Face à Hym, Hyunkel est en difficulté, et essaye d'utiliser Grand cross. Mais, l'ayant utilisée deux fois déjà, il met trop de temps à se concentrer, et son adversaire déjoue l'attaque. Hyunkel renonce un instant, puis se relève, abandonnant son armure et sa lance pour se forcer à développer toute sa force. Il réussit à vaincre son opposant, lançant son attaque une fraction de seconde avant d'être touché. Hym, vaincu, demande à Hyunkel de l'achever. Ce dernier, appliquant son droit de vie et de mort de vainqueur, lui ordonne de vivre, en souvenir de ses amis disparus. Il ajoute que, s'il sort vivant de la bataille qui s'annonce, tous deux se battront à nouveau. Hym, ému, accepte. Mais surgissent soudain Maximam et ses gardes. Hyunkel, alors, se relève pour livrer ce qu'il sait être son dernier combat. À la stupeur de Maximam, Hyunkel, grièvement blessé voire mourant, détruit à mains nues plusieurs pièces en oriharukon. Alors qu'il va perdre, Maximam ordonne à ses pions de jeter Hym par-dessus le bord du Palais de Ban et, comme il l'avait prévu, Hyunkel se précipite pour le sauver, se mettant ainsi en position de faiblesse. Alors que Maximam va achever Hyunkel, Rafaruto, revenu d'entre les morts, le transperce de sa lance. Ce dernier se débarrasse rapidement des pions restants, et du roi. Il simule ensuite la mort du guerrier Hyunkel, ainsi relevé de sa mission et n'ayant plus besoin de sa lance. Puis il part en courant rejoindre Fly et les autres. Krokodin, Chiu et Brokin, arrivant sur le Palais, trouvent Hyunkel, en train de dormir tranquillement. Comme l'explique Hym, pour la première fois Hyunkel va oublier que le combat est son seul destin. Face à Myst, Fly, Poppu et Fuam sont rejoints par Léona et Aban. Alors que Poppu lui fait remarquer que l'armée du Mal est en difficulté, lui étant le dernier chef restant et Maximam venant de perdre, Myst répond que, depuis des siècles, il est seul à protéger Ban, et qu'il peut avec sa propre force détruire la Terre. Aban alors se propose pour lutter contre Myst. Mais Kilvan, utilisant sa faux, entraîne soudain Aban dans une autre dimension, pour un combat à la régulière à l'épée. Myst essaye de forcer Fly à le combattre, laissant entendre qu'il existe un moyen de sauver Aban. Fly, qui estime que ses amis auront du mal contre quelqu'un d'aussi coriace que Myst, s'apprête à dégainer son épée. Mais Léona, d'une plume entre les deux adversaires, stoppe l'assaut de Fly. Expliquant que maître Aban avait tout prévu, elle, reine de Papunika, au nom de la Justice, ordonne à tous de lutter pour le héros Fly. |                  |                   |                   |                   |

### Tomes 31 à 37
| no | Japonais        | Japonais          | Français (Tonkam) | Français (Tonkam) |
| no | Date de sortie  | ISBN              | Date de sortie    | ISBN              |
| --- | --------------- | ----------------- | ----------------- | ----------------- |
| 31 | 10 janvier 1996 | 978-4-08-872201-6 | 15 février 2012   | 978-2-8458-0863-8 |
| Titre : Le Second Éveil !!!, 5 novembre 1998, (ISBN 2290050091)Liste des chapitres : - Chapitre 286 : 勝利への誓い...!!! (Shōri e no Chikai...!!!) - Chapitre 287 : 不動!! ミストバーン (Fudō!! Misutobān) - Chapitre 288 : 新たなる絆 (Arata naru Kizuna) - Chapitre 289 : 父・バランの遺言 (Chichi, Baran no Yuigon) - Chapitre 290 : 予期せぬ難関...!? (Yokisenu Nankan...!?) - Chapitre 291 : 魔宮の心臓 (Makyū no Shinzō) - Chapitre 292 : 起て! 宿命の騎士 (Tate! Shukumei no Kishi) - Chapitre 293 : 第2の覚醒!!! (Dai 2 no Kakusei!!!) - Chapitre 294 : 吠えろ!!! 双竜紋 (Hoero!!! Sōryūmon) - Chapitre 295 : 大魔宮の頂上!!! (Bān Paresu no Chōjō!!!) |                 |                   |                   |                   |
| Léona explique alors que tous doivent se battre pour permettre à Fly, le seul à avoir une chance de gagner, d'aller lutter contre Ban dans les meilleures conditions possibles. Poppu et Fuam font alors face à Myst. Fuam réussit à lui donner un coup de poing éclair, mais il reste sans effet. Myst contre-attaque, prenant en otage Poppu et Fuam pour faire revenir Fly. Mais Rafaruto surgit et les sauve. Hyunkel reprend conscience, sauvé de la mort par Brokin qui a utilisé une incantation. Il demande alors à Krokodin de le conduire auprès de Fly, voulant assister à la victoire de la Justice face à Ban. Mais Hym prend les devants, soutenant Hyunkel et lui promettant de balayer tous ses ennemis pendant que Hyunkel guérit, jusqu'à ce qu'ils puissent à nouveau s'affronter. Rafaruto explique à Fly qu'il est un de ses soldats, qu'il obéira à tous les ordres, quels qu'ils soient. C'est la volonté de Baran, grâce au sang duquel il a ressuscité. Fly, d'abord perturbé, accepte l'offre après avoir vu la démonstration de la force de son nouvel allié. Montant les escaliers menant à Ban, Fly redonne à Léona son glaive de Papunika, expliquant que lui va lutter avec son épée, et que Léona devra se défendre seule. Mais soudain Léona est capturée par des tentacules, et traînée dans les tréfonds du Palais. La centrale maléfique du Palais, en effet, créature magique vivante, cherche de la force magique, or Léona a les plumes de maître Aban. Fly, malgré sa force, ne réussit pas à trop endommager la centrale, et décide d'utiliser aban slash. Mais il est mis en difficulté par Goroa, le gardien, qui augmente la pesanteur autour de Fly pour l'immobiliser, puis prend son épée pour l'achever. Alors que sa propre épée va le frapper, Fly voit soudain, comme un souvenir, la mort de sa mère Soara. Baran lui explique alors que les Chevaliers du Dragon apportent en général la malchance aux femmes. Mais Fly, lui, est différent, c'est un nouveau Chevalier superpuissant. Fly, alors, se relève... et un deuxième Symbole du Dragon brille, sur sa main gauche. Ban comprend alors que Fly possédait à l'origine un Signe, symbole de ses capacités innées, et qu'il vient d'hériter du Signe transmis de Chevalier en Chevalier. Utilisant la force combinée des deux Signes, Fly perce la barrière de protection de la centrale, et récupère son épée. Mais, alors que comme en transe il va achever Goroa, il reprend ses esprits, et attaque la centrale, libérant Léona. Les vêtements et bijoux de celle-ci sont en ruine, et comprend qu'elle a été sauvée par Gome, qui a rétréci. Voyant que Goroa ne renonce pas, et que la centrale est toujours active, Fly lève les deux mains, et lance l'incantation suprême des Chevaliers du Dragon, doru aura. La centrale est détruite, et la pièce où réside Ban est touchée. Le Palais, construit en matériaux légers, commence lentement à s'élever. Utilisant une incantation, Fly et Léona se rendent dans la salle du trône, en ruines. Mais Ban, indemne, sort de sous un rocher, et dit qu'il ne va pas contenir sa force face à Fly, qui a réussi à détruire le Palais. |                 |                   |                   |                   |
| 32 | 4 mars 1996     | 978-4-08-872202-3 | 2 avril 2012      | 978-2-84580-864-5 |
| Titre : Combat décisif de Myst, 11 décembre 1998, (ISBN 2290050350)Liste des chapitres : - Chapitre 296 : 恐怖と迷い...! (Kyōfu to Mayoi...!) - Chapitre 297 : 闘いの遺伝子!! (Tatakai no Idenshi!!) - Chapitre 298 : 誰がための勝利 (Tagatame no Shōri) - Chapitre 299 : 血塗られた決着...!!! (Chinurareta Ketchaku...!!!) - Chapitre 300 : 不安な優勢 (Fuan na Yūsei) - Chapitre 301 : ミスト最終決戦 (Misuto Saishū Kessen) - Chapitre 302 : 白銀の猛威!! (Hakugin no Mōi!!) - Chapitre 303 : 闇の衣 (Yami no Koromo) - Chapitre 304 : 勝負を賭けた攻撃!!! (Shōbu o Kaketa Kōgeki!!!) - Chapitre 305 : 大魔王消ゆ...!! (Daimaō Kiyu...!!) |                 |                   |                   |                   |
| Face à Ban, Fly se rappelle soudain la défaite qu'il a subie, et ne sait plus comment attaquer. Ban explique alors à Fly que le danger des Chevaliers du Dragon n'est pas doru aura, mais les gènes qu'ils se transmettent de génération en génération, héritant ainsi des techniques de combat des Chevaliers précédents. Le combat s'engage, mais Fly hésite, et il faut que Léona l'engueule pour qu'il commence à attaquer Ban, le frappant et le mettant à terre. Puis il dégaine son épée et combat, faisant jeu égal avec Ban. Celui-ci se dit que Fly a la force d'un Homme - Monstre - Dragon, puisqu'il a su utiliser doru aura sans se métamorphoser. Il décide alors de tester la force réelle de Fly, et lance calamity wall, cette fois-ci de toutes ses forces. Mais Fly contre avec son épée et son esprit combatif. Ban, alors, demande par acquit de conscience à Fly s'il ne souhaite pas se joindre à lui. Il apprécie en effet les forts, sans discrimination aucune. Il ajoute que, même si Fly gagne, les humains en viendront vite à le mépriser et le craindre. Fly, après réflexion, répond qu'il refuse. Sans s'accrocher à l'illusion d'être pris pour un héros, et même si Ban a partiellement raison, il dit qu'il vaincra Ban car il aime cette Terre qui l'a élevé et tous ses habitants, et que si les humains le rejettent, il partira. Dans une autre dimension, Kilvan et Aban se battent sous le contrôle de Judge. Kilvan, en difficulté, déclenche alors plusieurs pièges. Pendant que Judge utilise megante sur Aban, il s'enfuit de la dimension, emportant une main coupée de son adversaire. Face à Ban, Fly hésite, car il réalise qu'il est plus fort que son adversaire. Il ne comprend pas pourquoi Ban, qui reconnaît que Fly est plus fort que lui, reste malgré tout serein. Ban alors lance une attaque combinée, invoquant kaiser phœnix et se jetant sur son opposant. Face à Myst, Fuam, Poppu et Rafaruto n'arrivent pas à ne serait-ce que sembler lui infliger des dégâts. Il faut l'arrivée de Hym, accompagné de Krokodin, Chiu, Brokin et Hyunkel pour que la situation évolue. Myst est gêné par l'esprit combatif de la justice qu'utilise Hym, et subit de plein fouet de nombreuses attaques, puis s'écrase contre un mur, à moitié inconscient. Hyunkel demande à Hym de retirer la cape de Myst, mais y renonce lorsque Krokodin rapporte les paroles de Ron Berku, qui avait dit qu'il ne fallait surtout pas laisser Myst montrer sa véritable force. À l'issue de l'attaque, Ban est blessé à l'épaule droite, pendant que Fly a été brûlé par kaiser phœnix. Avant que Ban ne guérisse et relance une attaque, Fly invoque doru aura, que Ban contre avec sa canne à la lumière maléfique. Au moment où Fly épuise sa force magique, Léona lui lance une plume d'argent qui lui restaure sa magie, et il réinvoque un deuxième doru aura. Ban, surpris, voit sa canne se détruire, et est pris dans une terrible explosion, entraîné au loin. Léona le félicite alors d'avoir vaincu le Dieu du Mal. Au moment où Hym s'apprète à achever Myst, celui-ci, apparemment immortel, se relève et, implorant le pardon de Ban, brise le scellé de sa cape, exposant sans autorisation son vrai visage. |                 |                   |                   |                   |
| 33 | 4 juillet 1996  | 2290050350        | 20 juin 2012      | 978-2-84580-865-2 |
| Titre : Myst et Kilvan, 4 février 1999, (ISBN 2290050946)Liste des chapitres : - Chapitre 306 : 私が最強だ!!! (Watashi ga Saikyō da!!!) - Chapitre 307 : 不死身の秘密!!! (Fujimi no Himitsu!!!) - Chapitre 308 : 凍れる時間...! (Kōreru Toki...!) - Chapitre 309 : 大いなる先駆者たち (Ōinaru Senkushatachi) - Chapitre 310 : 直撃!! 極大消滅呪文 (Chokugeki!! Medorōa) - Chapitre 311 : 戦慄の事実...!!! (Senritsu no Jijitsu...!!!) - Chapitre 312 : 影と死神 (Misuto to Kiru) - Chapitre 313 : 死を越えた決着戦 (Shi o Koeta Ketchakusen) - Chapitre 314 : 裁きは下った...! (Jajji wa Kudatta...!) |                 |                   |                   |                   |
| Face à Myst sous sa véritable apparence, tous sont impuissants. Hym, qui attaque néanmoins, voit son bras arraché comme si de rien n'était. Myst explique alors qu'il est actuellement sous la forme de l'être le plus fort du monde maléfique. Ban a une force magique incommensurable, mais peu de force physique. Myst est, pour l'instant, plus fort que lui. Devant cette situation, tous réalisent que la seule solution est le medoroa de Poppu. Rafaruto et Hym s'élancent alors sur Myst, pendant que Krokodin lance une attaque du fond du cœur. Mais Myst encaisse toutes les attaques sans broncher. Pendant ce temps, Léona soigne Fly avec une incantation, mais cette dernière semble sans effet. Fly, qui ne peut qu'espérer que ses amis s'en sortiront, a cependant un mauvais pressentiment. Poppu constate alors qu'il n'aura jamais le temps d'invoquer medoroa. Lorsque Fuam fait remarquer que Myst ne porte aucune trace du coup de poing éclair qu'elle a utilisé, Brokin s'avance et fait face à Myst. Il annonce alors que la technique utilisée est la technique secrète de glaciation. Devant l'étonnement général, il explique que, dix-sept ans plus tôt, Aban a utilisé cette technique contre Hadora, tous deux étant emprisonnés dans la glace durant une année, Brokin et Matorif ayant permis à Aban d'affronter Hadora seul à seul. Il ajoute que medoroa sera néanmoins efficace. Myst s'élance alors sur Brokin, qui se concentre et lutte d'égal à égal. Mais, finalement, Brokin est pris en otage, sa force n'étant plus ce qu'elle était. Poppu prépare alors l'invocation de medoroa, disant que Aban et Brokin seront reconnaissants de la paix revenue, et la lance sur Myst, qui interpose Brokin. Poppu invoque alors rura et, devançant son incantation, attrape Brokin et s'enfuit. Myst semble ne pas pouvoir esquiver l'attaque, mais soudain il invoque phœnix wing et renvoie l'incantation sur Poppu et Brokin, qui ne peuvent rien faire. Tous alors sont résignés, tout espoir étant perdu. Rafaruto dit que, cependant, Fly va vaincre Ban. Myst répond que cela sera impossible. Hyunkel alors prend la parole, et dit que c'est normal puisque Ban est devant eux, Myst est en réalité Ban. Myst confirme, mais interrompt Hyunkel, préparant une incantation pour achever ses adversaires. Mais Kilvan intervient alors, disant que lui aussi aimerait savoir. Il ajoute, devant l'étonnement de Myst, qu'il a une dette mais pas d'obligation envers Ban, puisqu'il est l'émissaire d'une certaine personne. Myst, cependant, n'est pas dupe, et frappe Kilvan, qui redevient Aban. Ce dernier explique alors comment il est sorti du piège de Kilvan et l'a vaincu, malgré la lâcheté de son adversaire. Il ajoute qu'il a de plus percé le secret du dieu du Mal. |                 |                   |                   |                   |
| 34 | 3 octobre 1996  | 978-4-08-872204-7 | 29 août 2012      | 978-2-84580-866-9 |
| Titre : La Véritable Résurrection du Dieu du Mal !!!, 7 avril 1999, (ISBN 229005142X)Liste des chapitres : - Chapitre 315 : バーン最大の謎 (Bān Saidai no Nazo) - Chapitre 316 : 真・大魔王降臨!!! (Shin Daimaō Kōrin!!!) - Chapitre 317 : 黒いマァム! (Kuroi Māmu!) - Chapitre 318 : 宿命の終焉 (Shukumei no Shūen) - Chapitre 319 : 勇者の下へ! (Yūsha no Mote e!) - Chapitre 320 : 正面激突!!! (Shōmen Gekitotsu!!!) - Chapitre 321 : 不動の構え (Fudō no Kamae) - Chapitre 322 : 魔界への誘い (Makai e no Izanai) - Chapitre 323 : 閉じない瞳!! (Tojinai Hitomi!!) |                 |                   |                   |                   |
| Sous les yeux de Fly et Léona, Ban tombe du ciel. Se relevant, grièvement blessé, il explique que sa canne a encaissé le coup de Fly à sa place. Il félicite Fly, mais ajoute qu'il ne va pas se laisser vaincre comme cela. Aban expose alors sa théorie : Myst est une créature qui fait bouger le vrai corps de Ban. En effet, il est impossible d'invoquer la technique secrète de glaciation sur soi-même, et personne hormis Ban ne peut utiliser cette technique de cette façon. Myst reconnaît alors la véracité de ces propos. À ce moment, Ban lui demande de lui rendre son corps, et il obéit. Devant Fly et Léona, Ban le vieillard et le corps que cachait Myst fusionnent, et le véritable Dieu du Mal apparaît. Myst, qui a retrouvé sa véritable apparence, un corps gazeux, s'empare du corps de Fuam. Il met à terre Hym, Rafaruto et Aban en un instant. Hyunkel persuade alors son maître d'utiliser couper le ciel. Au dernier moment, Myst quitte le corps de Fuam, et s'empare de celui de Hyunkel. Ainsi Ban et lui en avaient-ils décidé il y a dix ans: lorsque Myst rendrait son corps à Ban, il utiliserait de façon permanente celui de Hyunkel. Mais, alors que l'essence de Myst va détruire celle de Hyunkel, il s'aperçoit que ce dernier a concentré tout son esprit combatif à l'intérieur de lui-même, et est détruit par celui qu'il a élevé. Lorsqu'elle reprend ses esprits, Fuam se rend compte que Poppu et Brokin sont toujours vivants, sauvés de justesse par Aban avant qu'il ne prenne l'apparence de Kilvan. Tous, alors, décident d'aller rejoindre Fly. Même si aucun d'eux n'espère vaincre Ban, ils peuvent servir de bouclier au héros, tant qu'il gagne peu leur importe. Ban, à l'étonnement de Fly, n'attaque pas tout de suite. Soudain Fly se sent guéri, et il comprend que le behoma de Léona vient seulement de faire son effet. Ban confirme, et ajoute qu'il attendait le rétablissement de son adversaire pour entamer le combat. N'ayant pas été dans son vrai corps durant des millénaires, il veut prendre du plaisir à ce combat, explique-t-il. Fly alors invoque raiden sur son épée, et la rengaine, pour que l'incantation devienne gigaden. Ban prend une position de garde, Fly s'élance et invoque giga slash. Ban pare avec phœnix wing, frappe Fly à l'épaule avec calamity end du tranchant de la main, et repousse son adversaire avec kaiser phœnix. Pendant que Fly gît à terre, Ban explique à Léona qu'il a utilisé tenchimatô, la garde universelle, qui lui permet de combiner attaque et défense et rendre impuissantes les techniques de son ennemi. Il essaye alors de persuader Léona de devenir sienne et de raconter comment il a semés la terreur et le mal. Devant le refus de celle-ci, il commence à lancer des incantations sur Fly, pour montrer à Léona l'impuissance du héros. Fly, blessé, ne peut pas se défendre, et subit les attaques de Ban. Au moment où ce dernier va lancer kaiser phœnix pour mettre fin au combat, Léona le blesse avec le glaive de Papunika. Elle dit à Fly que rien au monde n'est indestructible, et que même Ban peut être blessé. Ban, alors, utilise sa magie pour emprisonner Léona dans une perle. Consciente, elle ne peut plus ni bouger ni parler, seulement voir, penser et écouter. Fly, alors, se relève, et fait face. Mais Ban, avec calamity wall, l'attaque, et va le tuer lorsque Poppu intervient et sauve son ami. Ban, alors, utilise à nouveau sa magie pour emprisonner les amis de Fly dans des sphères. |                 |                   |                   |                   |
| 35 | 4 février 1997  | 978-4-08-872205-4 | 10 octobre 2012   | 978-2-84580-867-6 |
| Titre : Se livrer à fond au combat !!, 5 mai 1999, (ISBN 2290051462)Liste des chapitres : - Chapitre 324 : 勝機をつかめ!!! (Shōki o Tsukame!!!) - Chapitre 325 : 天地魔闘の死角...!!? (Tenchi Matō no Shikaku...!!?) - Chapitre 326 : 生命でぶつかれ!!! (Inochi de Butsukare!!!) - Chapitre 327 : ラストアタック!!! (Rasuto Atakku!!!) - Chapitre 328 : 絆にかけて...! (Kizuna ni Kakete...!) - Chapitre 329 : 渾身!!! (Konshin!!!) - Chapitre 330 : 一瞬!!! (Isshun!!!) - Chapitre 331 : 最大最後の逆転 (Saidai Saigo no Gyakuten) - Chapitre 332 : 地上消滅 (Chijō Shōmetsu) |                 |                   |                   |                   |
| Face à la puissance maléfique de Ban, seuls cinq ne sont pas transformés en sphères: Fly, Poppu, Hym, Rafaruto et Aban. Poppu, après réflexion, dit que cela les arrange, et à l'étonnement de ses amis répond que, de cette façon, ils peuvent mettre toutes leurs forces dans l'attaque sans se soucier des blessés. Aban, Hym et Rafaturo s'élancent sur Ban, qui, toujours en garde tenchimatô, les repousse sans souci. Aban, blessé, est transformé en sphère, après avoir dit à Poppu qu'il est le seul à pouvoir mettre à profit la force du héros, lui qui a toujours été à ses côtés. Ban, changeant de position, lance alors calamity wall. Poppu se prépare à résister à tout prix, voulant pousser Ban à revenir à tenchimatô et profiter d'un temps mort qui doit forcément exister. Hym et Rafaruto, qui ont compris la stratégie, se précipitent sur le mur d'énergie, le contrant et se ruant sur Ban, se transformant en véritables armes humaines. Ban, devant tant de détermination, repasse en garde tenchimatô, et contre facilement ses adversaires... et voit soudain medoroa se précipiter sur lui. Au dernier moment il retrouve assez d'énergie pour lancer phœnix wing, détournant l'incantation. Il félicite Poppu, disant que même lui a eu peur. Mais il lit la détermination dans les yeux de Fly et Poppu, qui se sont relevés, et ressent une forte menace. Poppu alors annonce qu'ils ont trouvé le temps mort, et que medoroa n'était pas pour vaincre mais prouver l'existence de cette faiblesse. Hym et Rafaturo, blessés, se transforment en sphères maléfiques. Poppu, alors, annonce qu'il va encaisser seul l'arcane suprême du Dieu du Mal. Celui-ci, amusé, relève le défi. Poppu, avec son black rod et medoroa prêts, s'élance. Ban, comme il l'avait annoncé, repousse medoroa avec phœnix wing, détruit black rod avec calamity wall, et lance kaiser phœnix qui se combine à medoroa et revient sur Poppu. Alors que Ban exulte, Poppu sourit et utilise le miroir de Shabal, que Sigma, vaincu, lui a offert, renvoyant les incantations sur Ban, qui se retrouve au milieu d'une véritable mer de feu. Mais Ban résiste. Fly, alors, lance aban slash. Ban, concentrant toute sa force, repousse les flammes, et veut contrer aban slash quand il se rend compte que Fly n'a pas lancé un simple slash, mais slash cross. Dans un éclat de lumière, Fly coupe le bras de son adversaire. Celui-ci, stupéfait, reste immobile une seconde, et Fly en profite pour attaquer par-derrière et transpercer Ban de son épée. Puis il invoque raiden, foudroyant les deux adversaires, et annonçant que ce sera une question d'endurance. Ban, alors, lui dit de renoncer. Il utilise sa magie pour, malgré les incantations répétées de Fly, lancer le sixième et dernier pillar of ban sur Terre, détruisant toute la zone où se trouvent Flora et les autres. Puis il montre à Fly le sommet du pillar où se trouve un noyau maléfique. Il dévoile alors qu'il en a largués six au total, qui forment l'hexaèdre maléfique. Ainsi, la Terre sera totalement rasée, même si lui vient à mourir. Fly, réalisant que tout est perdu, et que tuer Ban n'aurait plus aucun sens, lache son adversaire et tombe à terre, totalement anéanti. |                 |                   |                   |                   |
| 36 | 4 avril 1997    | 978-4-08-872206-1 | 28 novembre 2012  | 978-2-84580-868-3 |
| Titre : S'enflammer comme un éclair, 8 juillet 1999, (ISBN 2290051489)Liste des chapitres : - Chapitre 333 : 響く闇からの声 (Hibiku Yami kara no Koe) - Chapitre 334 : 起って...!!! (Tatte...!!!) - Chapitre 335 : 閃光のように (Senkō no Yō ni) - Chapitre 336 : 瞳の中の奇蹟 (Hitomi no Naka no Kiseki) - Chapitre 337 : 神の涙 (Kami no Namida) - Chapitre 338 : 最後の願い (Saigo no Negai) - Chapitre 339 : 心をひとつに...!! (Kokoro o Hitotsu ni...!!) - Chapitre 340 : 世界が輝く時 (Sekai ga Kagayaku Toki) - Chapitre 341 : ダイの決断 (Dai no Ketsudan) |                 |                   |                   |                   |
| Alors que Ban exulte, une voix se fait entendre. Il s'agit de Veruza, qui vaincu il y a quinze ans par Baran a vu son âme enfermée par la magie céleste. Il reconnaît la victoire de Ban. Ce dernier explique alors à Poppu, interloqué, que Veruza et lui luttent depuis plusieurs millénaires, voulant devenir Dieu à la place des Dieux. Alors que Poppu a perdu tout espoir, il entend la voix de Meruru. Celle-ci, même inconsciente, a entendu tout ce qui se passait sur le Palais de Ban, et s'est réveillée à temps pour permettre à Flora et tous les autres de s'enfuir. Elle ajoute que Nova et Ron Berku se sont rendus au pillar. Ban, qui entend ce que dit Poppu, utilise son œil maléfique pour voir ce qui se passe au sommet du pillar. Nova a utilisé hiado pour geler le noyau maléfique. Ron Berku dit alors qu'il suffit de geler tous les mécanismes, qui n'exploseront donc pas. Ban propose alors à Ron Berku de le rejoindre au Palais, mais celui-ci refuse, disant qu'il a l'impression de n'avoir commencé à vivre que depuis qu'il a rencontré Fly et ses amis. Nova se rend alors à Ringaia pour y geler le noyau maléfique, et Fobster à Romusu. Poppu se relève, disant qu'il doit aider les autres avec rura et hiado. Mais Ban a protégé le Palais avec sa force, et Poppu retombe au sol. À Ban qui lui demande pourquoi il n'arrive pas à renoncer, il explique que les Hommes, par rapport aux créatures comme Ban, ont une vie qui ressemble à un feu d'artifice. C'est pour cela qu'ils font de leur mieux, s'enflammant pour vivre, ne serait-ce qu'une seconde de plus. Fly, remercient son ami Poppu qui lui a redonné espoir alors qu'il allait renoncer, se relève en titubant. Tous deux alors s'élancent sur Ban, qui ne comprend pas pourquoi. Poppu lui explique alors que, si Ban mourait, la protection disparaîtrait, et ils pourraient aller geler les noyaux maléfiques. Ban, alors, décide d'utiliser sa force magique sur le plus proche pillar, pour tout faire exploser. Mais son geste est interrompu soudainement lorsqu'il est frappé par les sphères maléfiques qui contiennent les amis de Fly et Poppu. Ceci, pour lui, ne peut être qu'un miracle. Repérant la sphère qui contrôle les autres, il la détruit, et Léona retrouve son apparence. Il voit alors briller quelque chose et, d'un geste de colère, attrape Gome, qui brille intensément. Le Dieu du Mal explique alors que Gome n'est pas un être vivant, mais un item, objet créé par les Dieux, et qui a le pouvoir d'exaucer les vœux. Il ajoute que Fly et ses amis n'ont pas su exploiter son potentiel et, malgré leurs prières, détruit Gome qui explose en morceaux dorés. Fly, se précipitant sur Ban, se retrouve soudain dans un monde imaginaire, avec Gome. Celui-ci lui explique qu'il est en effet la larme des dieux, et qu'il a été heureux d'exaucer les vœux de tous. Il demande alors à Fly son dernier vœu, disant qu'il va utiliser toute la force qui lui reste pour essayer de le réaliser. Fly souhaite alors que les cœurs de tous les habitants de la Terre soient unis, pour que les gens puissent aller geler les pillars of ban. Utilisant ses dernières forces, Gome réussit à exaucer ce vœu. Partout sur la Terre les magiciens se rendent aux pillars: Apolo à Baruji, Marine à Berena, les faux héros Derorin et ses amis au pillar de 'extrême sud. Mais sur ce pillar se trouve un gardien, qui est vaincu par le medoroa de Matorif venu lui aussi en renfort. Mais ce dernier, blessé, n'est plus en état de lancer hiado, et il réussit à persuader Mazofuho de le faire à sa place. Juste au moment où Ban utilise sa force magique, le dernier noyau est gelé, et l'explosion ne se produit pas. Fly alors fait face à Ban, et dit que, si les pillars ont été gelés, c'est parce que les Hommes méritaient d'être sauvés, ils ont produit un miracle tous ensemble. Ban, alors, reconnaît sa défaite, ayant sous-estimé la force du lien qui unit les Hommes. Il annonce alors qu'il va tuer tout le monde ici présent, puis leurs successeurs, et détruire la Terre. Avoir déjoué sa stratégie est un miracle, mais ne change rien car il est immortel, et la vie des héros ici présents n'est qu'un feu de paille. Fly, qui a bien compris que Ban, même blessé, est encore plus puissant qu'eux, cherche désespérément un moyen pour que tous les sacrifices n'aient pas été vains. Il a alors une idée. Demandant à ses amis de ramasser les sphères maléfiques, et de fuir si l'occasion se présente, il dit qu'il n'a plus qu'une solution, qui lui fait peur. Faisant face à Ban, il déclare qu'il combattra seul, avec ses deux mains. |                 |                   |                   |                   |
| 37 | 4 juin 1997     | 978-4-08-872207-8 | 13 février 2013   | 978-2-84580-869-0 |
| Titre : Adieu, Terre adorée !!, 7 septembre 1999, (ISBN 2290051500)Liste des chapitres : - Chapitre 342 : たぎる竜の血!!! (Tagiru Doragon no Chi!!!) - Chapitre 343 : 咆哮!!! (Hōkō!!!) - Chapitre 344 : 大魔宮 脱出せよ (Bān Paresu Dasshutsu se yo) - Chapitre 345 : 死闘・天空へ (Shitō, Tenkū e) - Chapitre 346 : この腕で勝利を (Kono Ude de Shōri o) - Chapitre 347 : さらば! 我が友 (Saraba! Waga Tomo) - Chapitre 348 : さらば!! 大魔王 (Saraba!! Daimaō) - Chapitre 349 : さらば!!! 愛する地上よ (Saraba!!!! Ai suru Chijō yo) |                 |                   |                   |                   |
| Fly annonce qu'il va utiliser toute la puissance de ses deux signes du Dragon. En effet, explique-t-il, ayant constaté le danger de ces signes, il a inconsciemment limité leur utilisation, pour rester lui-même et ne pas devenir un Homme - Monstre - Dragon. Il ignore cependant ce qui se passera s'il utilise volontairement toute sa force. Avec effroi, Léona et Poppu comprennent qu'il est prêt à prendre le risque de ne jamais redevenir humain, pour vaincre Ban. Fly leur répond qu'il préfère devenir un animal que voir tous les efforts de tout le monde avoir été en vain. Ban, amusé, fait alors tomber les amis de Fly dans les tréfonds du palais, pour l'aider à dévoiler sa vraie force. Fly alors utilise tout le potentiel des deux signes du Dragon : ils fusionnent sur son front, et Fly se métamorphose partiellement, devenant encore plus monstrueux que Ban. Ce dernier attaque de la paume avec calamity wall, Fly contre et d'un revers de la main lui coupe une corne. Puis il se rue sur son adversaire et le roue de coups, lui demandant ce qu'il pense d'une justice pareille, s'il aime être blessé par un plus fort. Sous la violence du duel, le palais commence à se désagréger. Dans ses sous-sols, tous ont repris leur aspect normal. Enfermés dans une sorte de prison, leurs efforts n'arrivent pas à percer le mur de celle-ci. Poppu demande alors à Aban de réaliser grand cross, qui a une force de destruction importante. Hyunkel dit alors qu'Aban n'y survivrait pas, et que lui qui a maîtrisé cette technique va le faire, malgré les objections de Fuam. Pendant que maître et disciple se disputent pour savoir qui le fera, Hym s'approche du mur, et déclare qu'il va le faire, ne supportant plus de voir un visage triste. Imitant Hyunkel, il lance grand cross et perce le mur. Poppu et Aban invoquent rura, et tous se retrouvent sur Terre. Dans une explosion gigantesque, le bas du palais s'écrase sur Terre. Flora, Badaku, Meruru et tous les autres les rejoignent alors. Flora tombe de surprise en voyant Aban vivant. À la question de Ron Berku, Poppu répond que Fly se bat toujours, là-haut. Léona ajoute qu'ils n'ont plus qu'à attendre, en gardant confiance car le héros va vaincre. Poppu, mentalement, prie Fly de revenir, même s'il n'est plus humain. Privé de propulsion, le palais s'est élevé à une hauteur vertigineuse. Ban doit se rendre à l'évidence : il ne peut pas gagner dans son état. Il utilise alors son ultime technique, libérant la force de son œil maléfique, source de sa puissance, et devient une créature gigantesque. Tout comme Fly il ignore s'il pourra redevenir normal. Reprenant l'avantage, il met à terre Fly, et s'apprête à l'achever lorsque le sabre du Dragon vient se planter près de Fly. Ce dernier, face au soleil, voit alors la silhouette de Soara, sa mère. Puis son père lui apparaît, disant qu'il est temps pour lui de prendre possession de l'arme légendaire des Chevaliers du Dragon, et que son fils doit mettre toutes ses forces dans ce dernier coup pour vaincre Ban. Concentrant toutes ses forces, Fly s'élance sur Ban, et détruit son bras gauche, visant l'œil maléfique. Mais l'épée se brise sur la paupière refermée, la lame vole en mille morceaux. Ban attrape Fly, et tente de l'écraser. Fly repense aux paroles de Poppu sur la façon de vivre des humains, qui s'enflamment, pour vivre ne serait-ce qu'une seconde de plus. Il réussit à détruire la paume de son adversaire, et s'élance au loin, suivi par Ban qu'il éblouit avec son Signe du Dragon. Puis il se précipite sur le Dieu du Mal et attrape l'épée de Fly, toujours plantée dans son cœur. Dans un ultime effort il détruit l'œil maléfique, coupant littéralement Ban en deux. Puis il tombe vers la Terre. Dans une explosion gigantesque le Dieu du Mal disparaît, vaincu. Au sol, Chiu voit dans sa longue-vue Fly tomber, et Poppu se précipite pour le rattraper. Fly alors annonce la mort de Ban, et tous se réjouissent. Surgissent soudain Kilvan, qui porte sa tête dans une main, et Piroro. Ce dernier explique qu'il est en réalité le vrai Kilvan, envoyé par Veruza. Il demande aux humains de mourir, et dévoile le noyau maléfique dans la tête de l'androïde qu'est Kilvan. Alors qu'il va s'enfuir en ayant activé le mécanisme, Léona et Aban lui lancent une plume magique qui l'immobilise, et Fuam le terrasse d'un coup de poing éclair. Poppu et Fly utilisent leur magie pour s'envoler avec le pantin. Fly, d'un coup, frappe Poppu qui lache prise et tombe, disant que c'est le destin de sa famille de se sacrifier pour ceux qu'ils aiment. Sous les yeux de tous, Kilvan explose dans une gigantesque mer de feu, faisant disparaître Fly. Plusieurs semaines plus tard, la paix est revenue mais Fly est toujours introuvable. Réunis sur un promontoire de l'île de Demurin, où est plantée l'épée de Fly, Poppu et Fuam se demandent s'il est toujours vivant. Poppu trouve que le monument fait tombe. Mais Léona dit qu'il s'agit d'un repère pour quand Fly reviendra. Ron Berku explique alors que l'épée de Fly a été créée pour Fly, et que s'il était mort le joyau de l'épée aurait perdu tout éclat. Mais il brille de mille feux. Tous, alors, comprennent qu'ils reverront Fly, et en attendant décident de protéger la Terre, pour qu'il puisse être fier de l'avoir sauvée. |                 |                   |                   |                   |

## Édition 2020

### Tomes 1 à 10
| no | Japonais        | Japonais          | Français         | Français          |
| no | Date de sortie  | ISBN              | Date de sortie   | ISBN              |
| --- | --------------- | ----------------- | ---------------- | ----------------- |
| 1 | 2 octobre 2020  | 978-4-08-792560-9 | 2 mars 2022      | 978-2-413-04234-1 |
| Titre du volume : Les disciples d'Avan I (アバンの使徒I, Aban no Shito 1)Liste des chapitres : - Chapitre 1 : Zordela ! Parizi ! Première partie - Chapitre 2 : Zordela ! Parizi ! Deuxième partie - Chapitre 3 : Daï explose !!! Première partie - Chapitre 4 : Daï explose !!! Deuxième partie - Chapitre 5 : Daï explose !!! Troisième partie - Chapitre 6 : Le précepteur des héros ! - Chapitre 7 : L'entraînement de Daï ! - Chapitre 8 : Le dragon à lunettes ! - Chapitre 9 : L'apparition du seigneur du mal ?! - Chapitre 10 : La véritable identité de Hadlar ! - Chapitre 11 : Le duel fatidique ! Hadlar contre Avan - Chapitre 12 : L'insigne d'Avan - Chapitre 13 : Daï hors de lui ! - Chapitre 14 : L'explosion de l'Avan Strash ! - Chapitre 15 : En route pour l'aventure ! |                 |                   |                  |                   |
| 2 | 2 octobre 2020  | 978-4-08-792561-6 | 2 mars 2022      | 978-2-413-04248-8 |
| Titre du volume : Les disciples d'Avan II (アバンの使徒II, Aban no Shito 2)Liste des chapitres : - Chapitre 16 : Rencontre avec Maam dans la forêt maléfique - Chapitre 17 : Crocodine, le roi des carnassiers ! - Chapitre 18 : Le cri de guerre du roi des carnassiers ! - Chapitre 19 : Rassemblez-vous, disciples d'Avan ! - Chapitre 20 : Le miraculeux pistolet magique - Chapitre 21 : Avan, notre maître - Chapitre 22 : Trois font de la compagnie ! - Chapitre 23 : Menace sur Romos - Chapitre 24 : La marche des carnassiers ! - Chapitre 25 : Le point faible de Daï ?! - Chapitre 26 : L'ignoble évêque des Mystique ! - Chapitre 27 : Une bribe de courage ! - Chapitre 28 : Popp risque sa vie pour ses amis ! - Chapitre 29 : L'amitié fait des miracles - Chapitre 30 : L'emblème de la colère ! - Chapitre 31 : Les petits héros |                 |                   |                  |                   |
| 3 | 2 octobre 2020  | 978-4-08-792562-3 | 6 juillet 2022   | 978-2-413-04265-5 |
| Titre du volume : Les disciples d'Avan III (アバンの使徒III, Aban no Shito 3)Liste des chapitres : - Chapitre 32 : En route pour Papnica ! - Chapitre 33 : L'assemblée des six grands légats ?! - Chapitre 34 : Le mystérieux guerrier - Chapitre 35 : Hyunckel, le guerrier à l'épée démoniaque ! - Chapitre 36 : Venger son père... Tué par Avan ?! - Chapitre 37 : La technique mortelle du guerrier noir ! - Chapitre 38 : Une situation désespérée ! - Chapitre 39 : Les larmes du roi des carnassiers - Chapitre 40 : Voici la forteresse souterraine ! - Chapitre 41 : Tout miser sur la foudre ! - Chapitre 42 : Intrusion dans le donjon de la mort ! - Chapitre 43 : L'heure du dénouement ! - Chapitre 44 : Daï, passé par le fil de l'épée démoniaque - Chapitre 45 : L'âme du père ! - Chapitre 46 : L'épée foudroyante de la justice ! - Chapitre 47 : Adieu, guerrier solitaire |                 |                   |                  |                   |
| 4 | 4 novembre 2020 | 978-4-08-792563-0 | 12 octobre 2022  | 978-2-413-04266-2 |
| Titre du volume : Les disciples d'Avan IV (アバンの使徒IV, Aban no Shito 4)Liste des chapitres : - Chapitre 48 : Signal de détresse - Chapitre 49 : Et pendant ce temps, où est Léona ?! - Chapitre 50 : L'impitoyable Flazzard ! - Chapitre 51 : Le héros contre le commandant de feu et de glace ! - Chapitre 52 : La terrible barrière magique ! - Chapitre 53 : Léona, la beauté glacée ! - Chapitre 54 : Le célèbre archimage - Chapitre 55 : L'entraînement de Matoriv - Chapitre 56 : Débarquement sur l'île Valge - Chapitre 57 : L'attaque générale de l'armée du mal ! - Chapitre 58 : Un combat brûlant ! - Chapitre 59 : Le sauveur immortel - Chapitre 60 : La résurrection du guerrier ! - Chapitre 61 : Un duel au sommet !! Hyunckel vs Hadlar - Chapitre 62 : Le souffle ardent de l'aura ! - Chapitre 63 : Une croix de vie... Ou de mort |                 |                   |                  |                   |
| 5 | 4 novembre 2020 | 978-4-08-792564-7 | 4 janvier 2023   | 978-2-413-04431-4 |
| Titre du volume : Les disciples d'Avan V (アバンの使徒V, Aban no Shito 5)Liste des chapitres : - Chapitre 64 : En route pour sauver Léona ! - Chapitre 65 : L'obsession de Flazzard - Chapitre 66 : Tempête d'éclats de roche ! - Chapitre 67 : Le dernier arcane de l'école Avan - Chapitre 68 : Slash-cieux enfin maîtrisé ! - Chapitre 69 : Le géant d'aura de feu des enfers - Chapitre 70 : Avant de pouvoir tout trancher ! - Chapitre 71 : Adieu, pistolet magique - Chapitre 72 : La victoire ! Et ensuite - Chapitre 73 : La décision de Maam - Chapitre 74 : La forteresse de Rochedémon tremble ! - Chapitre 75 : Jusqu'au jour où l'on se retrouvera |                 |                   |                  |                   |
| 6 | 4 décembre 2020 | 978-4-08-792565-4 | 4 avril 2023     | 978-2-413-04432-1 |
| Titre du volume : Le Chevalier Dragon I (竜の騎士I, Ryū no Kishi 1)Liste des chapitres : - Chapitre 76 : Faisons les magasins ! - Chapitre 77 : L'assaut de la légion des dragons !! - Chapitre 78 : Combat dans les rues de Bengarna - Chapitre 79 : Terrasse l'hydre !! - Chapitre 80 : Daï rugit !! - Chapitre 81 : Les chevaliers dragons - Chapitre 82 : Baran passe à l'offensive !! - Chapitre 83 : La véritable identité du Maître chevalier dragon - Chapitre 84 : L'empereur du mal jubile - Chapitre 85 : Un combat entre père et fils !! - Chapitre 86 : Le frisson de l'aura draconique !! - Chapitre 87 : Au péril de ma vie !! - Chapitre 88 : Le rayon de la terreur |                 |                   |                  |                   |
| 7 | 4 décembre 2020 | 978-4-08-792566-1 | 4 juillet 2023   | 978-2-413-04433-8 |
| Titre du volume : Le Chevalier Dragon II (竜の騎士II, Ryū no Kishi 2)Liste des chapitres : - Chapitre 89 : Daï... Niveau 1 ?! - Chapitre 90 : Rassemblement de la plus puissante des légions ! - Chapitre 91 : L'assaut des guerriers dragons !! - Chapitre 92 : La rupture ?! - Chapitre 93 : Le défi désespéré de Popp !! - Chapitre 94 : Galdandy fou furieux !! - Chapitre 95 : Les disciples d'Avan contre-attaquent !! - Chapitre 96 : Le dernier guerrier dragon - Chapitre 97 : Duel de transformation en armure (AMDO) !! - Chapitre 98 : Le glaive du souvenir - Chapitre 99 : Le secret de la naissance de Daï !! - Chapitre 100 : Saisir la victoire des griffes de la mort - Chapitre 101 : Legs pour un valeureux ennemi !! |                 |                   |                  |                   |
| 8 | 4 décembre 2020 | 978-4-08-792567-8 | 15 novembre 2023 | 978-2-413-04434-5 |
| Titre du volume : Le Chevalier Dragon III (竜の騎士III, Ryū no Kishi 3)Liste des chapitres : - Chapitre 102 : Tu devras me passer sur le corps !! - Chapitre 103 : L'homme qui a renoncé à son cœur !! - Chapitre 104 : L'éveil du draconien !! - Chapitre 105 : Notre Daï - Chapitre 106 : La fin de Popp - Chapitre 107 : Ivre de rage !! - Chapitre 108 : Le retour de Daï, le héros !! - Chapitre 109 : La plus grande bataille que la Terre ait connue !! - Chapitre 110 : Mégasort ! Va-t-il vivre ou mourir ?! - Chapitre 111 : L'épée du dragon !! - Chapitre 112 : Une attaque par-delà la mort !! - Chapitre 113 : La rupture avec le père - Chapitre 114 : Le dernier avertissement - Chapitre 115 : Maam est de retour ?! - Chapitre 116 : Le choc des sorts ultimes !! - Chapitre 117 : Les missions de chacun - Chapitre hors-série : Avan, le héros |                 |                   |                  |                   |
| 9 | 4 janvier 2021  | 978-4-08-792568-5 | 3 juillet 2024   | 978-2-413-07981-1 |
| Titre du volume : Le Chevalier Dragon IV (竜の騎士IV, Ryū no Kishi 4)Liste des chapitres : - Chapitre 118 : Où est l'épée ultime ?! - Chapitre 119 : Le tournoi d'arts martiaux de Romos - Chapitre 120 : Retrouvailles avec Maam la combattante - Chapitre 121 : L'épée du conquérant - Chapitre 122 : Incident en finale !! - Chapitre 123 : Le fils de Zaboéra - Chapitre 124 : L'épouvantable archifiélon - Chapitre 125 : Daï se fait...engloutir !! - Chapitre 126 : A la rescousse du héros... ou pas ?! - Chapitre 127 : Gronde, technique fatale !! - Chapitre 128 : Une attaque par-delà la mort !! - Chapitre 129 : Collection d'objets - Chapitre 130 : Tout donner sur un instant !! - Chapitre 131 : Zamza disparaît dans le soleil couchant |                 |                   |                  |                   |
| 10 | 4 janvier 2021  | 978-4-08-792569-2 | 9 octobre 2024   | 978-2-413-07982-8 |
| Titre du volume : Le Chevalier Dragon V (竜の騎士V, Ryū no Kishi 5)Liste des chapitres : - Chapitre 132 : Un nouveau départ !! - Chapitre 133 : Le chambellan des ombres passe à l'action ! - Chapitre 134 : L'ouverture du sommet mondial ! - Chapitre 135 : Lankirks, le village natal - Chapitre 136 : L'artisan legendaire - Chapitre 137 : Le débarquement de la forteresse de Rochedémon ! - Chapitre 138 : Arrêtez la forteresse géante ! - Chapitre 139 : Le géant du désespoir - Chapitre 140 : La fureur de la légion des ombres ! - Chapitre 141 : Dernière défense avant la mort - Chapitre 142 : Voyez les arcanes de la lance de l'école Avan ! - Chapitre 143 : Ténèbres, maître contre disciple ! - Chapitre 144 : Entre le mal et la justice... - Chapitre 145 : Le secret du chambellan des ombres !... - Chapitre 146 : L'épée de Daï... - Chapitre 147 : L'arrivée du héros ! - Chapitre 148 : Coupé en deux ! - Chapitre 149 : L'ire des ténèbres - Chapitre 150 : A la poursuite de Mystvearn |                 |                   |                  |                   |

### Tomes 11 à 20
| no | Japonais       | Japonais          | Français       | Français          |
| no | Date de sortie | ISBN              | Date de sortie | ISBN              |
| --- | -------------- | ----------------- | -------------- | ----------------- |
| 11 | 4 février 2021 | 978-4-08-792570-8 | 8 janvier 2025 | 978-2-413-07983-5 |
| Titre du volume :Les mortes terres I (死の大地I, Shi no Daichi 1)Liste des chapitres : - Chapitre 151 : Les mortes terres - Chapitre 152 : La résurrection du dieu du mal ! - Chapitre 153 : La puissance cauchemardesque de l'archifiélon - Chapitre 154 : Le bras droit démoniaque ! - Chapitre 155 : Le choc des deux épées suprêmes ! - Chapitre 156 : Courage, fuyons ! - Chapitre 157 : Le héros disparu dans les glaces - Chapitre 158 : Prémices de la bataille finale - Chapitre 159 : Je me nomme Vearn - Chapitre 160 : Exploration dans le grand nord ! - Chapitre 161 : L'attaque-surprise de la légion mystique ! - Chapitre 162 : La garde d'acier |                |                   |                |                   |
| 12 | 4 février 2021 | 978-4-08-792571-5 |                |                   |
| Titre du volume :死の大地II (Shi no Daichi 2) |                |                   |                |                   |
| 13 | 4 mars 2021    | 978-4-08-792572-2 |                |                   |
| Titre du volume :死の大地III (Shi no Daichi 13) |                |                   |                |                   |
| 14 | 4 mars 2021    | 978-4-08-792573-9 |                |                   |
| Titre du volume :死の大地IV (Shi no Daichi 4) |                |                   |                |                   |
| 15 | 4 mars 2021    | 978-4-08-792574-6 |                |                   |
| Titre du volume :死の大地V (Shi no Daichi 5) |                |                   |                |                   |
| 16 | 2 avril 2021   | 978-4-08-792575-3 |                |                   |
| Titre du volume :大魔宮I (Dai Mamiya 1) |                |                   |                |                   |
| 17 | 2 avril 2021   | 978-4-08-792576-0 |                |                   |
| Titre du volume :大魔宮II (Dai Mamiya 2) |                |                   |                |                   |
| 18 | 30 avril 2021  | 978-4-08-792577-7 |                |                   |
| Titre du volume :大魔宮III (Dai Mamiya 3) |                |                   |                |                   |
| 19 | 30 avril 2021  | 978-4-08-792578-4 |                |                   |
| Titre du volume :大魔宮IV (Dai Mamiya 4) |                |                   |                |                   |
| 20 | 30 avril 2021  | 978-4-08-792579-1 |                |                   |
| Titre du volume :大魔宮V (Dai Mamiya 5) |                |                   |                |                   |

### Tomes 21 à 25
| no                                                   | Japonais       | Japonais          | Français       | Français |
| no                                                   | Date de sortie | ISBN              | Date de sortie | ISBN     |
| ---------------------------------------------------- | -------------- | ----------------- | -------------- | -------- |
| 21                                                   | 4 juin 2021    | 978-4-08-792580-7 |                |          |
| Titre du volume :最終決戦編I (Saishū Kessen-hen 1)   |                |                   |                |          |
| 22                                                   | 4 juin 2021    | 978-4-08-792581-4 |                |          |
| Titre du volume :最終決戦編II (Saishū Kessen-hen 2)  |                |                   |                |          |
| 23                                                   | 2 juillet 2021 | 978-4-08-792582-1 |                |          |
| Titre du volume :最終決戦編III (Saishū Kessen-hen 3) |                |                   |                |          |
| 24                                                   | 2 juillet 2021 | 978-4-08-792583-8 |                |          |
| Titre du volume :最終決戦編IV (Saishū Kessen-hen 4)  |                |                   |                |          |
| 25                                                   | 2 juillet 2021 | 978-4-08-792584-5 |                |          |
| Titre du volume :最終決戦編V (Saishū Kessen-hen 5)   |                |                   |                |          |

## Dragon Quest - The Adventure of Daï: The Hero Avan and the Dark Lord of Hellfire
| no | Japonais         | Japonais          | Français          | Français          |
| no | Date de sortie   | ISBN              | Date de sortie    | ISBN              |
| --- | ---------------- | ----------------- | ----------------- | ----------------- |
| 1 | 4 mars 2021      | 978-4-08-882589-2 | 26 juin 2024      | 978-2-413-07741-1 |
| Liste des chapitres : - Prologue - Chapitre 1 : La naissance du héros - Chapitre 2 : L'ombre furtive de la forêt maléfique - Chapitre 3 : L'assaut de Kigiro - Chapitre 4 : Un coup de toutes ses forces      |                  |                   |                   |                   |
| 2 | 2 juillet 2021   | 978-4-08-882723-0 | 18 septembre 2024 | 978-2-413-07742-8 |
| Liste des chapitres : - Chapitre 5 : Vers un autre monde - Chapitre 6 : Un grimoire magique dangereux - Chapitre 7 : Le choc du mégasort - Chapitre 8 : L'effroyable Gangadia                                 |                  |                   |                   |                   |
| 3 | 4 novembre 2021  | 978-4-08-882831-2 | 29 janvier 2025   | 978-2-413-07743-5 |
| Liste des chapitres : - Chapitre 9 : La deuxième technique fatale - Chapitre 10 : Le héros disparu au fond des mers - Chapitre 11 : Le vrai visage de la princesse Otogiri - Chapitre 12 : Son nom est Strash |                  |                   |                   |                   |
| 4 | 4 mars 2022      | 978-4-08-883058-2 |                   |                   |
| 5 | 4 juillet 2022   | 978-4-08-883175-6 |                   |                   |
| 6 | 2 décembre 2022  | 978-4-08-883307-1 |                   |                   |
| 7 | 4 mars 2023      | 978-4-08-883469-6 |                   |                   |
| 8 | 4 août 2023      | 978-4-08-883602-7 |                   |                   |
| 9 | 4 janvier 2024   | 978-4-08-883758-1 |                   |                   |
| 10 | 2 mai 2024       | 978-4-08-884072-7 |                   |                   |
| 11 | 4 septembre 2024 | 978-4-08-884175-5 |                   |                   |

### Sources
1. ↑  (ja) « 週刊少年ジャンプ 1989 25 », sur mediaarts-db.bunka.go.jp
2. ↑  (ja) « 週刊少年ジャンプ 1989 26 », sur mediaarts-db.bunka.go.jp
3. ↑  (ja) « 週刊少年ジャンプ 1989 35 », sur mediaarts-db.bunka.go.jp
4. ↑  (ja) « 週刊少年ジャンプ 1989 36 », sur mediaarts-db.bunka.go.jp
5. ↑  (ja) « 週刊少年ジャンプ 1989 37 », sur mediaarts-db.bunka.go.jp
6. ↑  (ja) « 週刊少年ジャンプ 1989 45 », sur mediaarts-db.bunka.go.jp
7. ↑  (ja) « 週刊少年ジャンプ 1996 52 », sur mediaarts-db.bunka.go.jp
8. ↑  (ja) « DRAGON　QUEST―ダイの大冒険―　　1 », sur Shūeisha
9. ↑  (ja) « DRAGON　QUEST―ダイの大冒険―　　37 », sur Shūeisha
10. ↑  (ja) « DRAGON QUEST―ダイの大冒険― 1 », sur Shūeisha
11. ↑  (ja) « DRAGON QUEST―ダイの大冒険― 22 », sur Shūeisha
12. ↑  (ja) « ついに!!『ドラゴンクエスト ダイの大冒険』新装彩録版 1～3巻が10月2日(金)に発売!! 2、3巻のカバーイラストも初公開!! », sur Weekly Shōnen Jump
13. ↑  « MangaUne date pour la nouvelle édition française de Dragon Quest: The Adventure of Dai », sur manga-news.com
14. 1 2  « Le manga Dragon Quest: Adventure of Dai Xross Blade sortira le 1er octobre au Japon », sur Anime News Network
15. ↑  « Un préquel confirmé pour le manga Dragon Quest: The Adventure of Dai (mise-à-jour) », sur Anime News Network

### Œuvres

#### Édition japonaise
Edition 2020
1. 1 2  Tome 1
2. 1 2  Tome 2
3. 1 2  Tome 3
4. 1 2  Tome 4
5. 1 2  Tome 5
6. 1 2  Tome 6
7. 1 2  Tome 7
8. 1 2  Tome 8
9. 1 2  Tome 9
10. 1 2  Tome 10
11. 1 2  Tome 11
12. 1 2  Tome 12
13. 1 2  Tome 13
14. 1 2  Tome 14
15. 1 2  Tome 15
16. 1 2  Tome 16
17. 1 2  Tome 17
18. 1 2  Tome 18
19. 1 2  Tome 19
20. 1 2  Tome 20
21. 1 2  Tome 21
22. 1 2  Tome 22
23. 1 2  Tome 23
24. 1 2  Tome 24
25. 1 2  Tome 25

Dragon Quest - Dai no Daibouken: Yūsha Avan to Gokuen no Maou
1. 1 2  Tome 1
2. 1 2  Tome 2
3. 1 2  Tome 3
4. 1 2  Tome 4
5. 1 2  Tome 5
6. 1 2  Tome 6
7. 1 2  Tome 7
8. 1 2  Tome 8
9. 1 2  Tome 9
10. 1 2  Tome 10
11. 1 2  Tome 11

#### Édition française
Edition 2022
1. 1 2  Tome 1
2. 1 2  Tome 2
3. 1 2  Tome 3
4. 1 2  Tome 4
5. 1 2  Tome 5
6. 1 2  Tome 6
7. 1 2  Tome 7
8. 1 2  Tome 8
9. 1 2  Tome 9
10. 1 2  Tome 10
11. 1 2  Tome 11

Dragon Quest - The Adventure of Daï: The Hero Avan and the Dark Lord of Hellfire
1. 1 2  Tome 1
2. 1 2  Tome 2
3. 1 2  Tome 3